# Längenfeldgasse
Die Längenfeldgasse ist ein Straßenzug im 12. Wiener Gemeindebezirk Meidling. Sie ist seit 1894 nach der Wohltäterin Josepha Haas von Längenfeld-Pfalzheim benannt und hieß davor teilweise Stiegergasse.

## Verlauf und Charakteristik
Die Längenfeldgasse besitzt einen Nord-Süd-Verlauf ansteigend zum Wienerberg und beginnt bei der Stiegerbrücke über dem Wienfluss, quert die Schönbrunner Straße, Arndtstraße, Steinbauergasse, Flurschützstraße und die Eichenstraße und mündet in die Kerschensteinergasse. Sie stellt zusammen mit der anschließenden Kundratstraße die einzige Verbindung von Meidling nach Favoriten zwischen der Wienerbergstraße und dem Gürtel dar, da die Geleise der Südbahn nur von der Längenfeldgasse unterführt werden. Der Großteil der Straße zwischen Arndtstraße und Eichenstraße ist eine Allee.
Die Längenfeldgasse berührt die Grünanlagen des Bruno-Pittermann-Platzes, den Steinbauerpark und den Wilhelmsdorfer Park. Der öffentliche Verkehr hier besteht aus den Autobuslinien 63A und 12A, die die Längenfeldgasse befahren bzw. aus den U-Bahn-Linien U4 und U6, den Zügen der Badener Lokalbahn, der Straßenbahnlinie 62 und der Autobuslinie 59A, die die Längenfeldgasse queren.
Am Beginn der Längenfeldgasse sind noch einige späthistoristisch-sezessionistische Wohnhäuser aus der Zeit um 1900 erhalten. In weiterer Folge schließen sich großteils kommunale Wohnbauten an, darunter mehrere sehr beachtenswerte große Anlagen aus den 1920er Jahren. Ab der Eichenstraße besteht keine Verbauung mehr und die Längenfeldgasse unterquert die umfangreichen Gleisanlagen der Südbahnstrecke. Die Gasse endet am Meidlinger Friedhof.

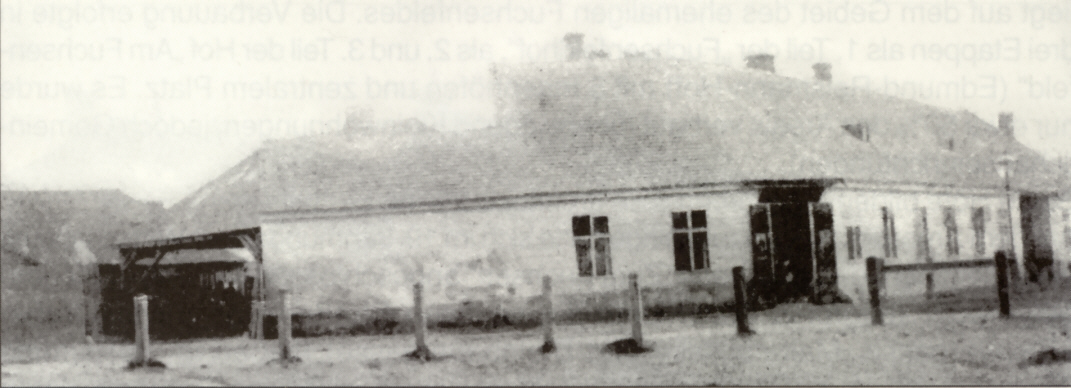
Gasthaus Zum Fuchsen (um 1880), an der Stelle des heutigen Fuchsenfeldhofes

## Geschichte
Die jetzige Längenfeldgasse erstreckt sich auf dem Gebiet des einstigen Ortes Meinhartsdorf und des späteren Gaudenzdorf. Sie entstand als Verlängerung der Sechshauser Stiegergasse über den Wienfluss nach Süden und führte bis 1894 auch denselben Namen. Um diese Zeit war lediglich der Abschnitt zwischen Schönbrunner Straße und Arndtstraße (damals Lainzer Straße) verbaut, der übrige lange Abschnitt bis zur Südbahn nicht. Gerade diese vielen freien Flächen Meidlings gaben der Stadtverwaltung des Roten Wien nach dem Ersten Weltkrieg Gelegenheit entlang der Längenfeldgasse gleich mehrere ihrer neuartigen und vorbildhaften sozialen Wohnhausanlagen zu errichten. Nach dem Zweiten Weltkrieg wurden dann die noch bestehenden Baulücken geschlossen.
Aus dem Kreuzungsbereich mit der Eichenstraße wurde die Meidlinger Hofküchenwasserleitung nach Schloss Schönbrunn geleitet.

## Bemerkenswerte Bauwerke entlang der Längenfeldgasse

### U-Bahn-Station Längenfeldgasse
Am Beginn der Längenfeldgasse, bei der Stiegerbrücke, befindet sich ein unterirdischer Kreuzungsbahnhof der U-Bahn-Linien U4 und U6. Die U-Bahn-Station Längenfeldgasse wurde 1989 eröffnet.
Auf der gegenüberliegenden Straßenseite befand sich einst das Wohnhaus der Wohltäterin Josephine Haas von Längenfeld-Pfalzheim, nach der die Längenfeldgasse benannt wurde. Heute ist das Areal unbebaut, es befindet sich dort der Bruno-Pittermann-Platz mit einer kleinen Grünanlage.

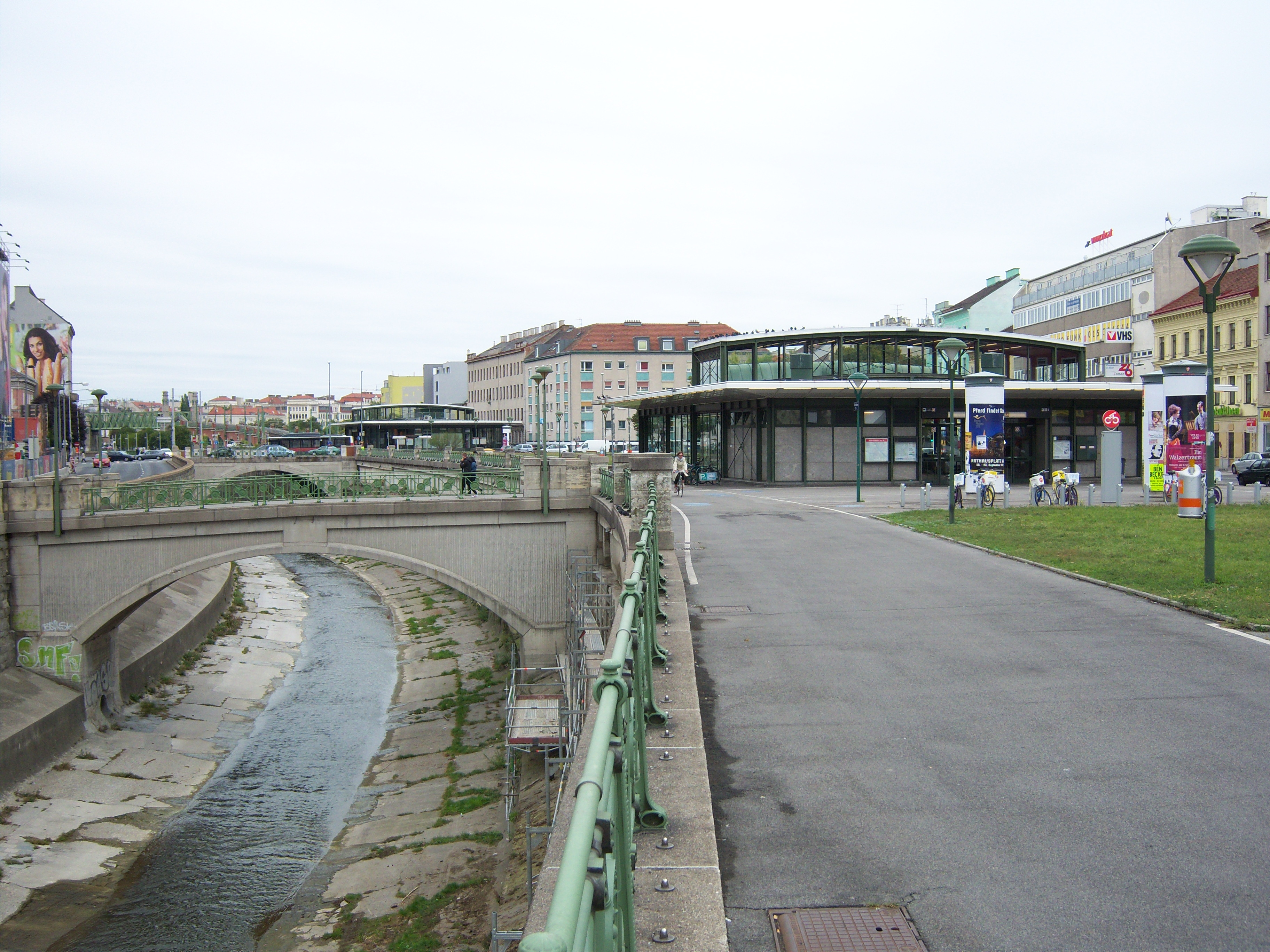
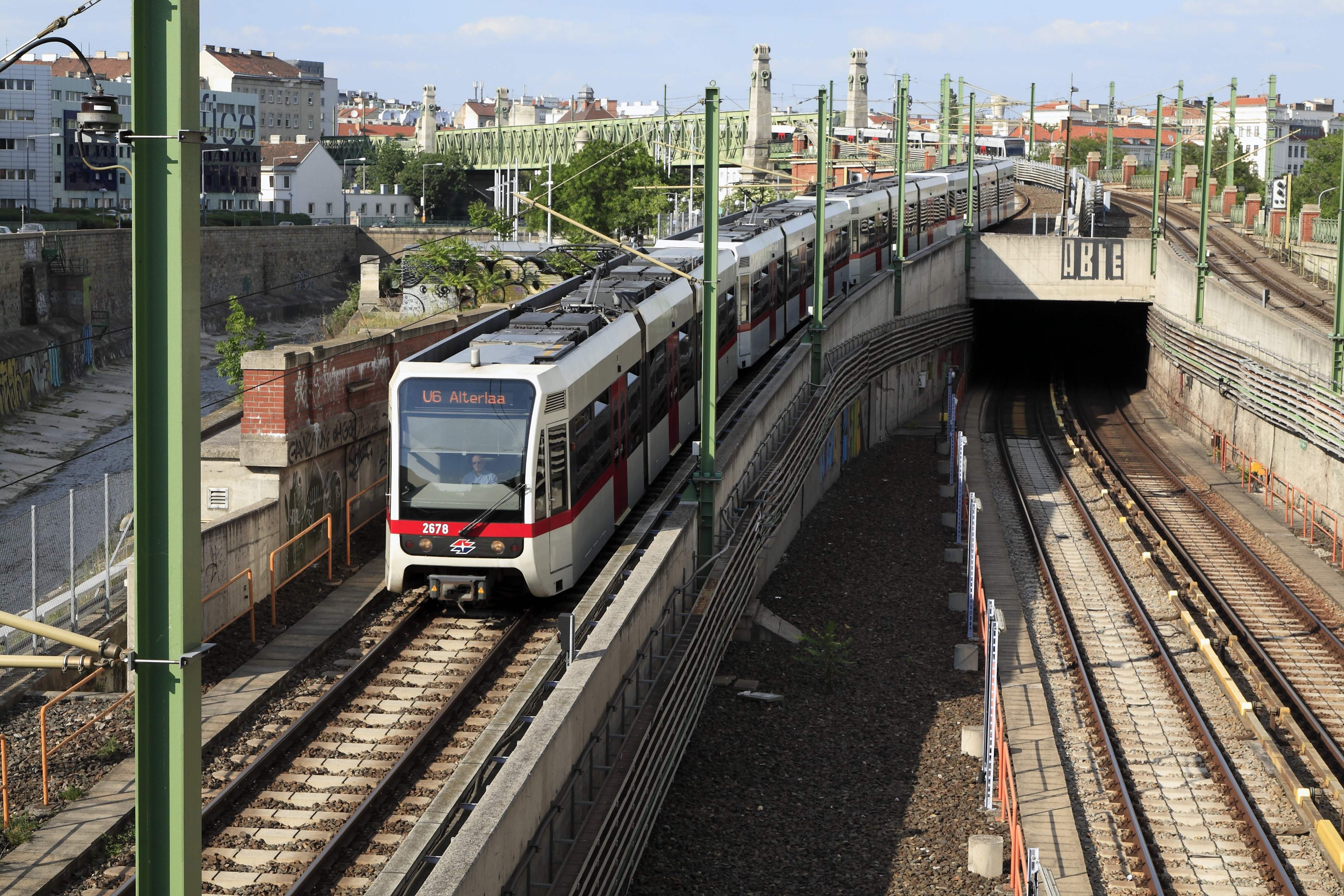
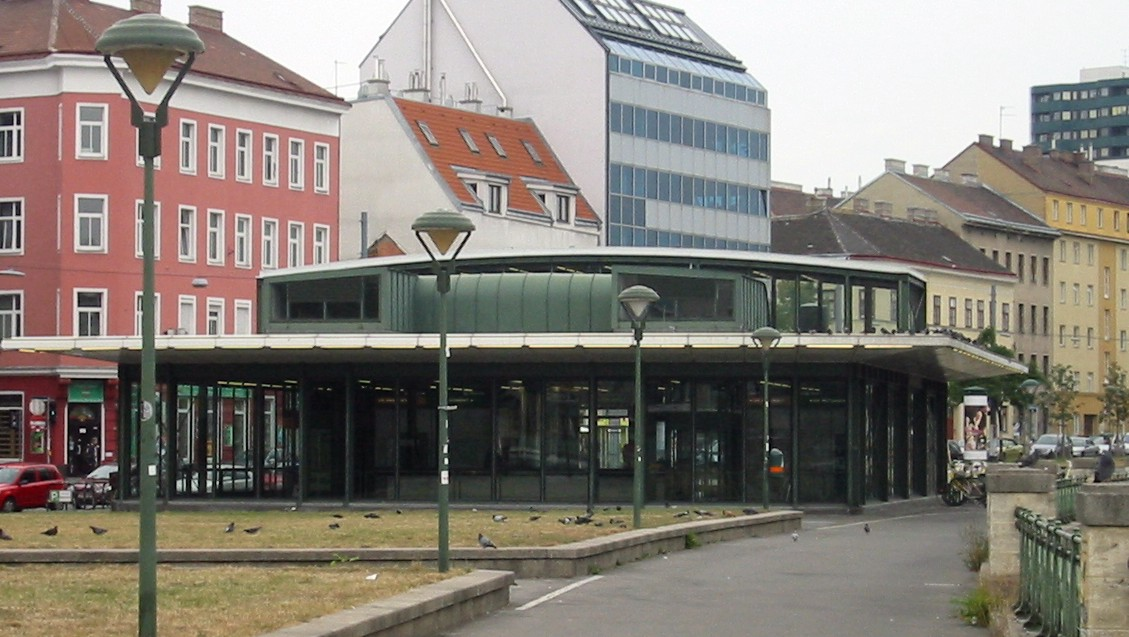
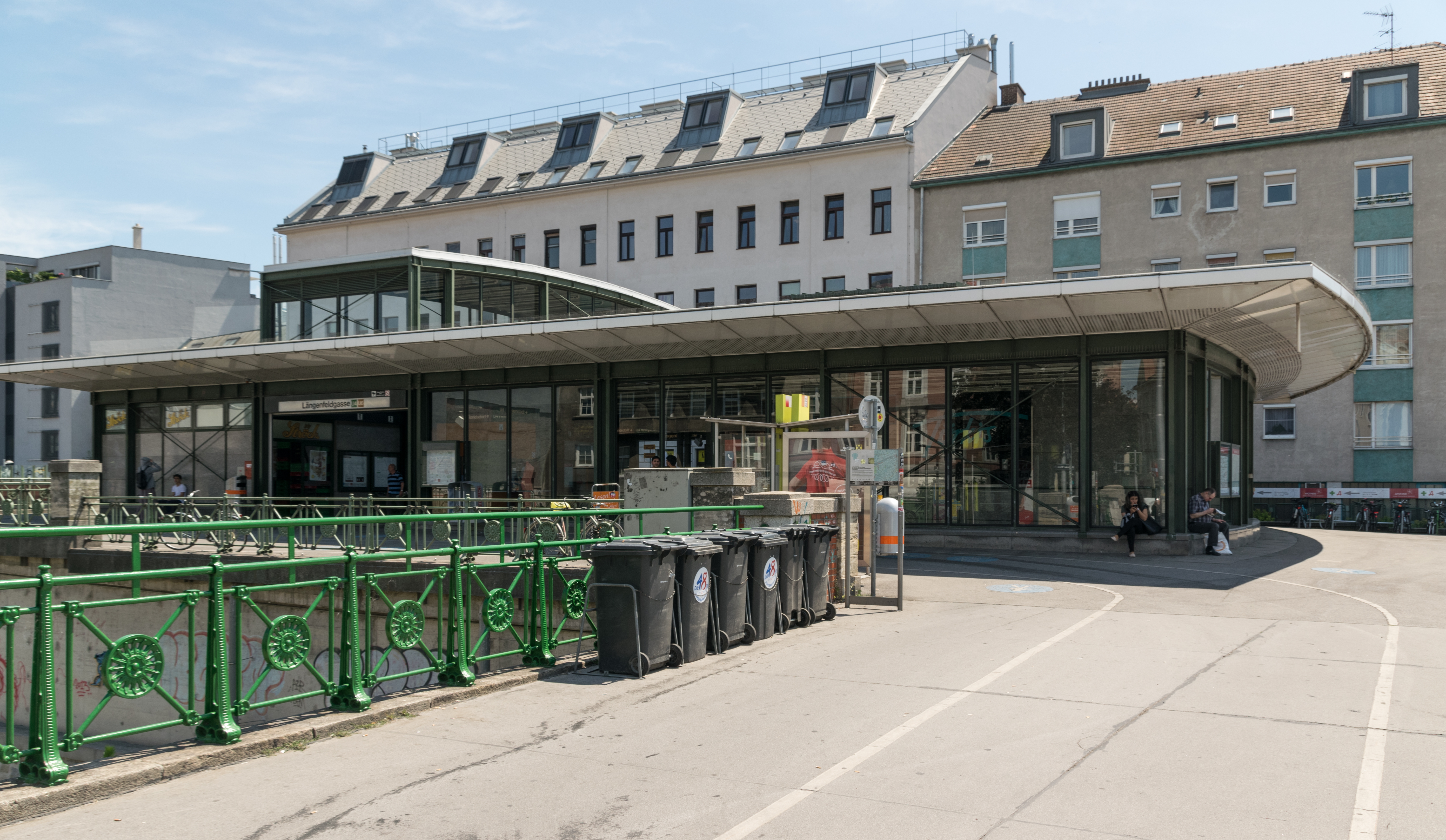
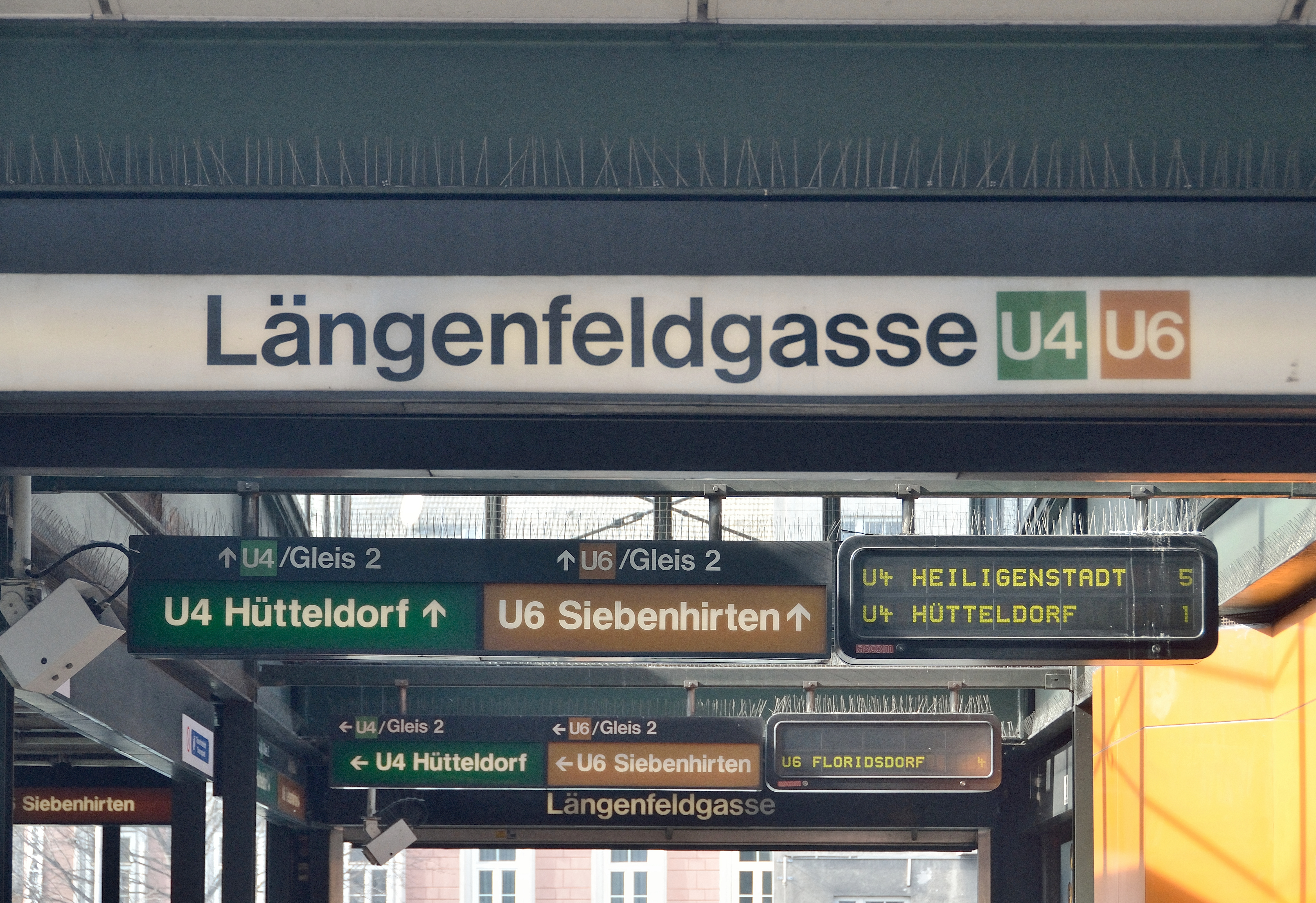
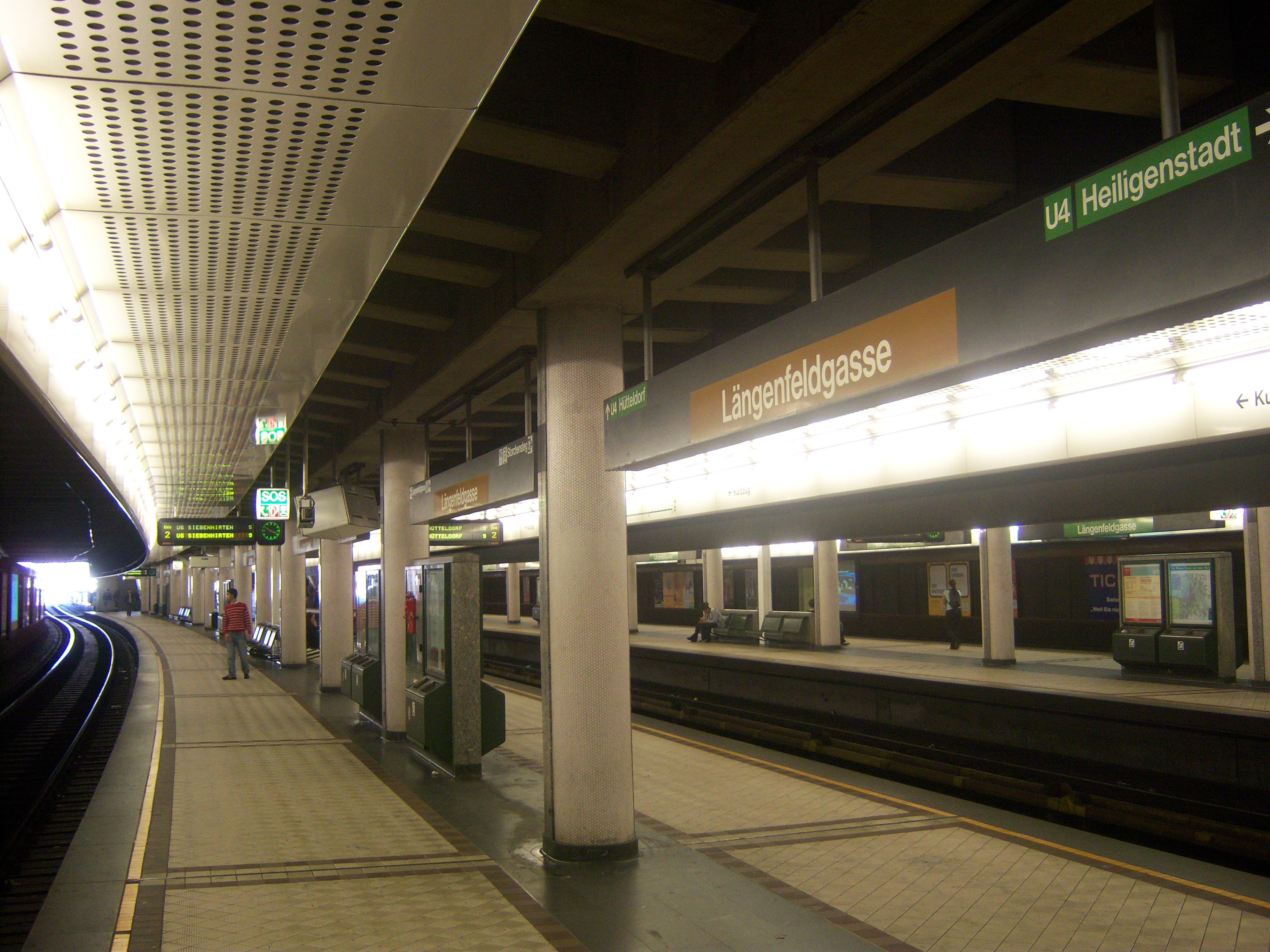
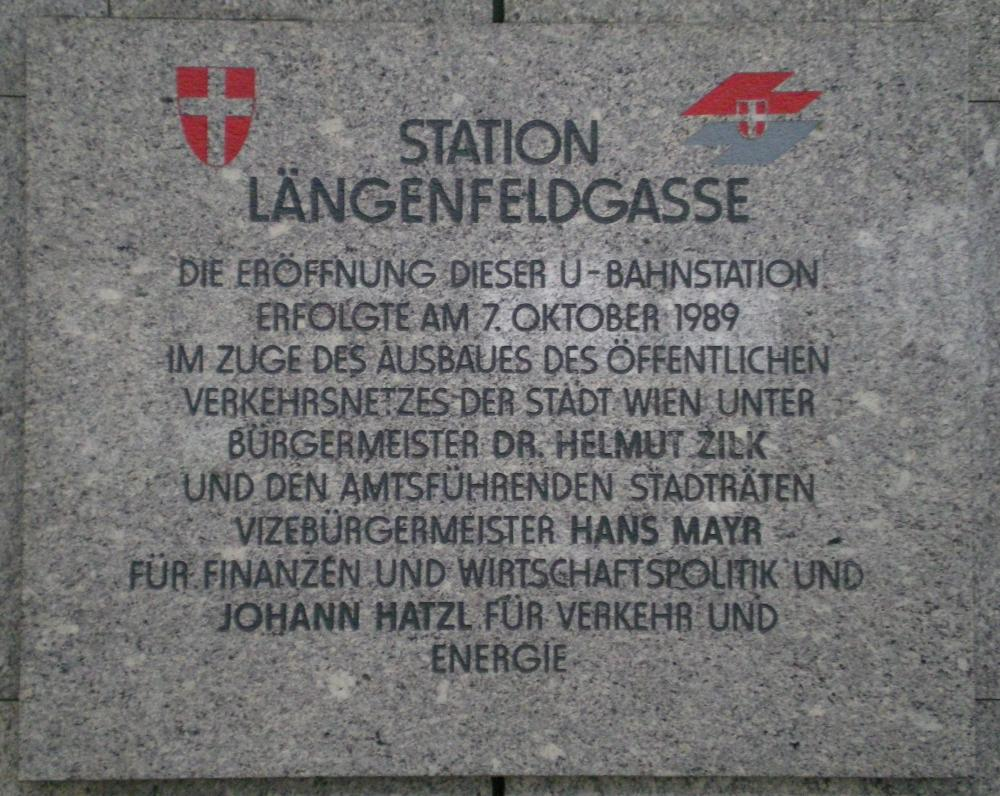

### Nr. 3: Plastik "Akrobat"
Vor dem Haus Nummer 3 befindet sich eine humorvolle Bronzeplastik mit dem Titel Akrobat.

### Nr. 4: Sezessionistisches Zinshaus
Das sezessionistische Zinshaus wurde vom Architekten Josef Ludwig in den Jahren 1898/99 errichtet. Es wird durch Masken, Lorbeerblattdekor und Schmiedeeisenbalkongitter gekennzeichnet; im Inneren befinden sich Schabrackenmotive am Treppengeländer. Im Haus starb 1933 der Maler Constantin Stoitzner, an den eine Gedenktafel erinnert.

### Nr. 6: Sezessionistisches Zinshaus
Dieses sezessionistische Zinshaus stammt vom Architekten Johann Karl Stadler und wurde 1906 erbaut. Es ist durch Lisenen gegliedert und ist durch Rosengirlanden dekoriert.

### Nr. 8: Sezessionistisches Zinshaus
Das sezessionistische Zinshaus wurde 1905 errichtet. Es weist neobarocke Elemente auf, besitzt Polygonalerker und Lorbeerblattfries sowie eine bemerkenswerte Holztür.

### Nr. 13–15: Hans-Mandl-Zentralberufsschule
Die Hans-Mandl-Berufsschule wurde 1963 bis 1965 nach Plänen von Adolf Ellinger, Hermann Kutschera und Alexander Letscheff errichtet. Im Hof befindet sich eine Gedenktafel mit Porträtrelief für den Vizebürgermeister Johann Mandl, ein Wandmosaik Abstraktion stammt von Arnulf Neuwirth, eine abstrakte Eisenplastik von Eduard Robitschko. Das Areal wurde 1996 erweitert, wodurch die Volkshochschule Meidling und das Bezirksmuseum Meidling in eigenen Gebäuden untergebracht werden konnten. Weiters ist hier das Wiener Schulmuseum beheimatet. Bis 2009 befand sich auch das Heizungsmuseum an diesem Standort (1985 eröffnet, das einzige derartige Museum der Welt), der neue Zugang liegt in der Malfattigasse 4.

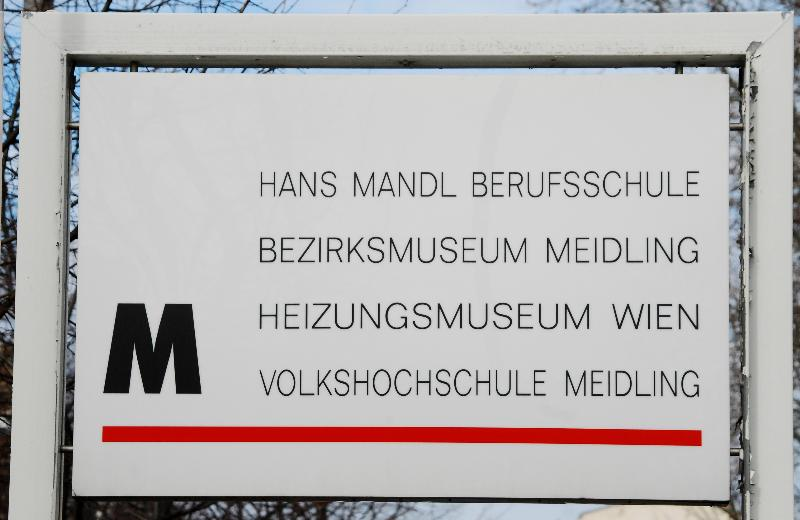
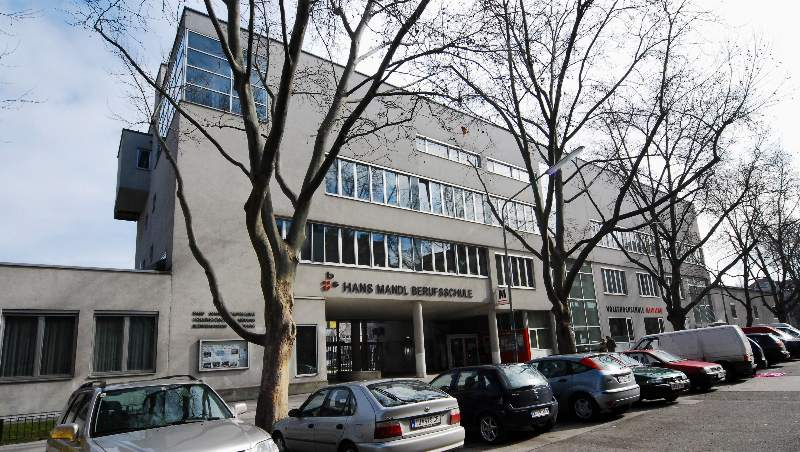
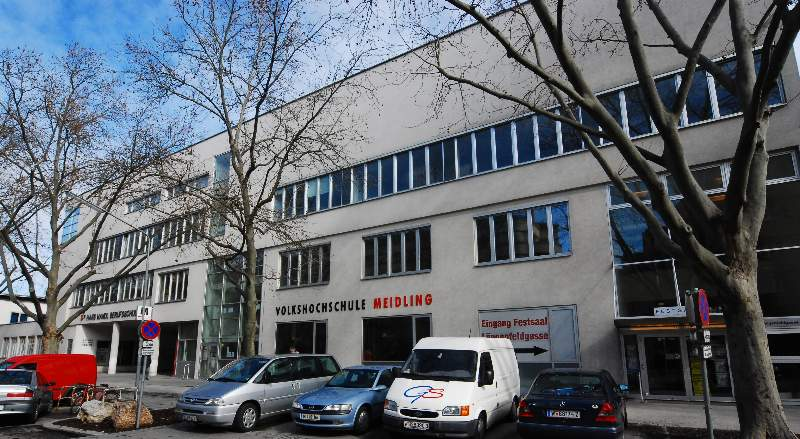
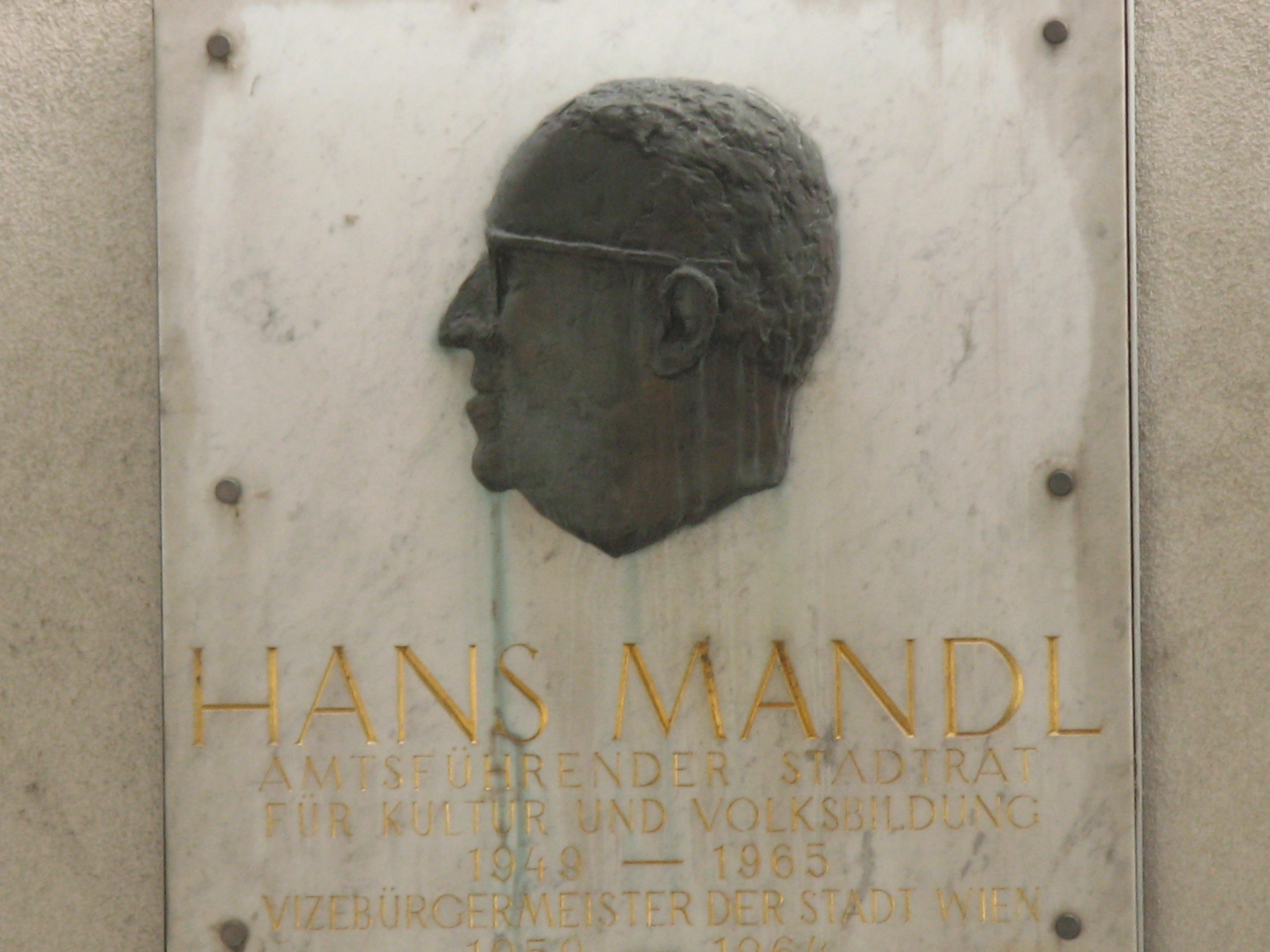
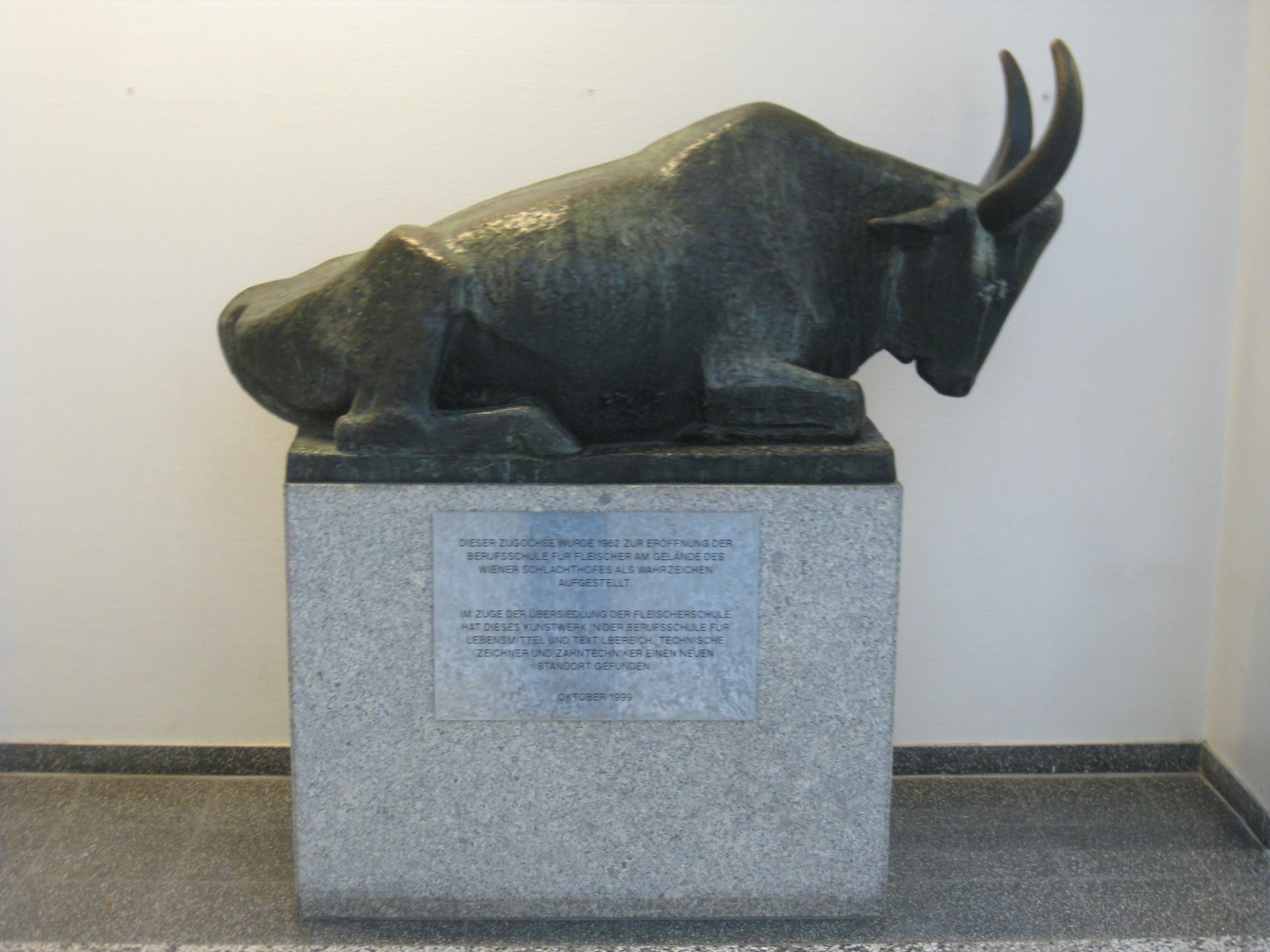
Plastik "Zugochse" (1962) von Gabriele Waldert
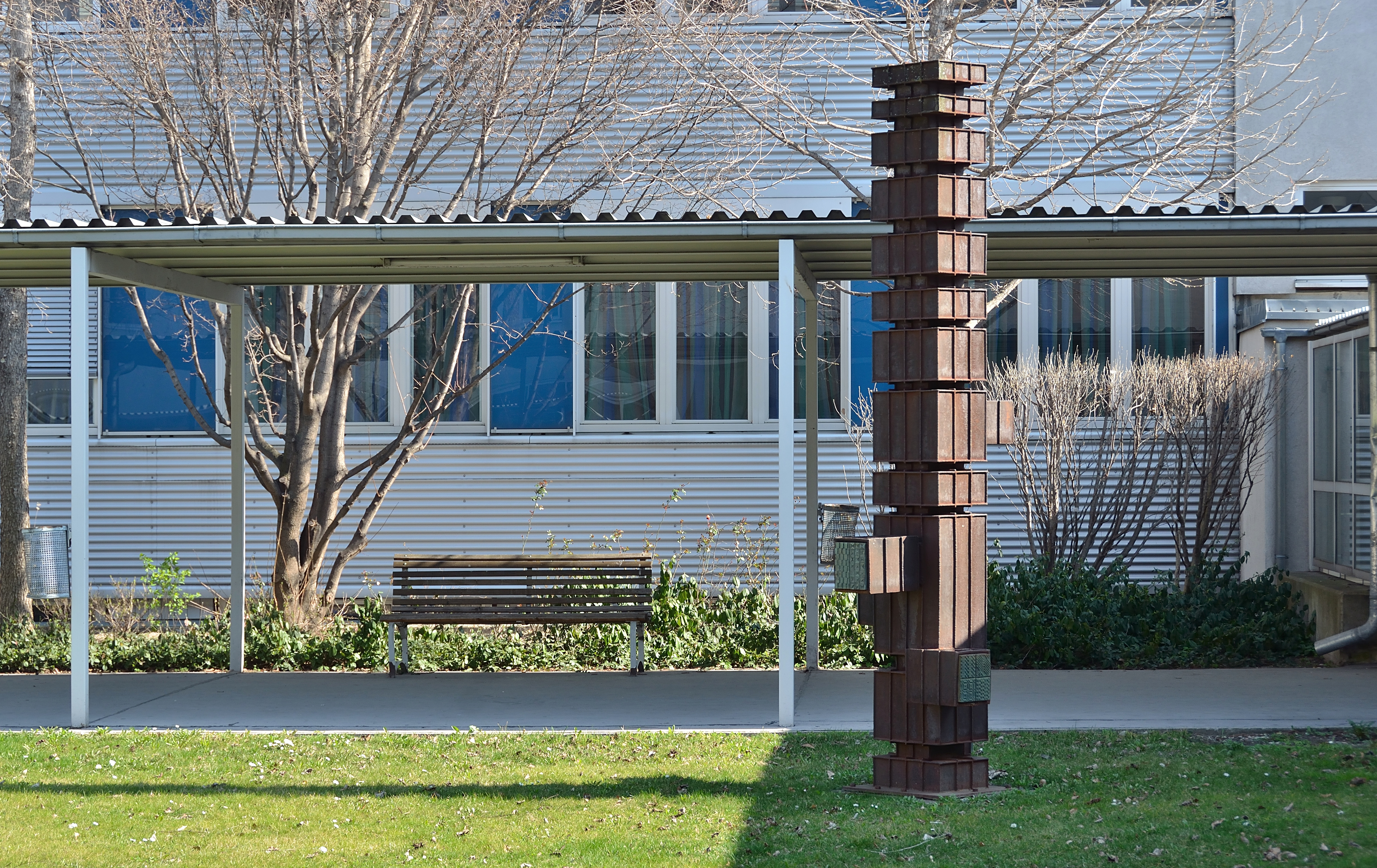
Eisenplastik (1964) von Eduard Robitschko
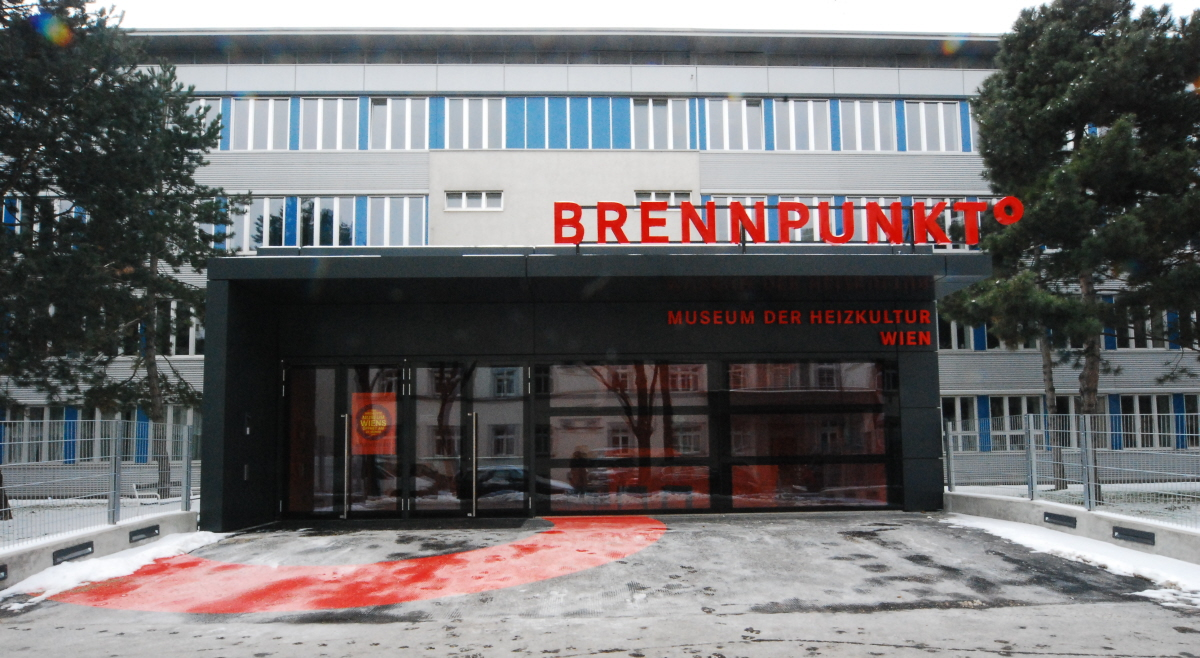

### Nr. 14–18: Lorenshof
Der Lorenshof ist eine städtische Wohnhausanlage nach Plänen von Otto Prutscher aus den Jahren 1927/28. Er ist nach dem Wienerliedkomponisten Carl Lorens benannt, für den sich eine Gedenktafel im Haus befindet. Die bemerkenswerte Anlage ist durch Konsolköpfe von Rudolf Schmidt dekoriert, im Hof befindet sich eine Plastik Lesende mit Kind aus dem Jahr 1930 vom selben Bildhauer. Sie steht unter Denkmalschutz.

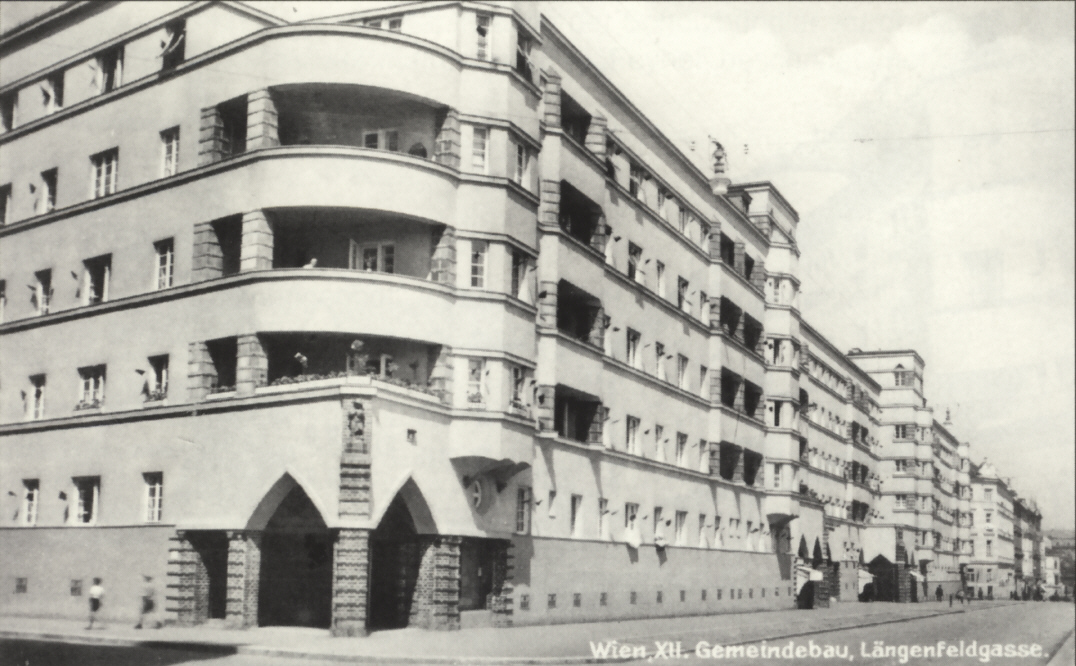
Postkarte von 1930
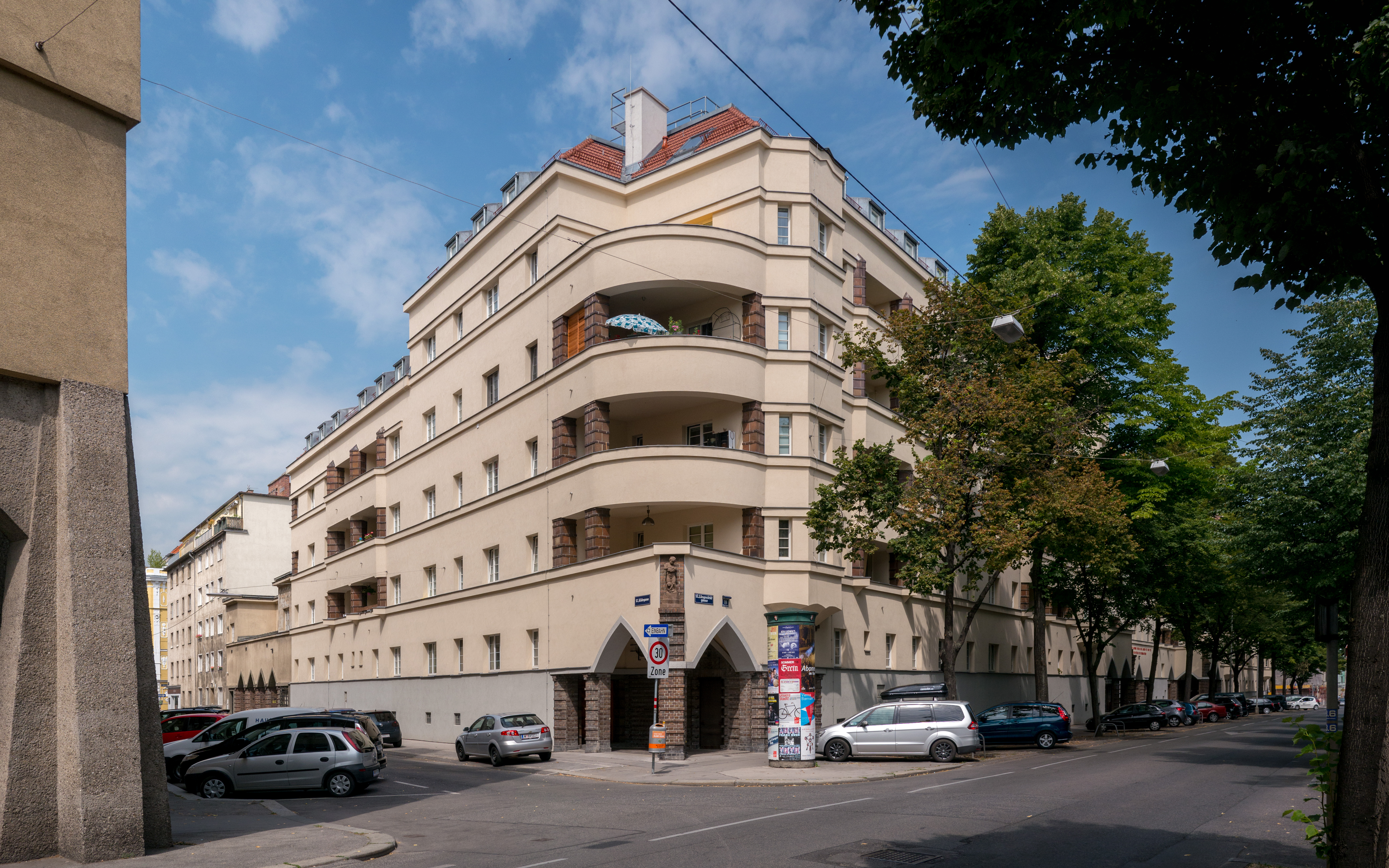
Ansicht von Nordost
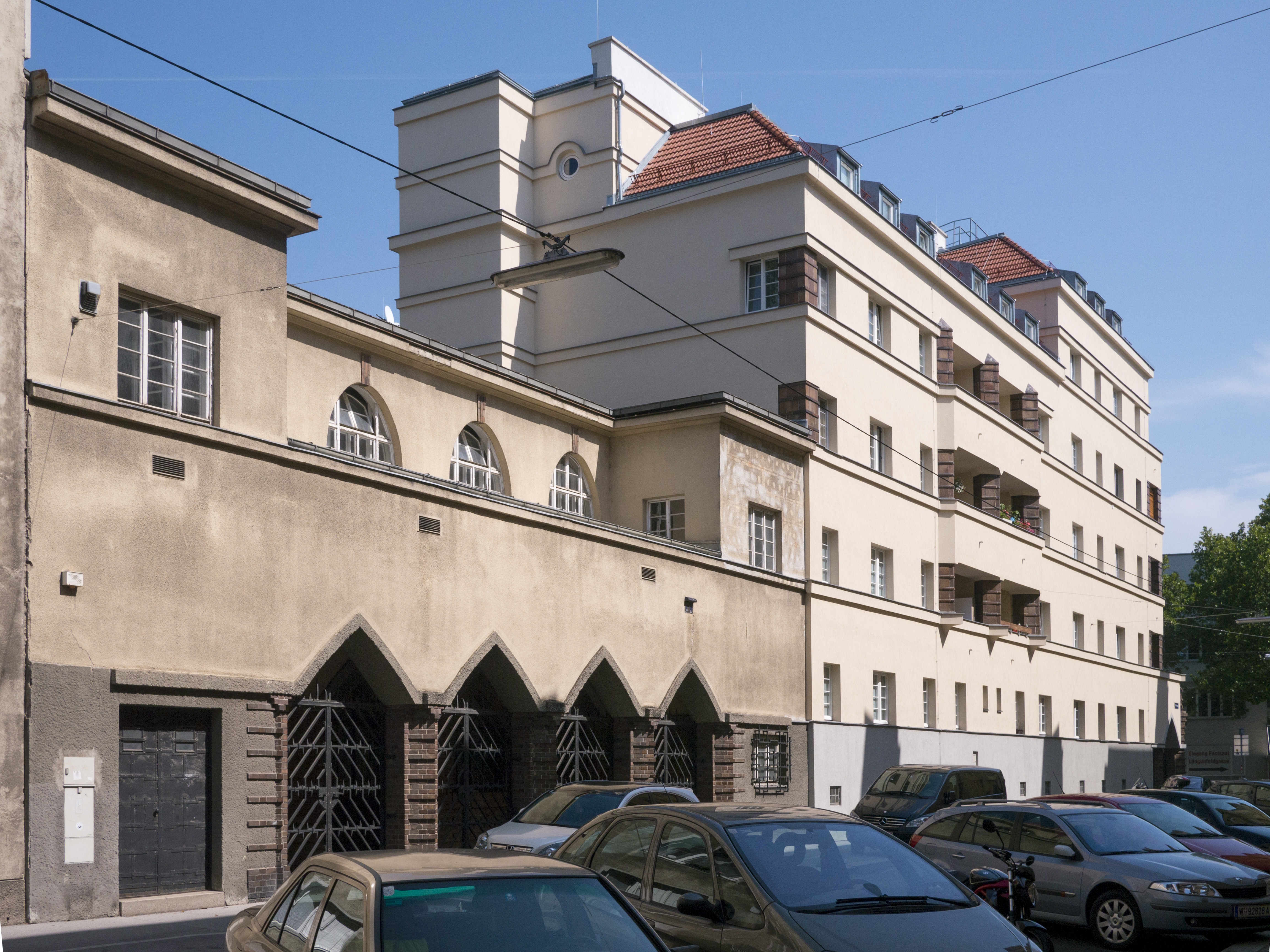
Südseite
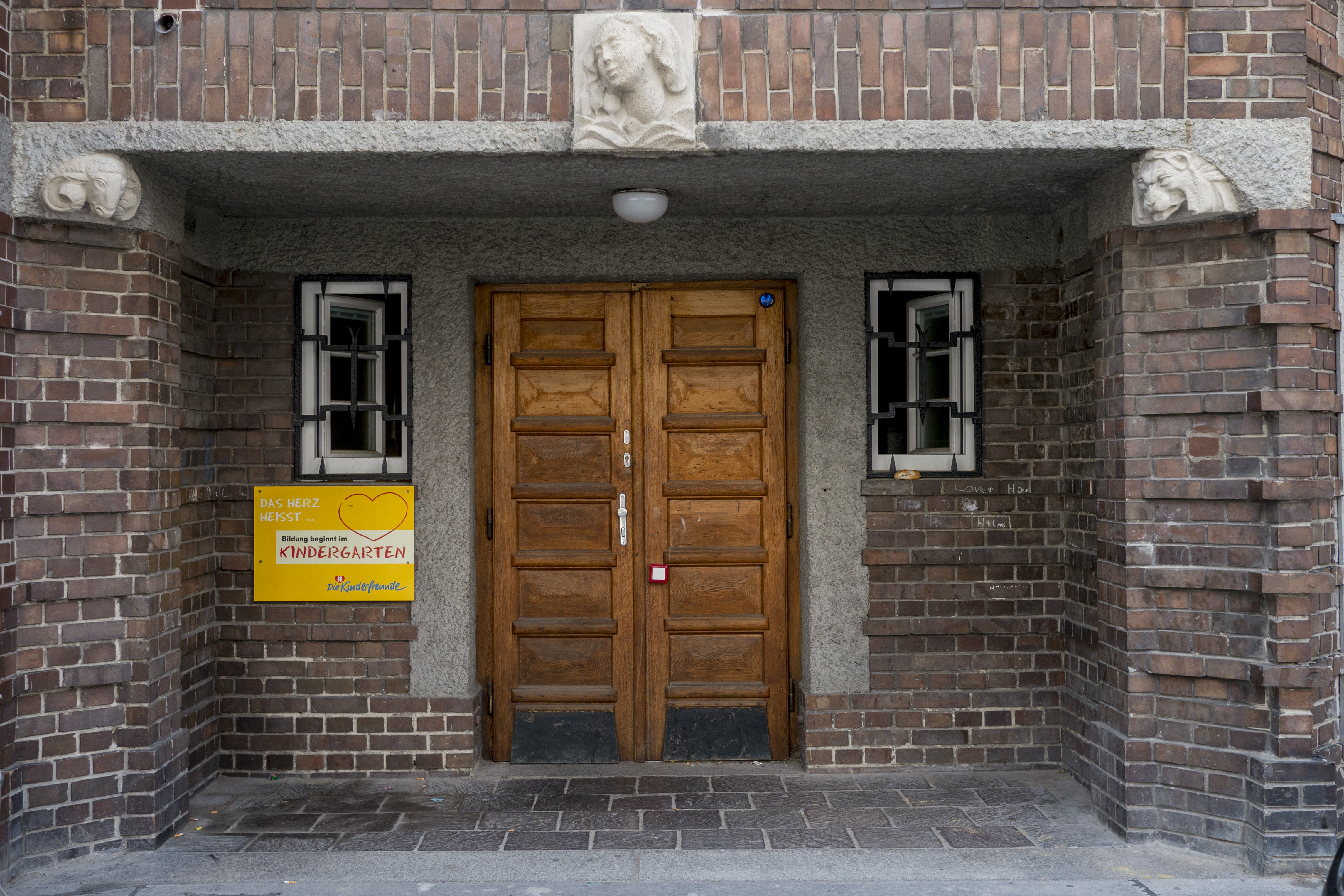
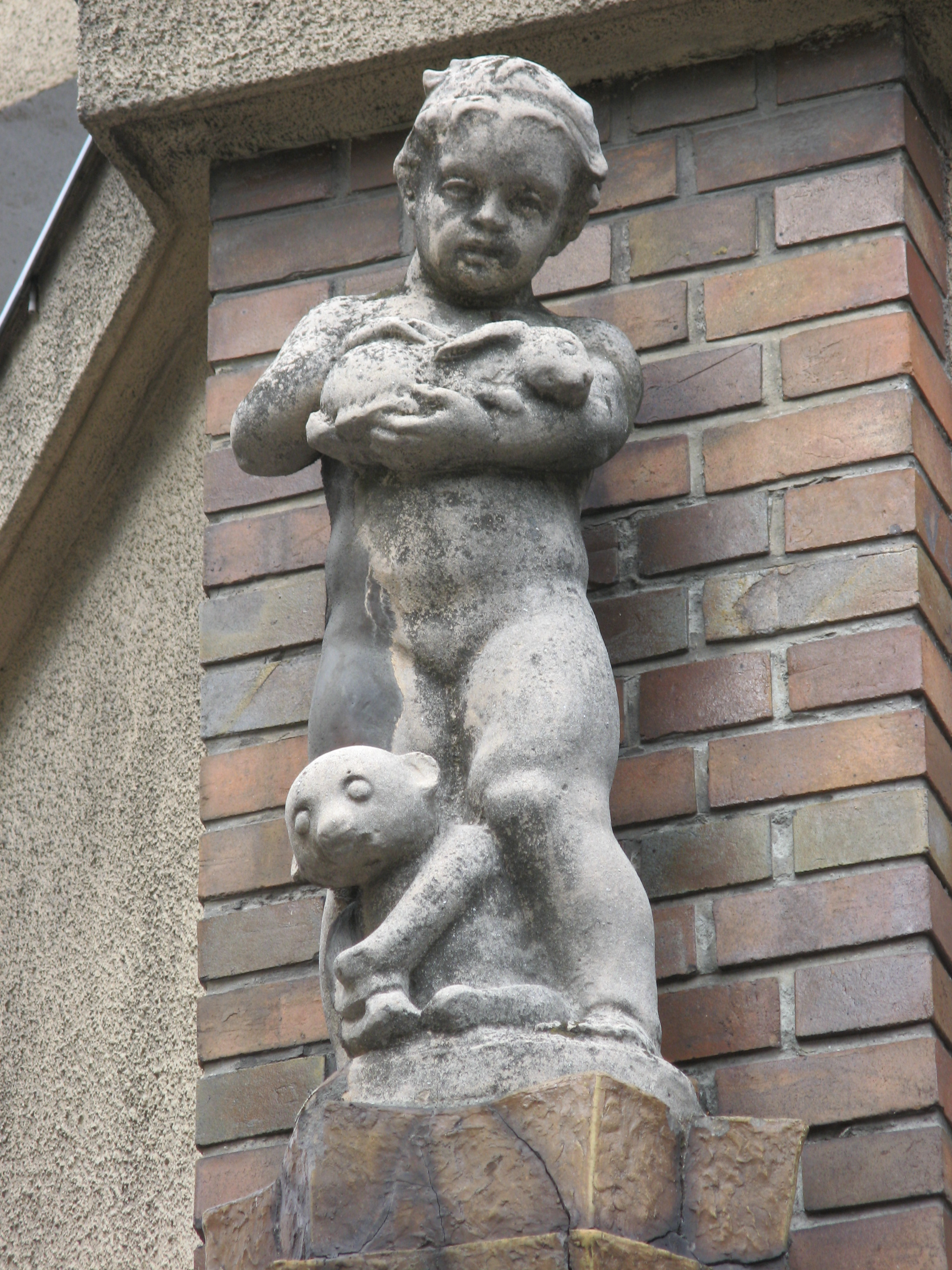
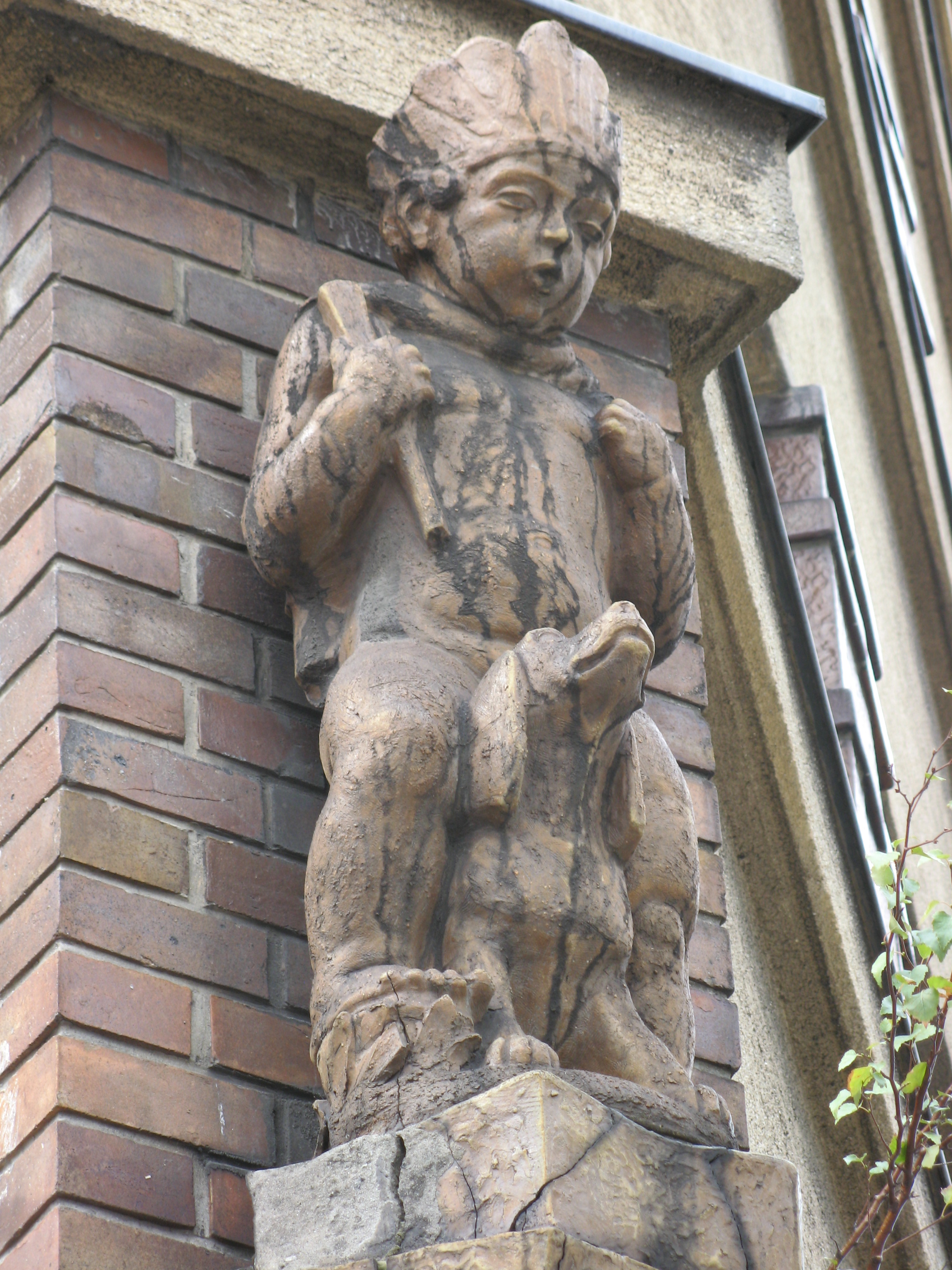
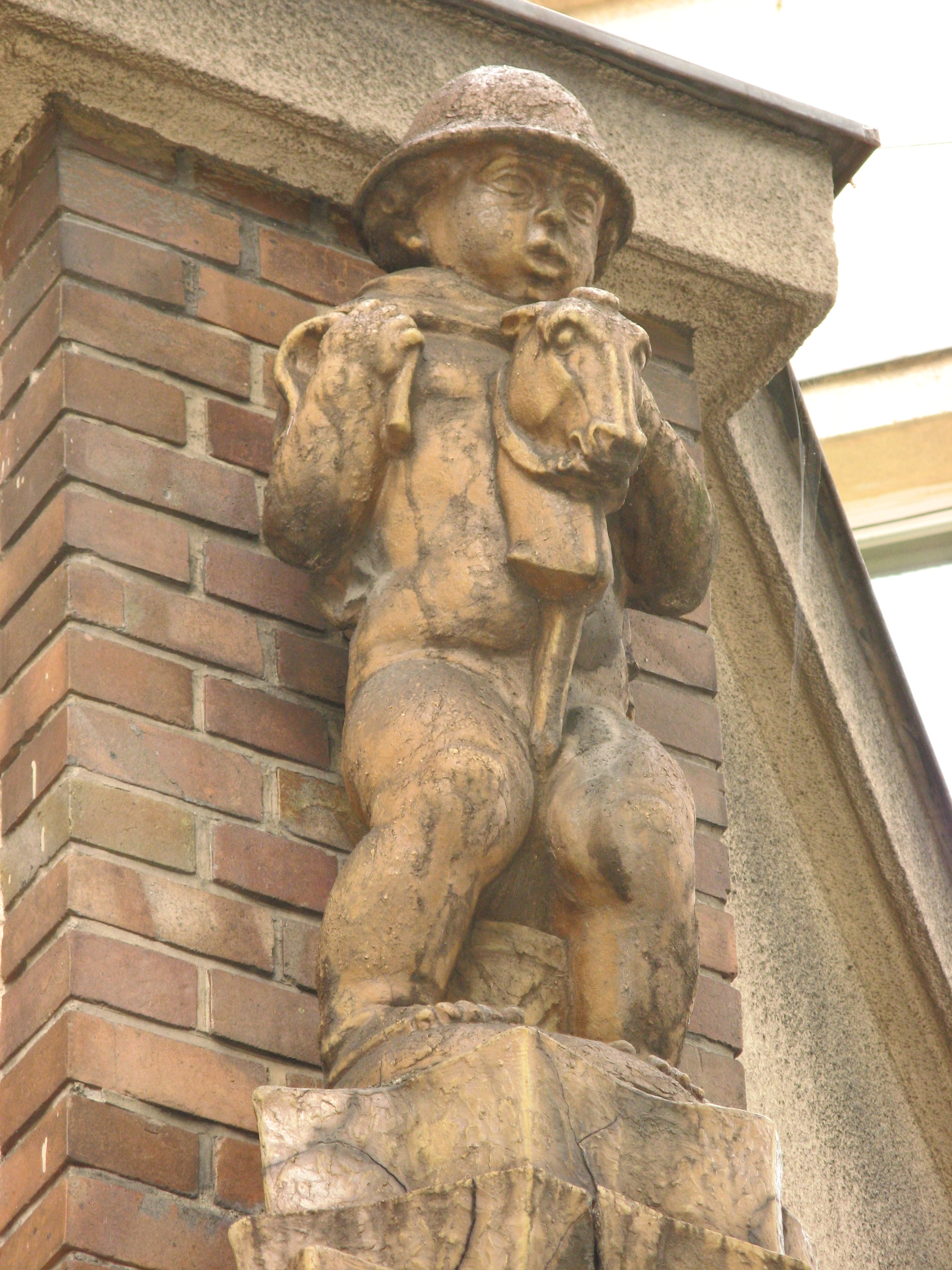
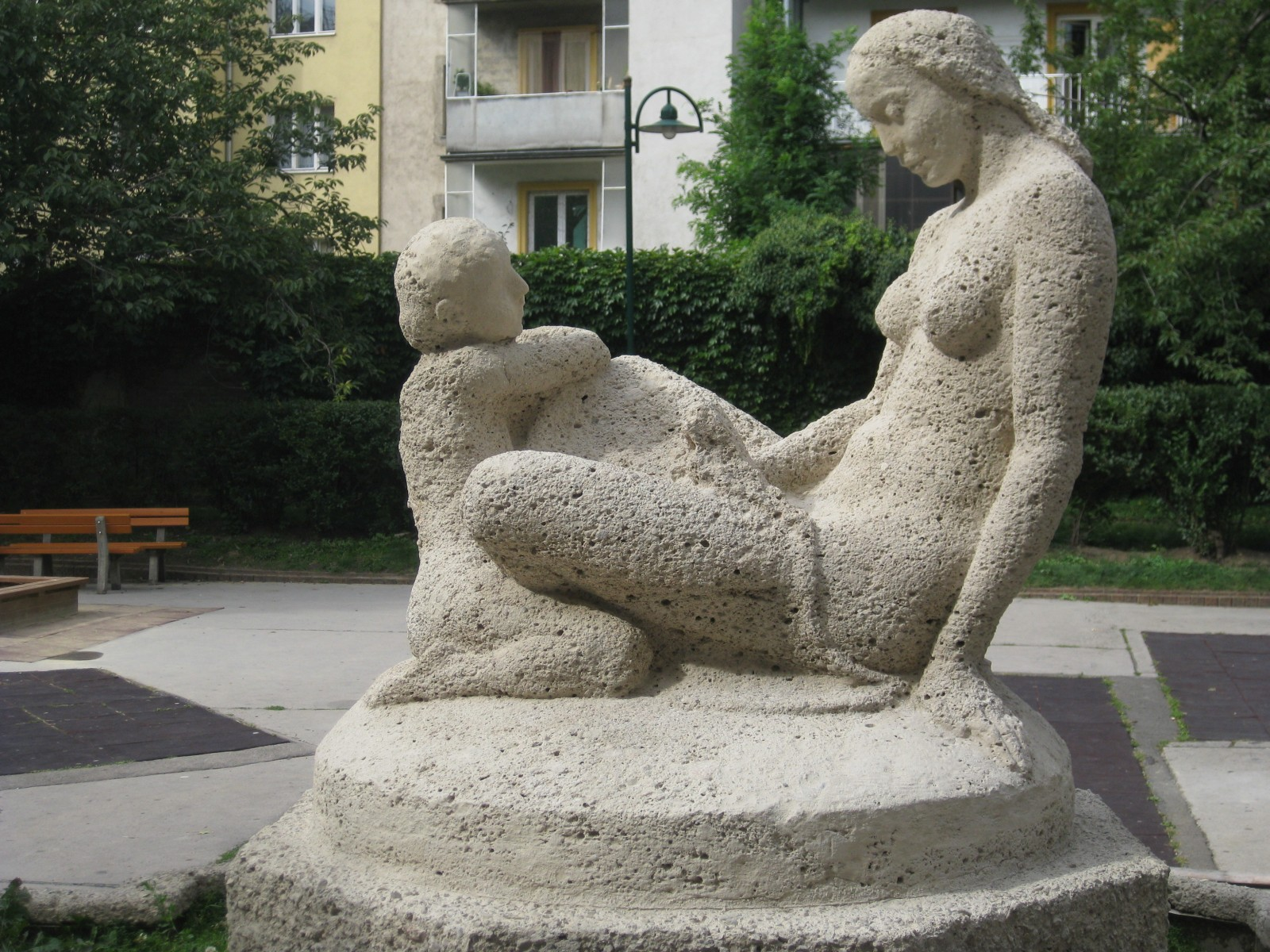
Lesende mit Kind (1930) von Rudolf Schmidt im Innenhof

### Nr. 19: Liebknechthof
Eine Seite der großen Wohnhausanlage Liebknechthof liegt an der Längenfeldgasse, der Haupteingang befindet sich allerdings in der Herthergasse. Der Liebknechthof stammt aus den Jahren 1926/27 und wurde nach Plänen von Karl Krist errichtet. Er steht unter Denkmalschutz.

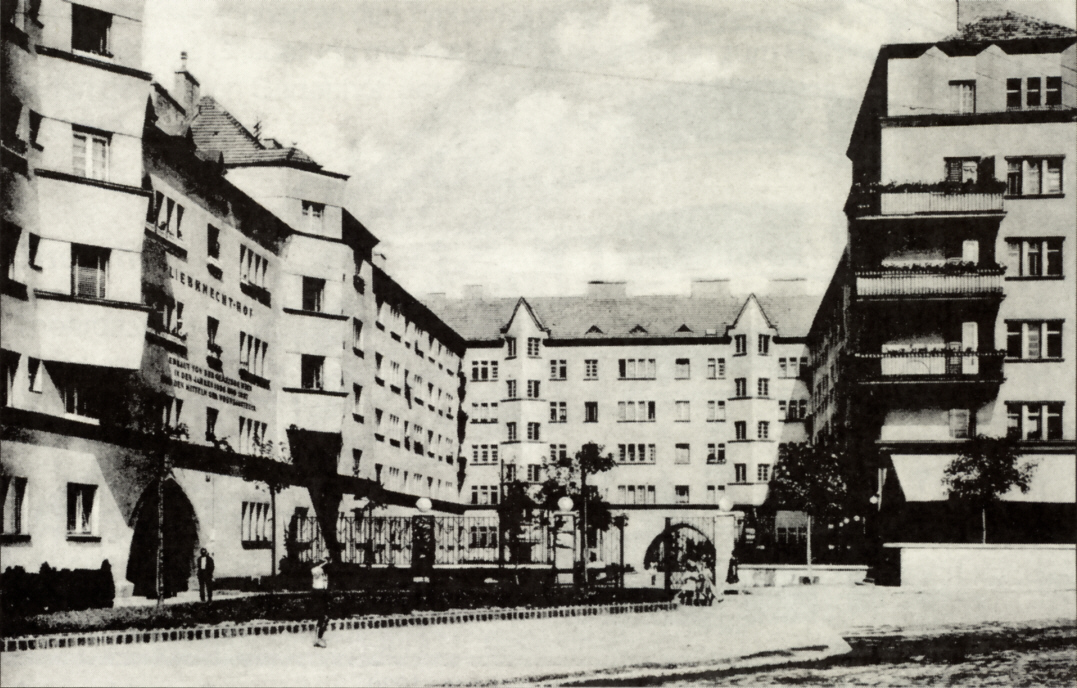
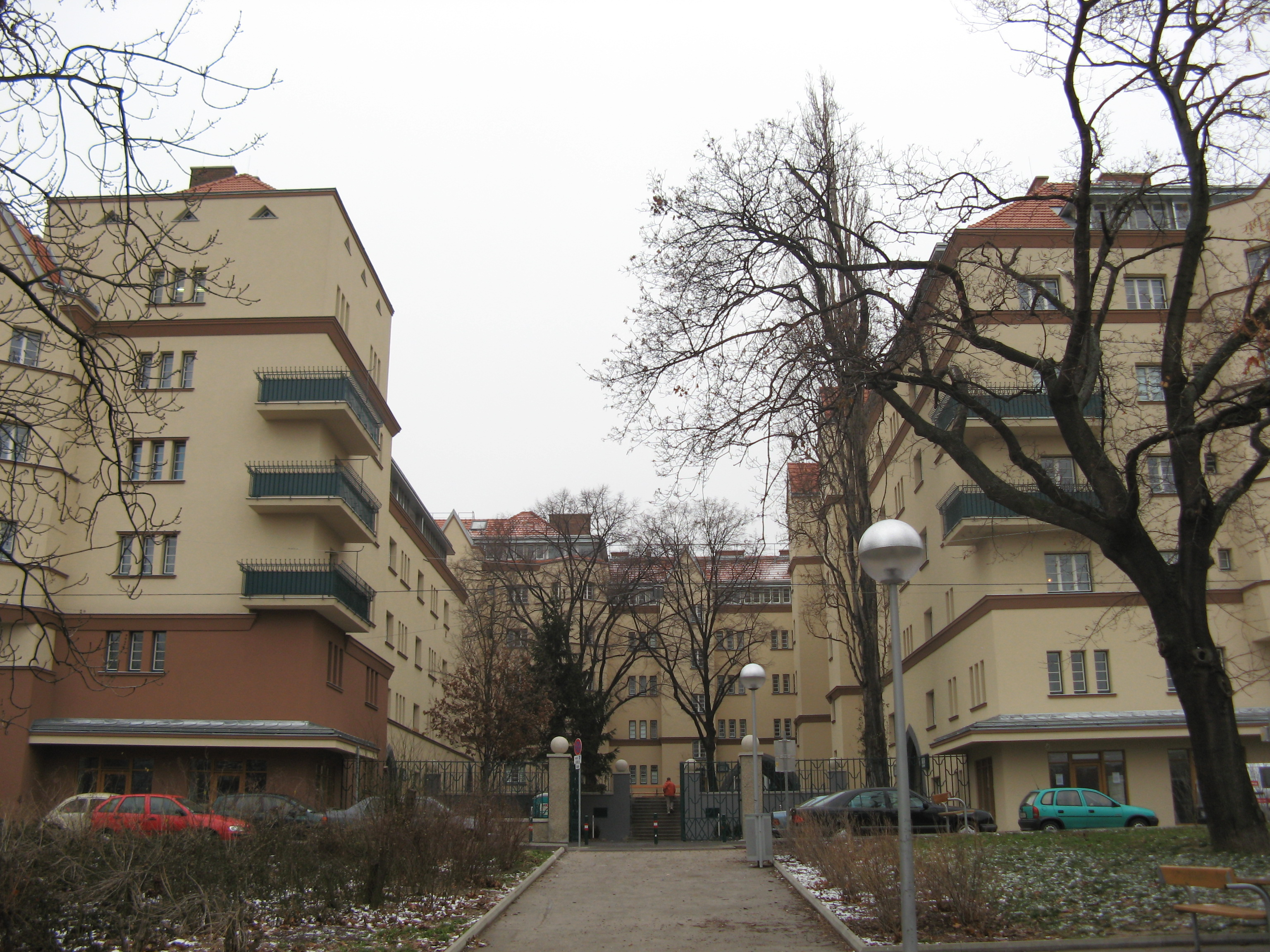
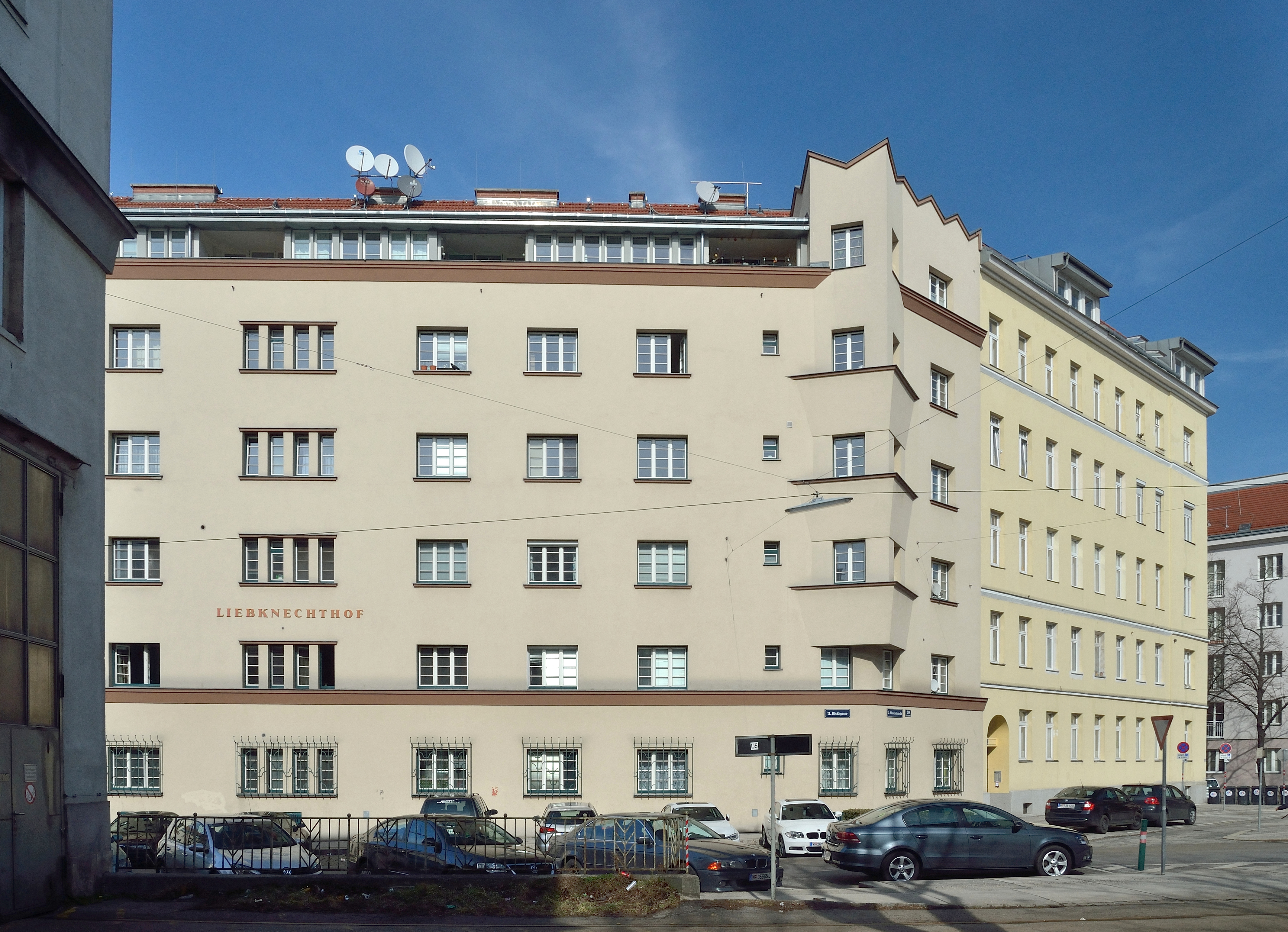
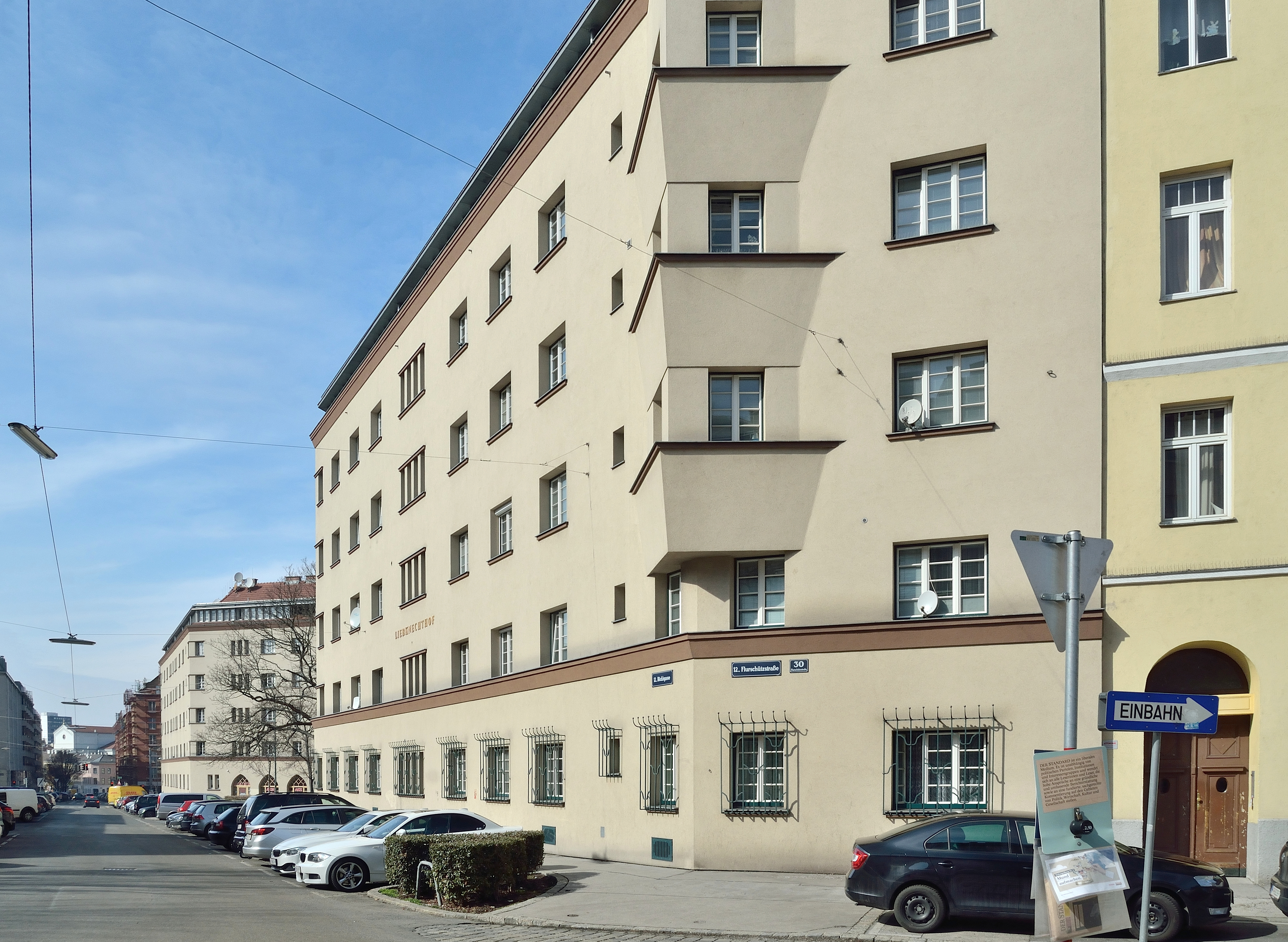
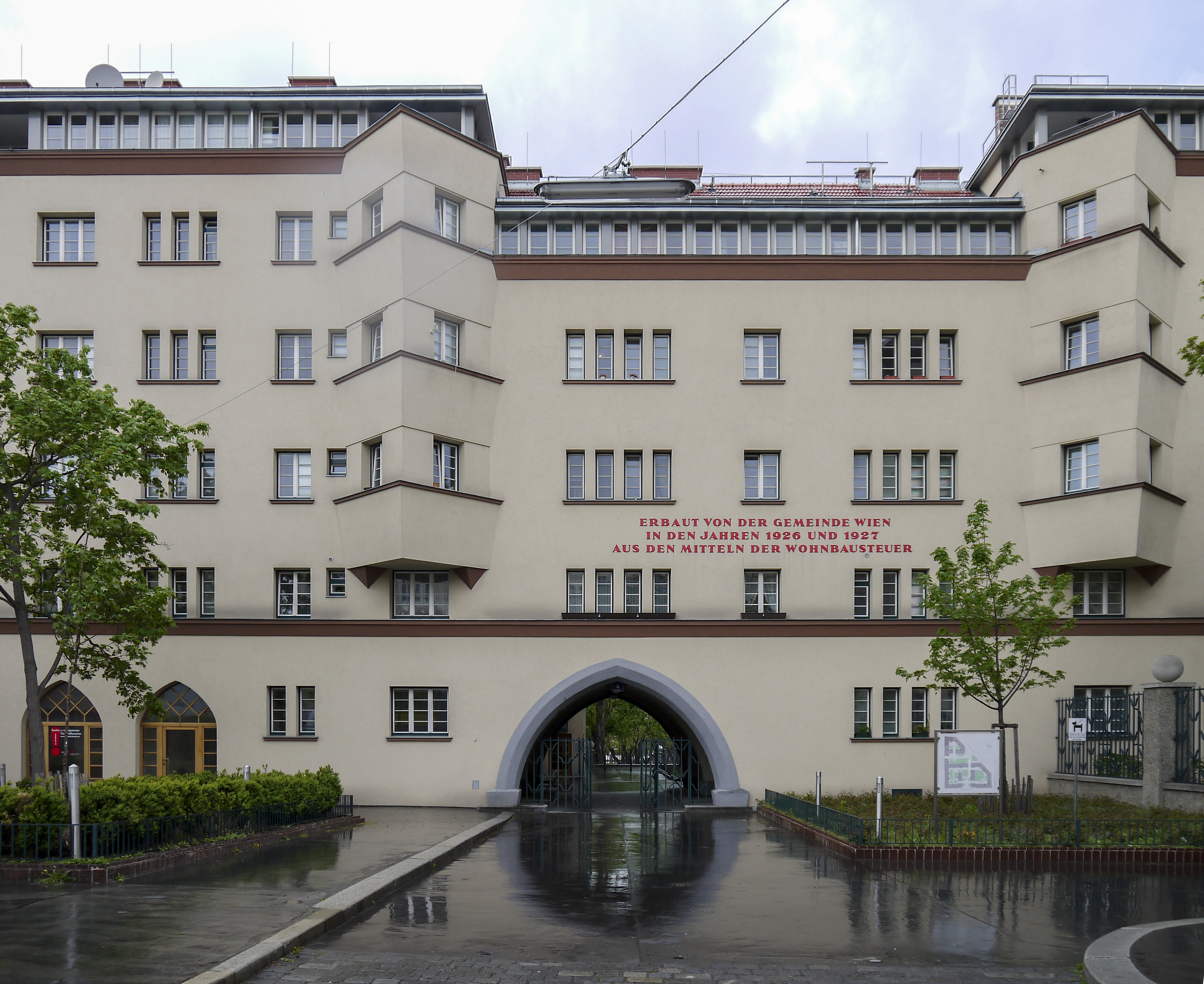
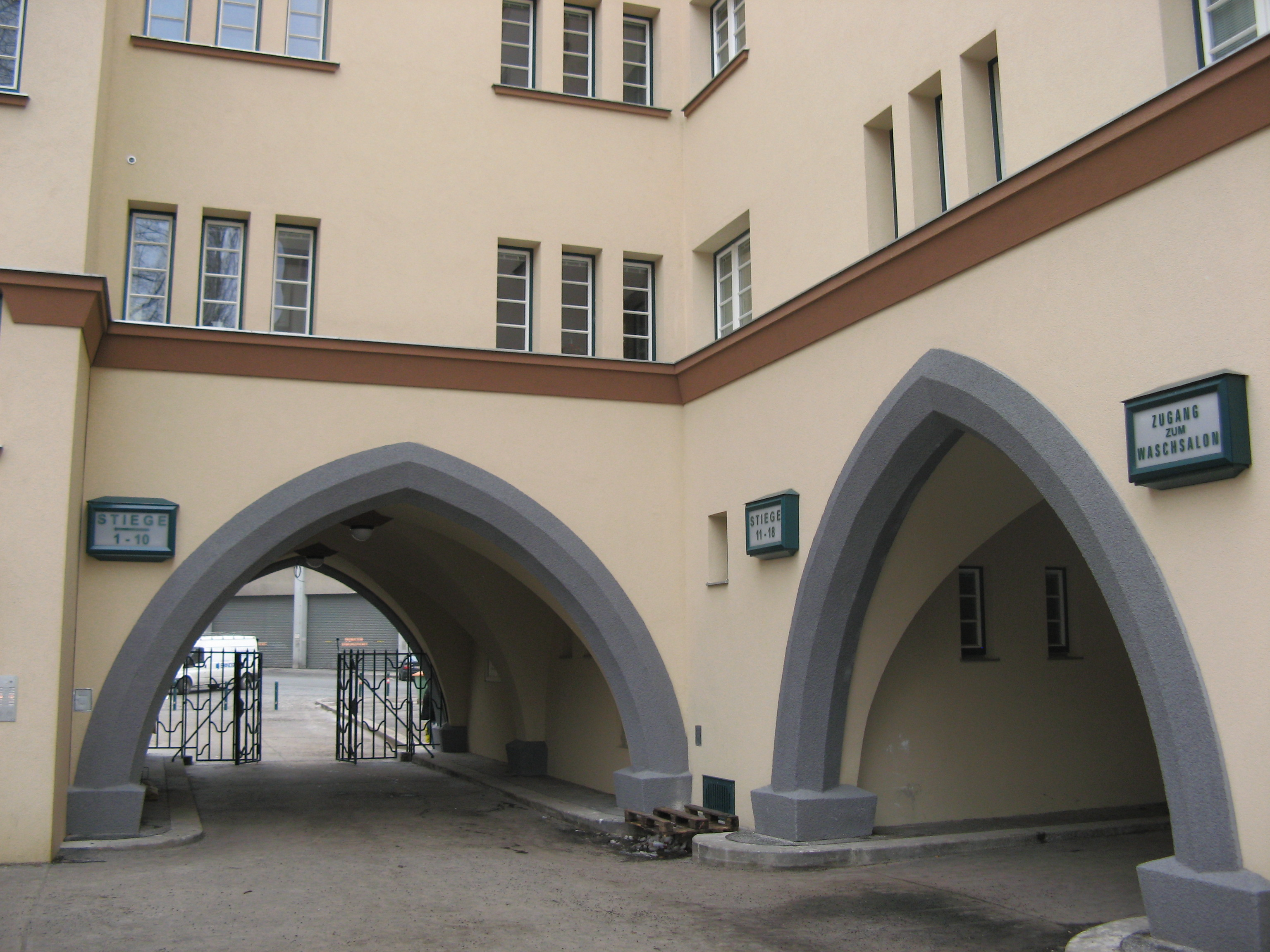
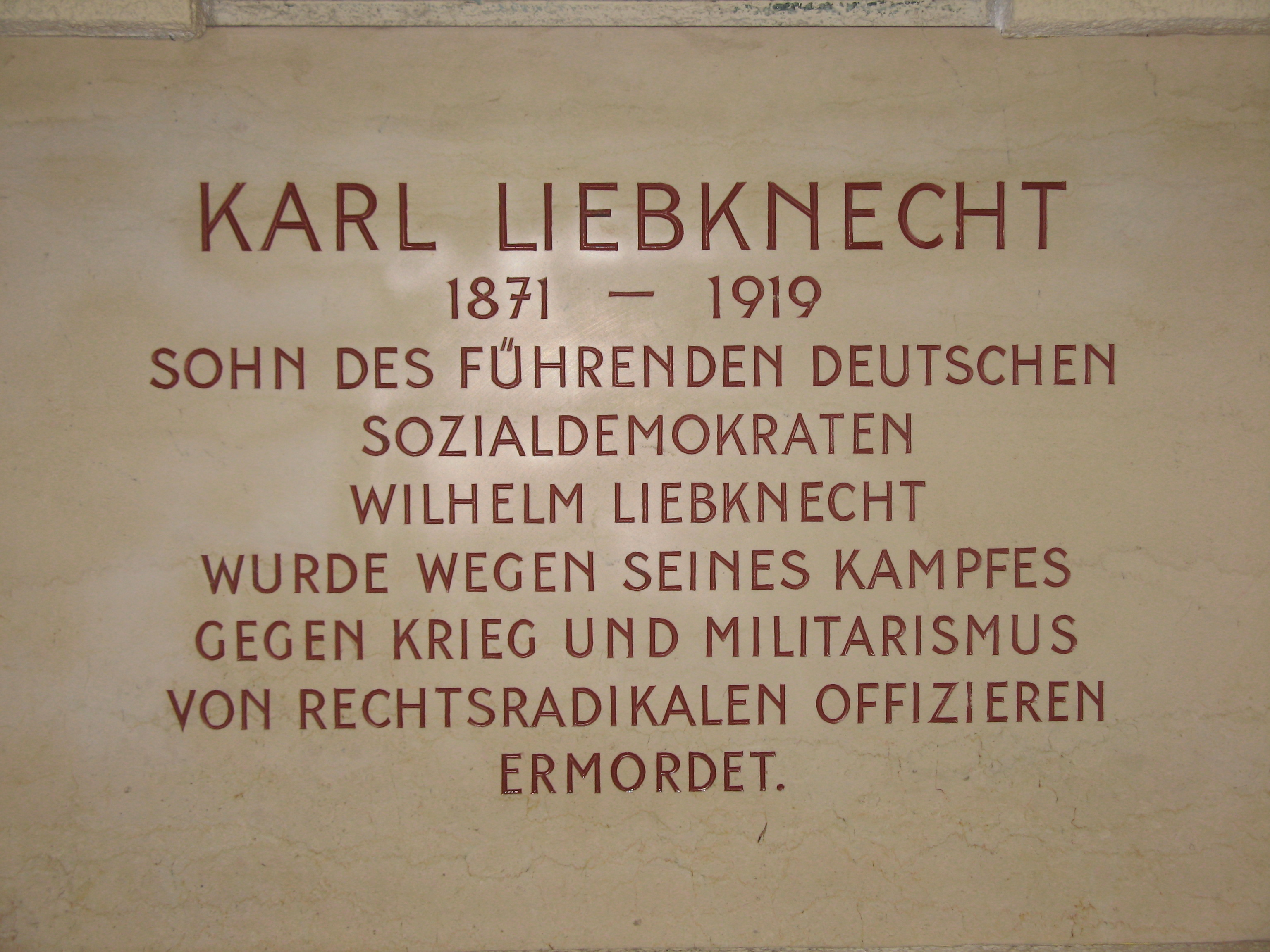

### Nr. 20: Bebelhof
Eine Seite des monumentalen, unter Denkmalschutz stehenden Bebelhofs von Karl Ehn (1925/26) liegt an der Längenfeldgasse, der Eingang zur Wohnhausanlage befindet sich allerdings in der Steinbauergasse.

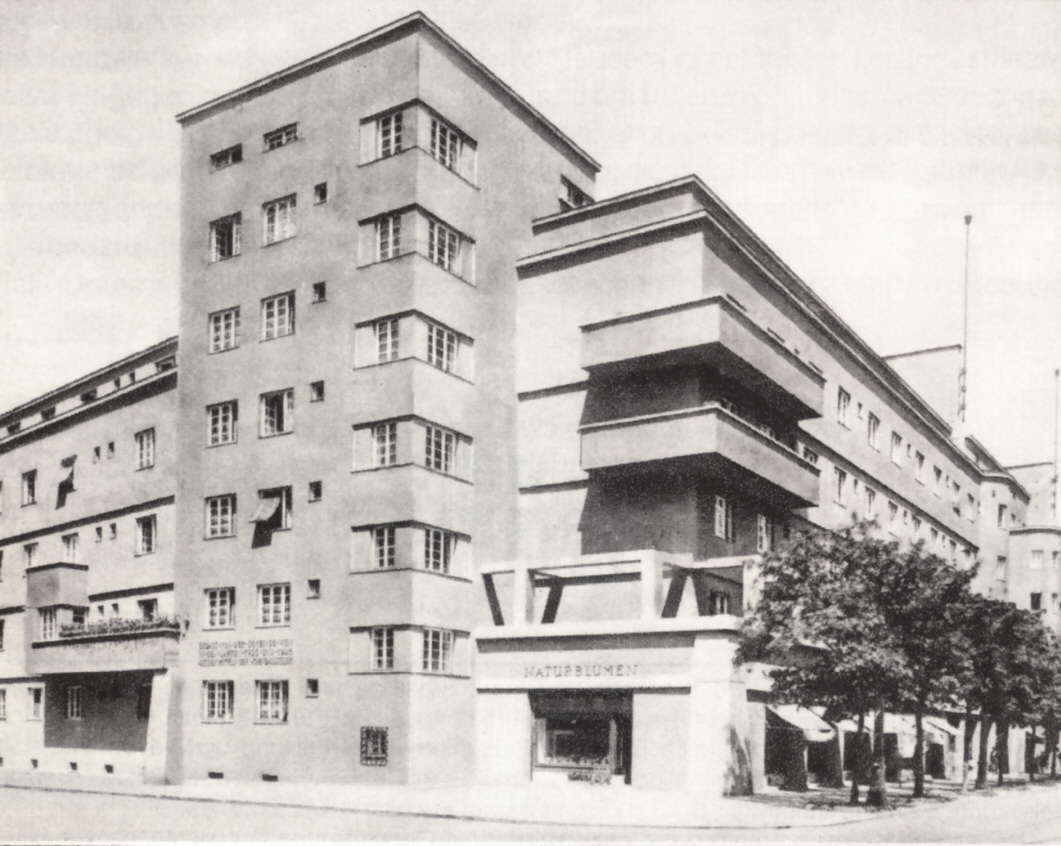
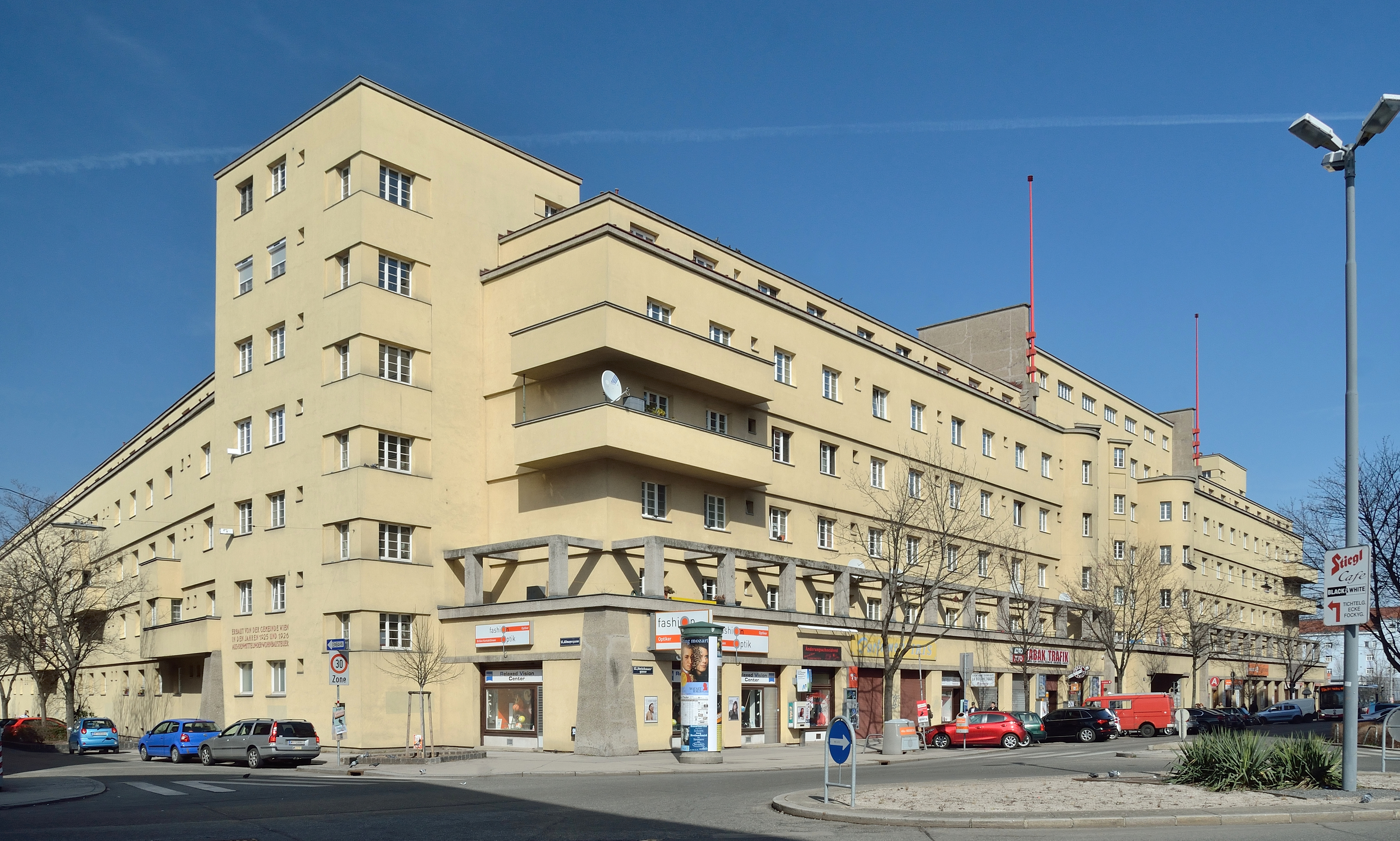
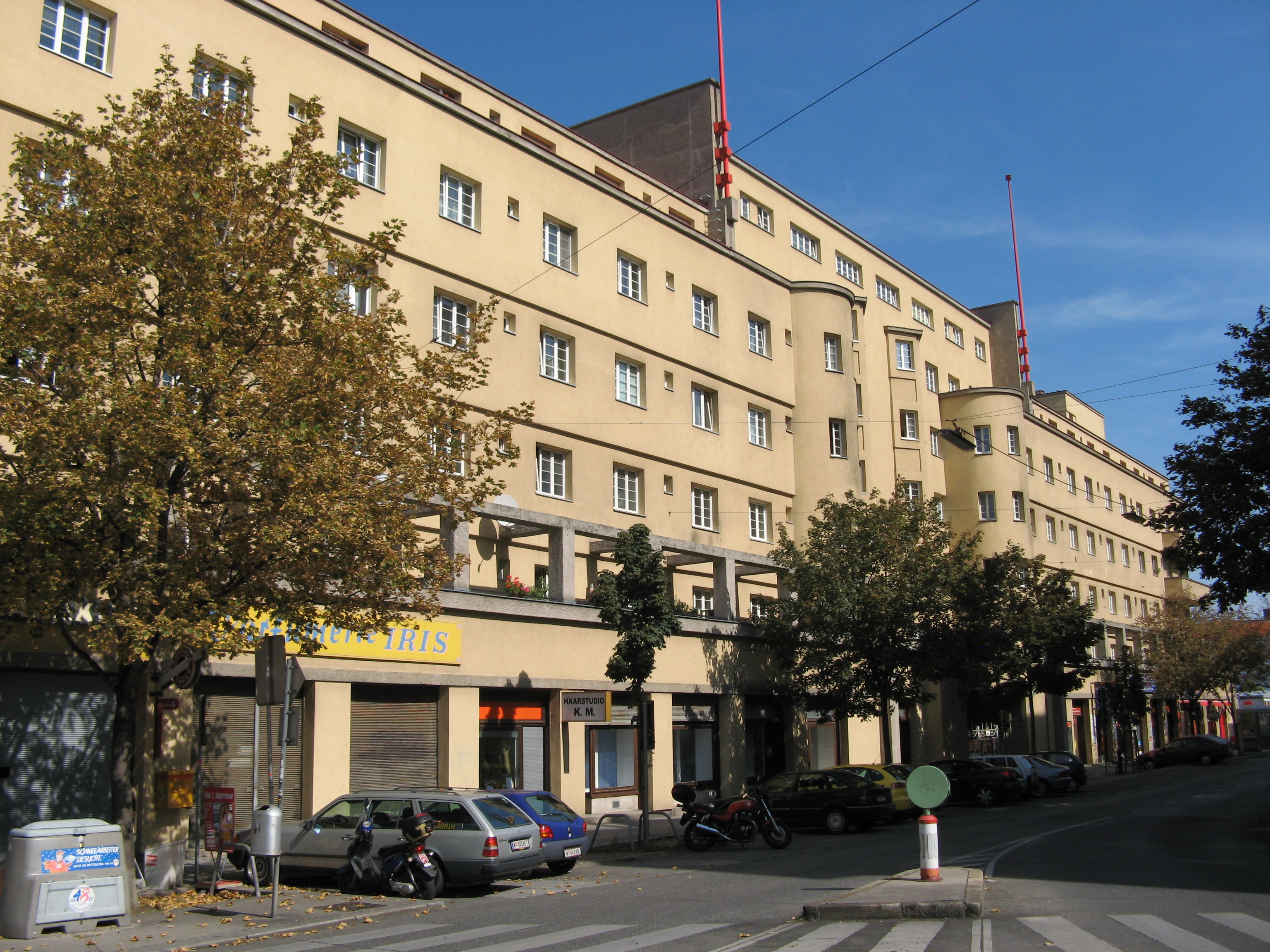
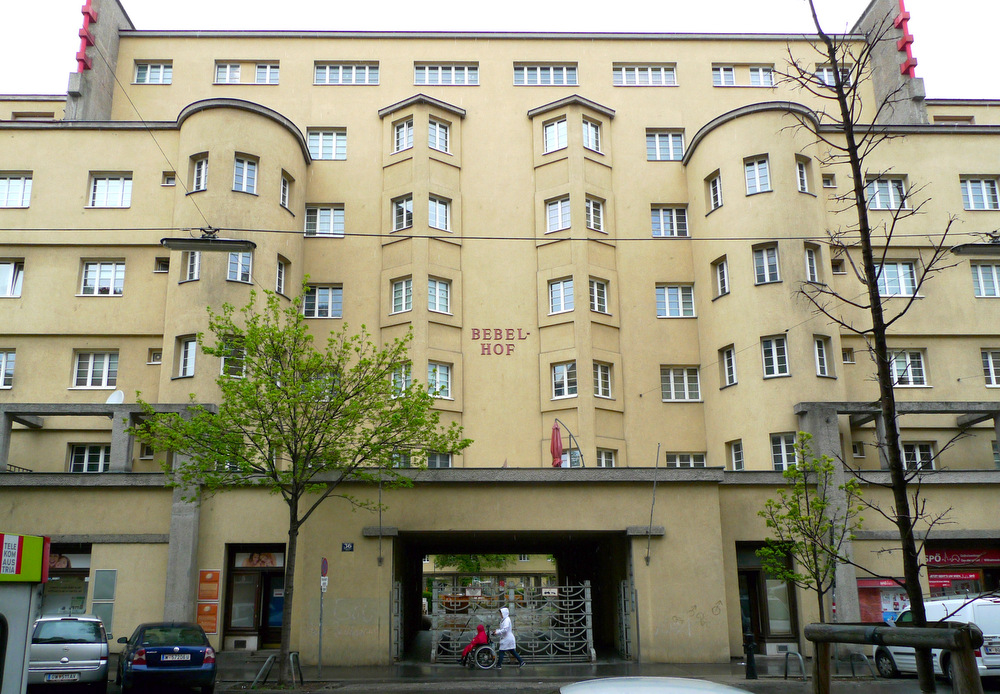
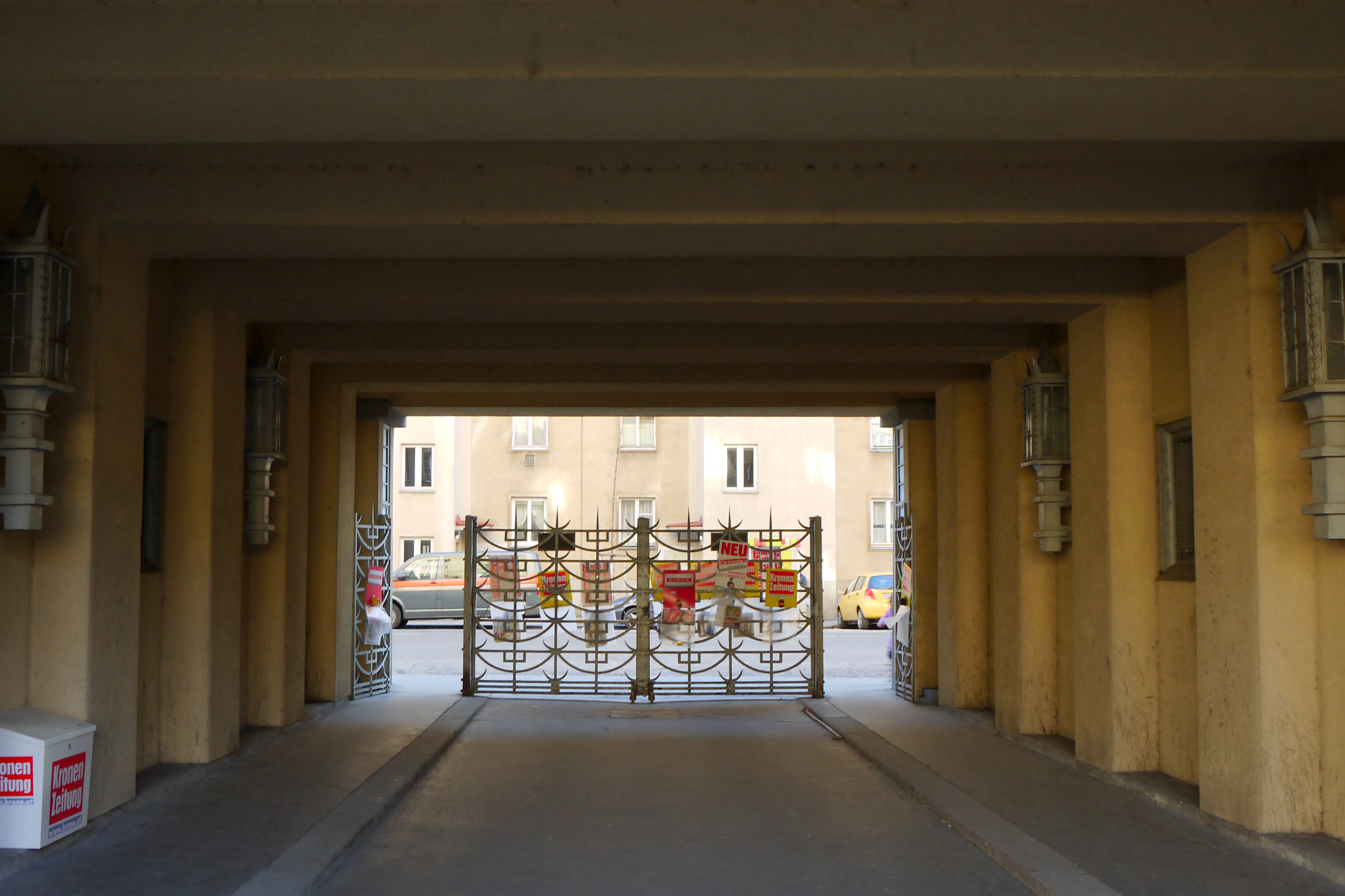
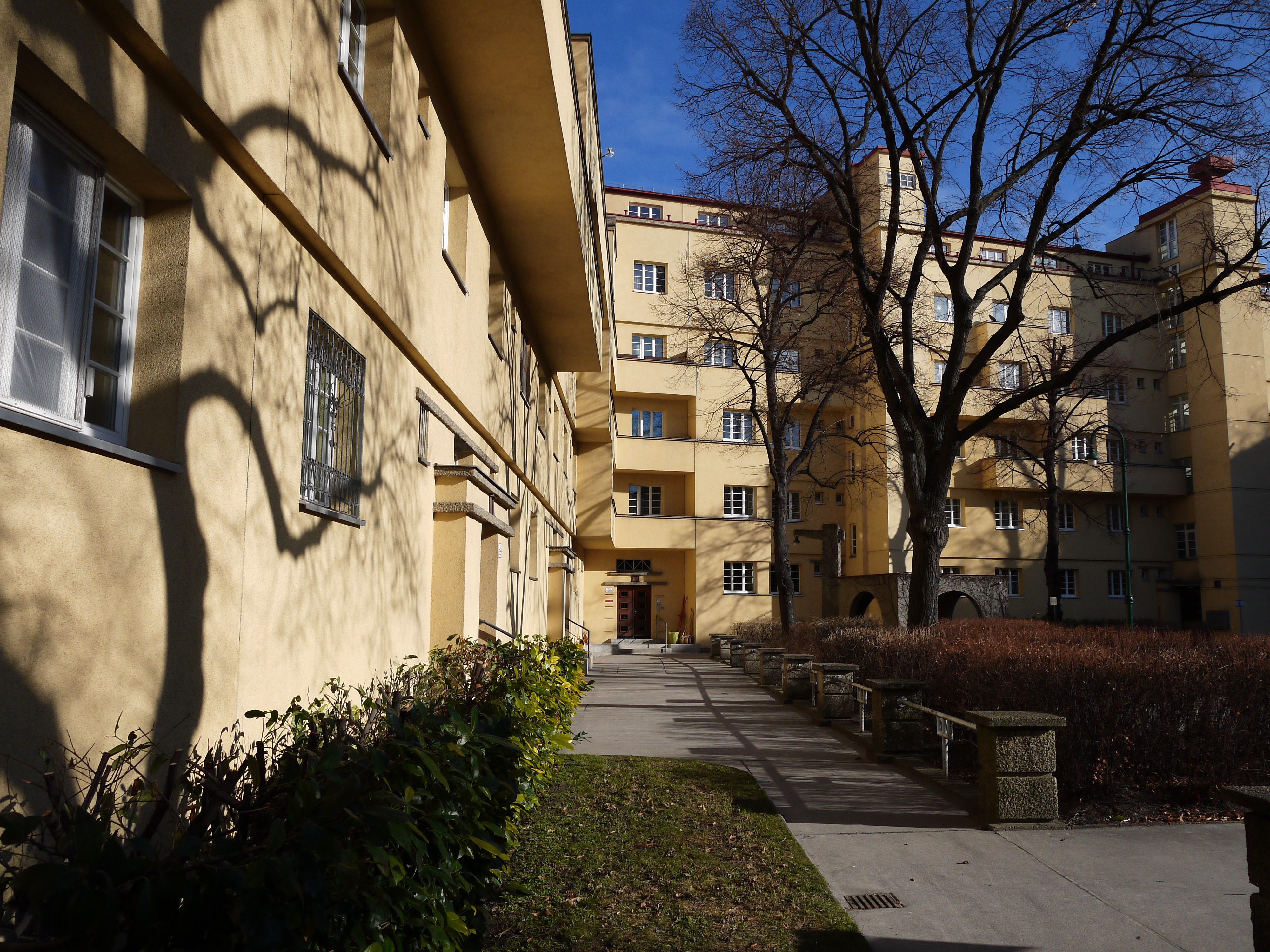
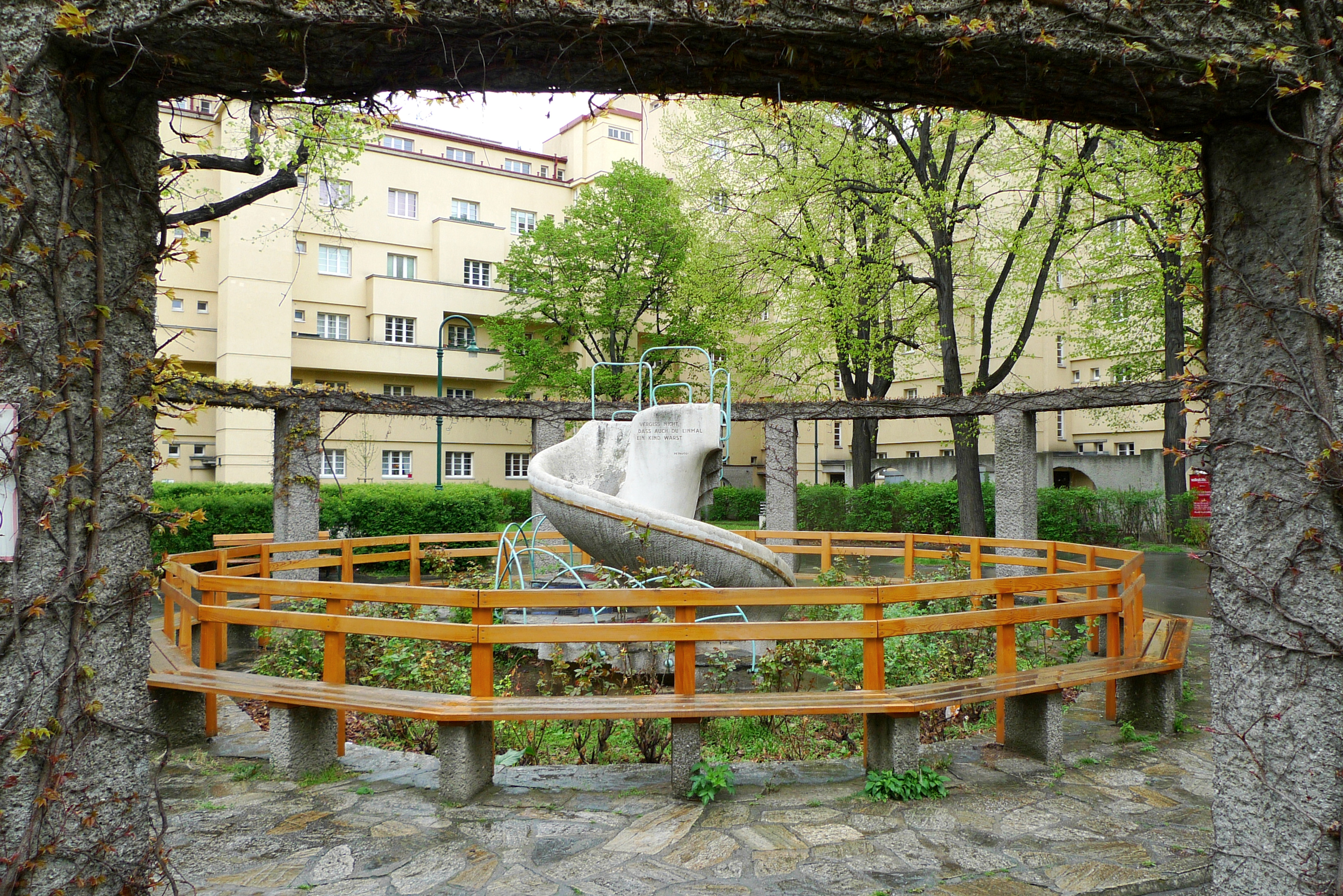

### Nr. 22: Sezessionistisches Zinshaus
Dieses schlichte sezessionistische Zinshaus von Johann Suck stammt aus den Jahren 1913/14. Es weist Erker- und Putzfeldgliederung auf.

### Steinbauerpark
Gegenüber von Nummer 22 liegt der Steinbauerpark mit Ballspielplatz, Kleinkinderbereich und abgezäunter Hundezone. Unter dem Park befindet sich die Steinbauergarage.

### Nr. 24: Ernst-Reuter-Hof
Der Ernst-Reuter-Hof ist eine Wohnhausanlage der Gemeinde Wien aus den Jahren 1954/55. Bei der Längenfeldgasse befindet sich ein großes keramisches Mosaikbild mit dem Titel Bildung, Arbeit und Erholung von Karl Gunsam (1955).

### Nr. 23–25: Gebäude der Wiener Linien
Dieses Gebäude der Wiener Linien wurde ungefähr in den Jahren 1920/25 erbaut und weist expressionistische Elemente auf. Der schlicht gegliederte Bau entstand um einen großen Hof und steht unter Denkmalschutz.

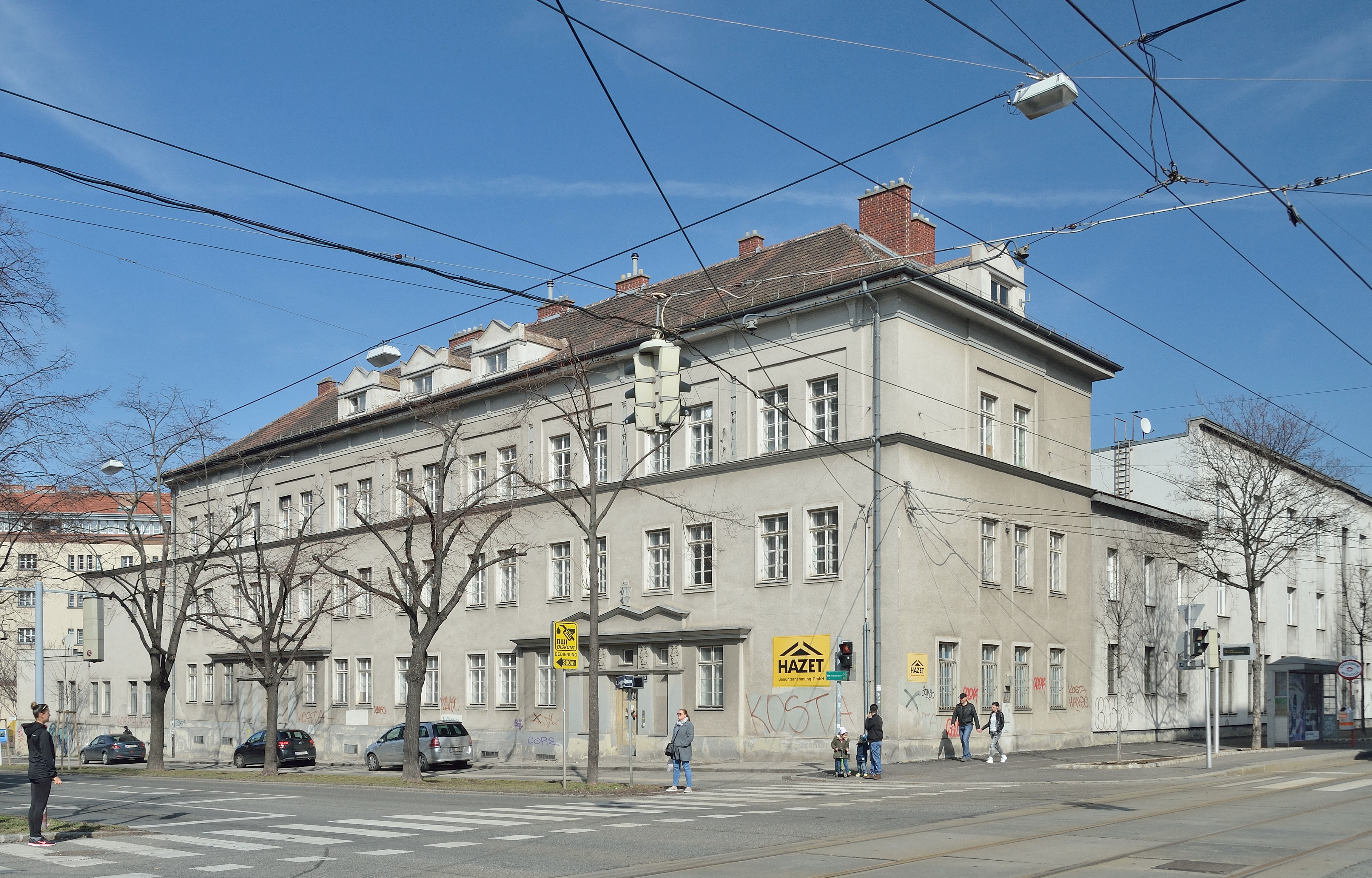
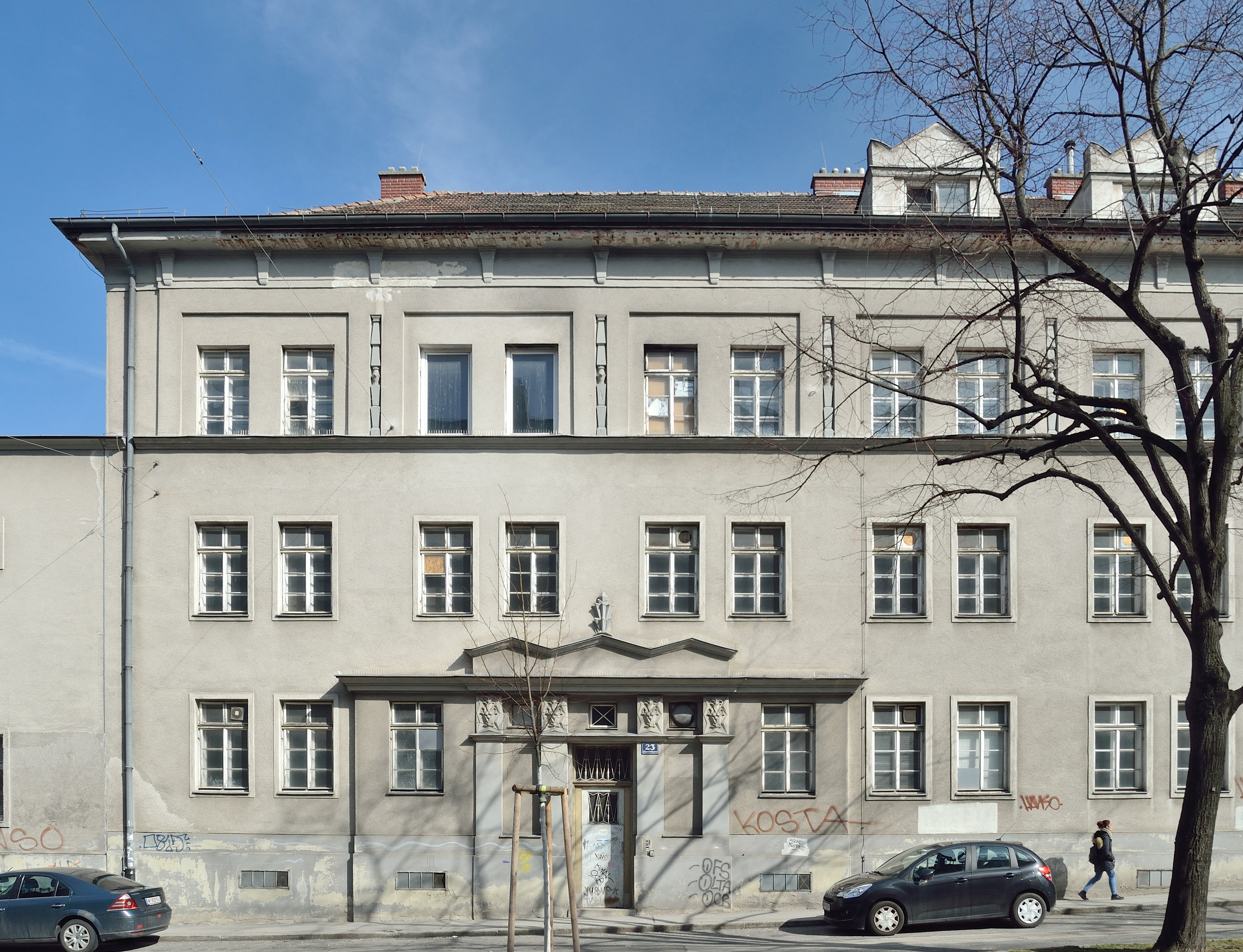
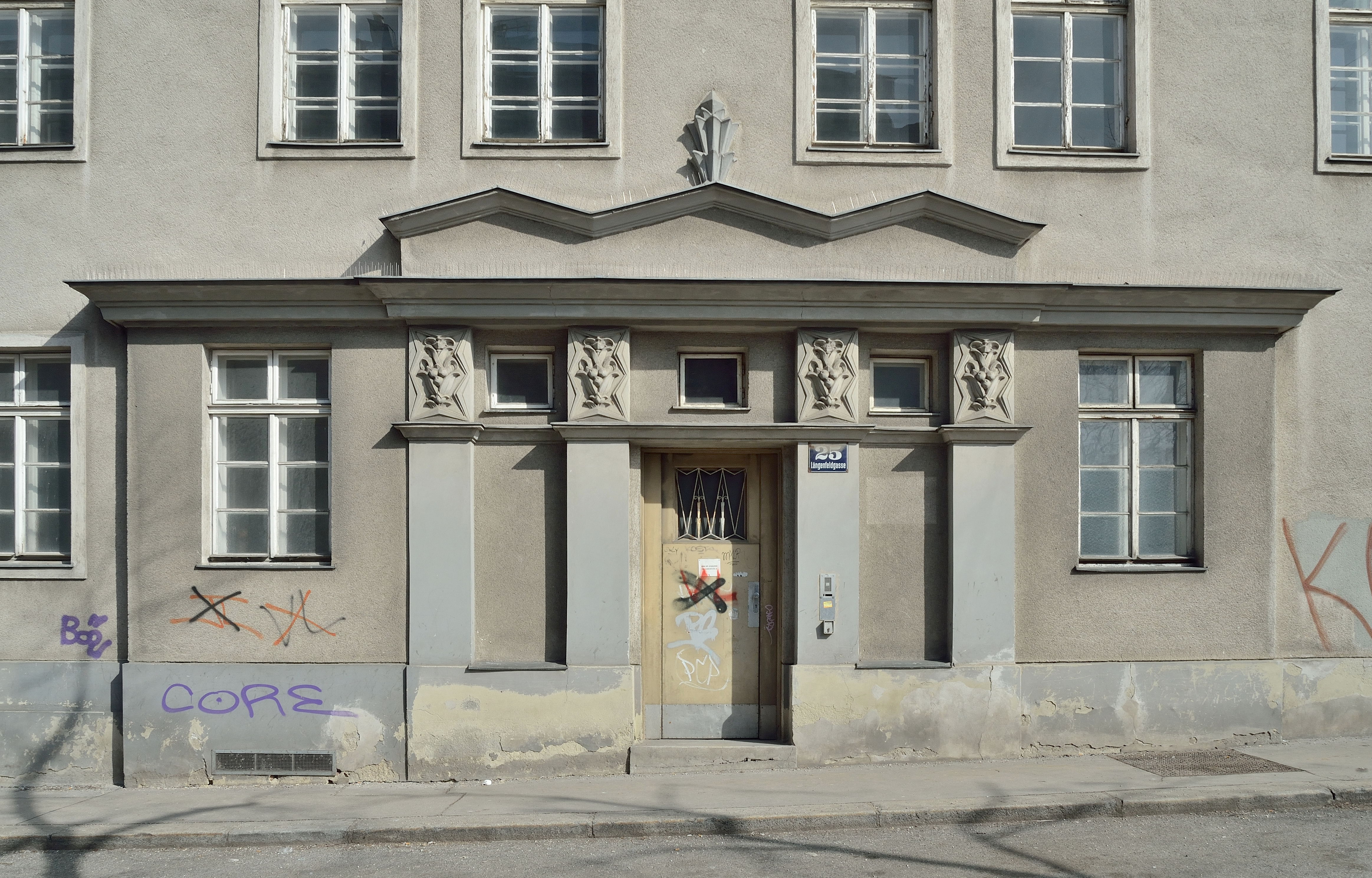
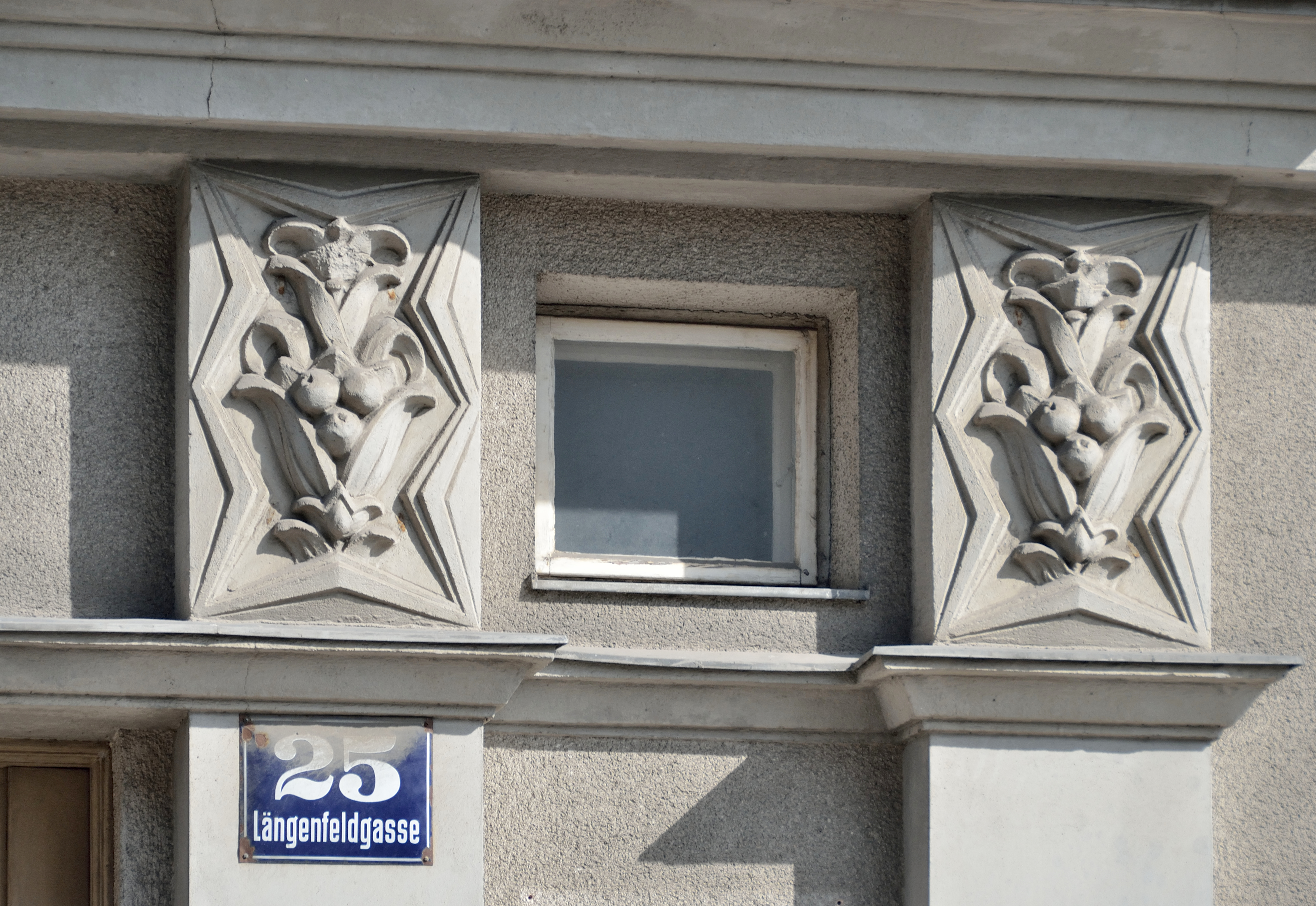
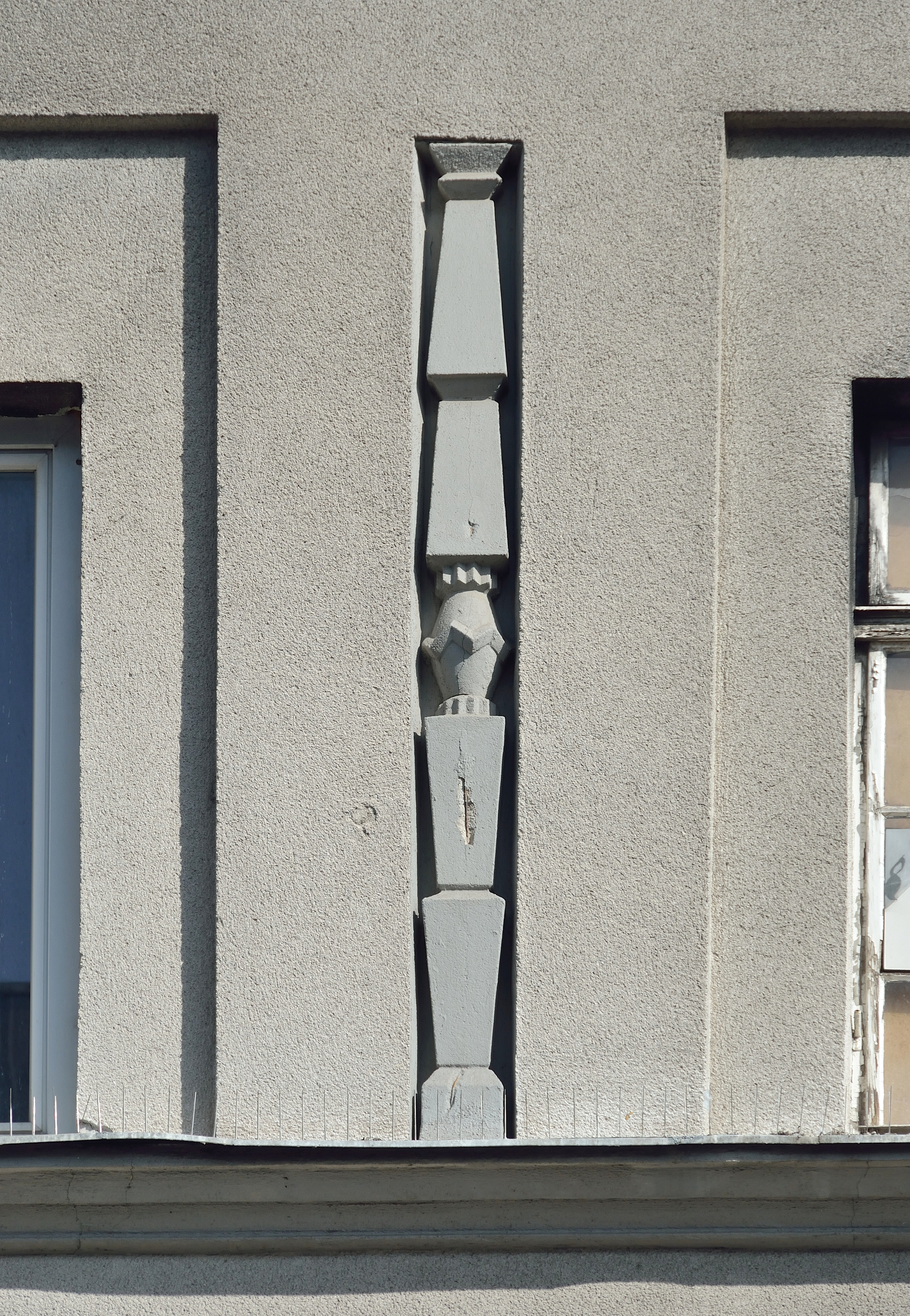
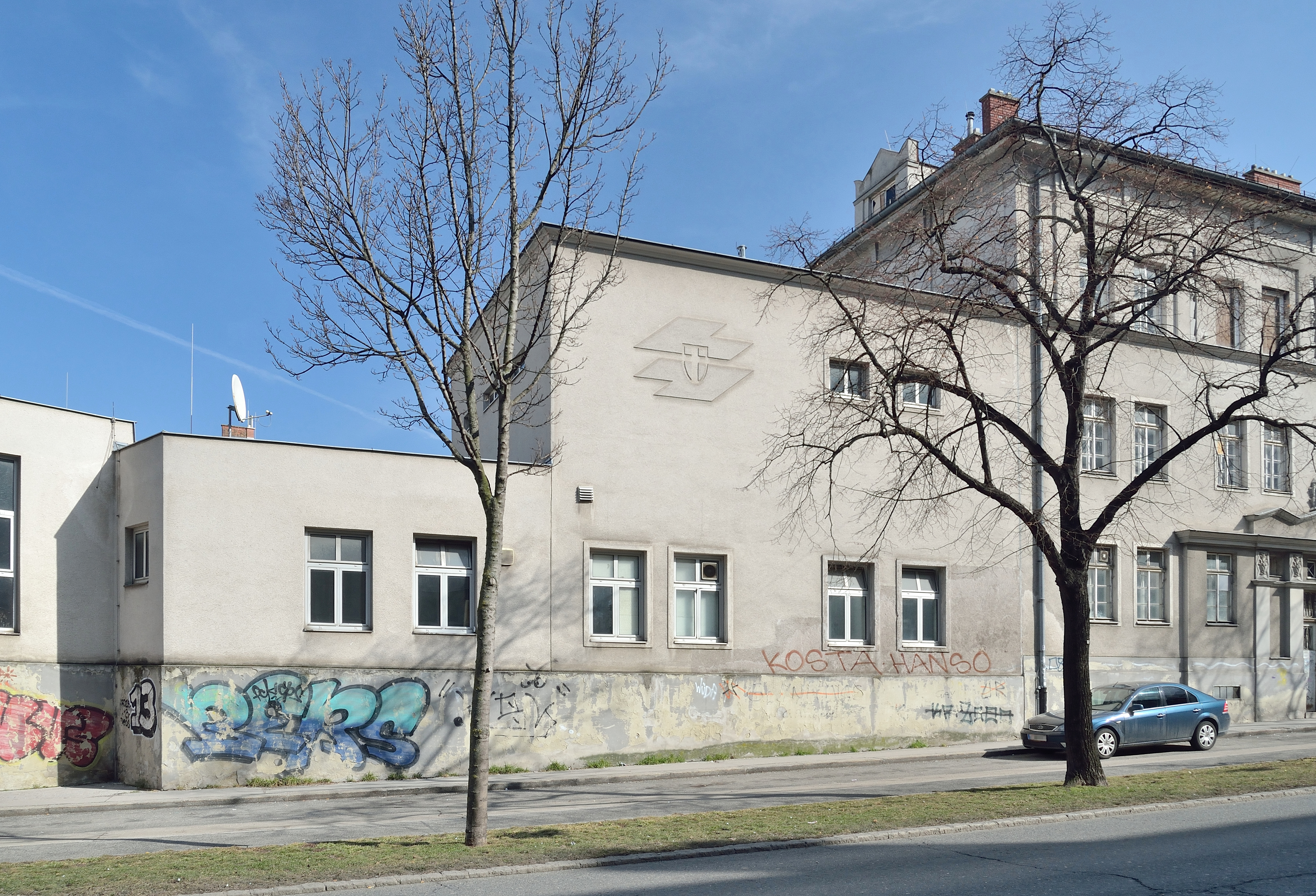
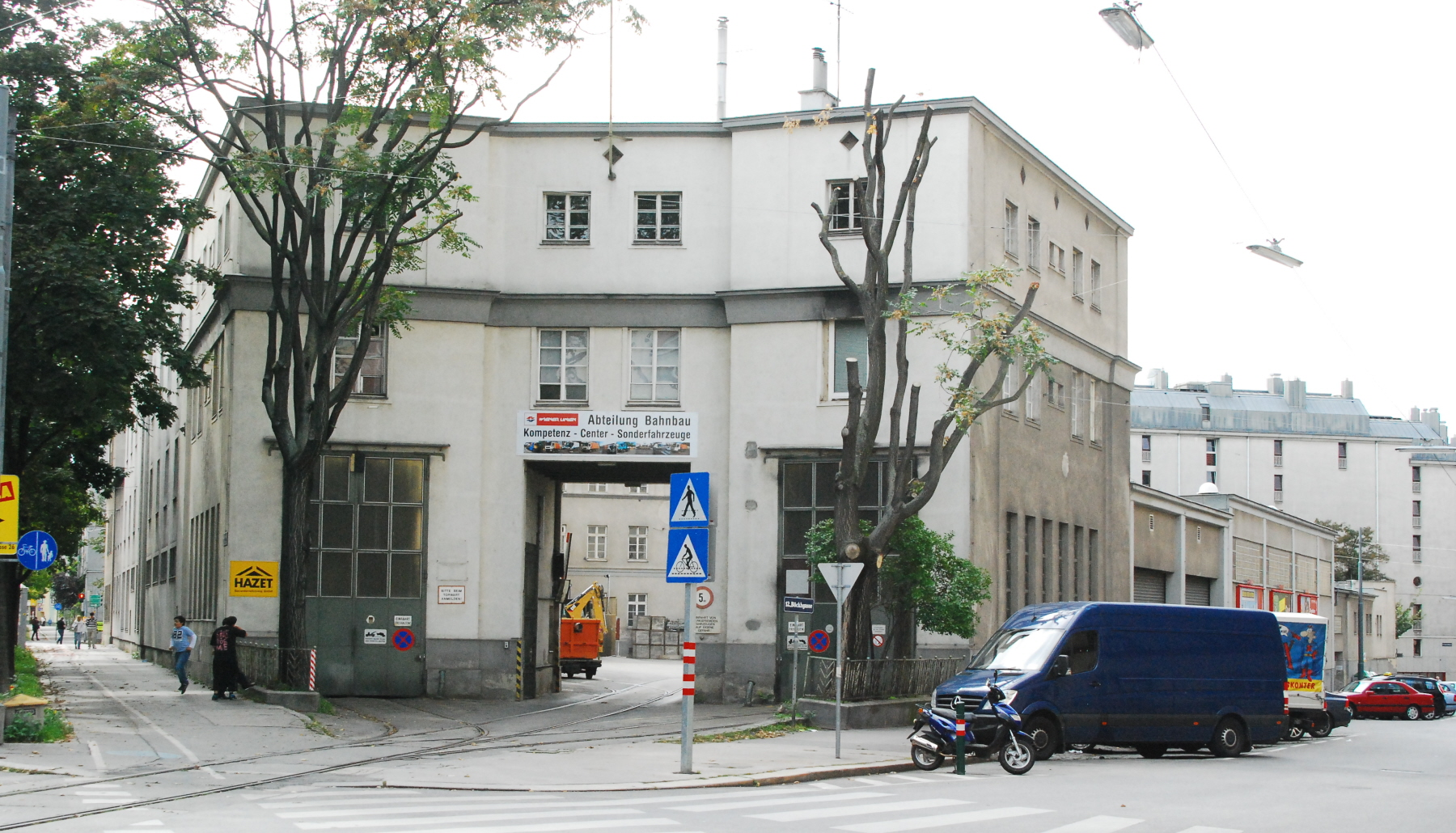

### Nr. 27 und 29:Ehemalige Strickwarenfabrik Glaser
Das Industriegebäude stammt vom Architekten Ernst Epstein und wurde 1922/23 errichtet. Es entstand für die ehemalige Wirkwarenfabrik Paul M. Glaser. Der Betonständerbau weist Giebelaufbauten auf und liegt mit einer langen Front an der Flurschützstraße. Hier befand sich auch ein Hausgarten des Gartenarchitekten Albert Esch.
Das benachbarte Gebäude Nummer 29 wurde 1922 ebenfalls von Ernst Epstein entworfen. Es handelt sich dabei um ein fünfgeschoßiges neoklassizistisches Eckhaus mit Frontispiz an beiden Seiten.

### Nr. 31–33: Reismannhof
Die städtische Wohnhausanlage Reismannhof wurde von den Architekten Hermann Aichinger und Heinrich Schmid 1924/25 als Erweiterung des Fuchsfeldhofes auf der gegenüberliegenden Seite der Längenfeldgasse errichtet. Erst nach dem Zweiten Weltkrieg wurde dieser Teil als eigene Anlage gesehen und nach dem Politiker Edmund Reismann benannt. Der aus mehreren Gebäuden und Höfen bestehende Komplex weist an der Längenfeldgasse Arkadengänge mit Geschäftslokalen auf und steht unter Denkmalschutz.

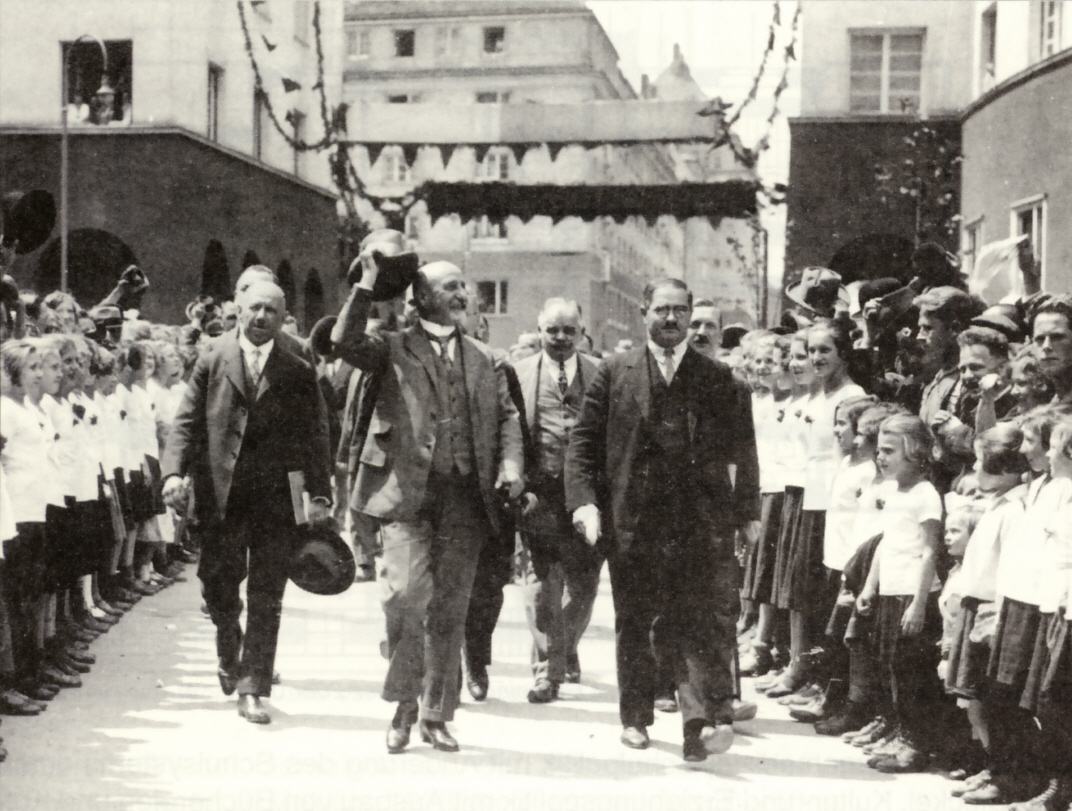
Eröffnung durch Bürgermeister Karl Seitz 1926
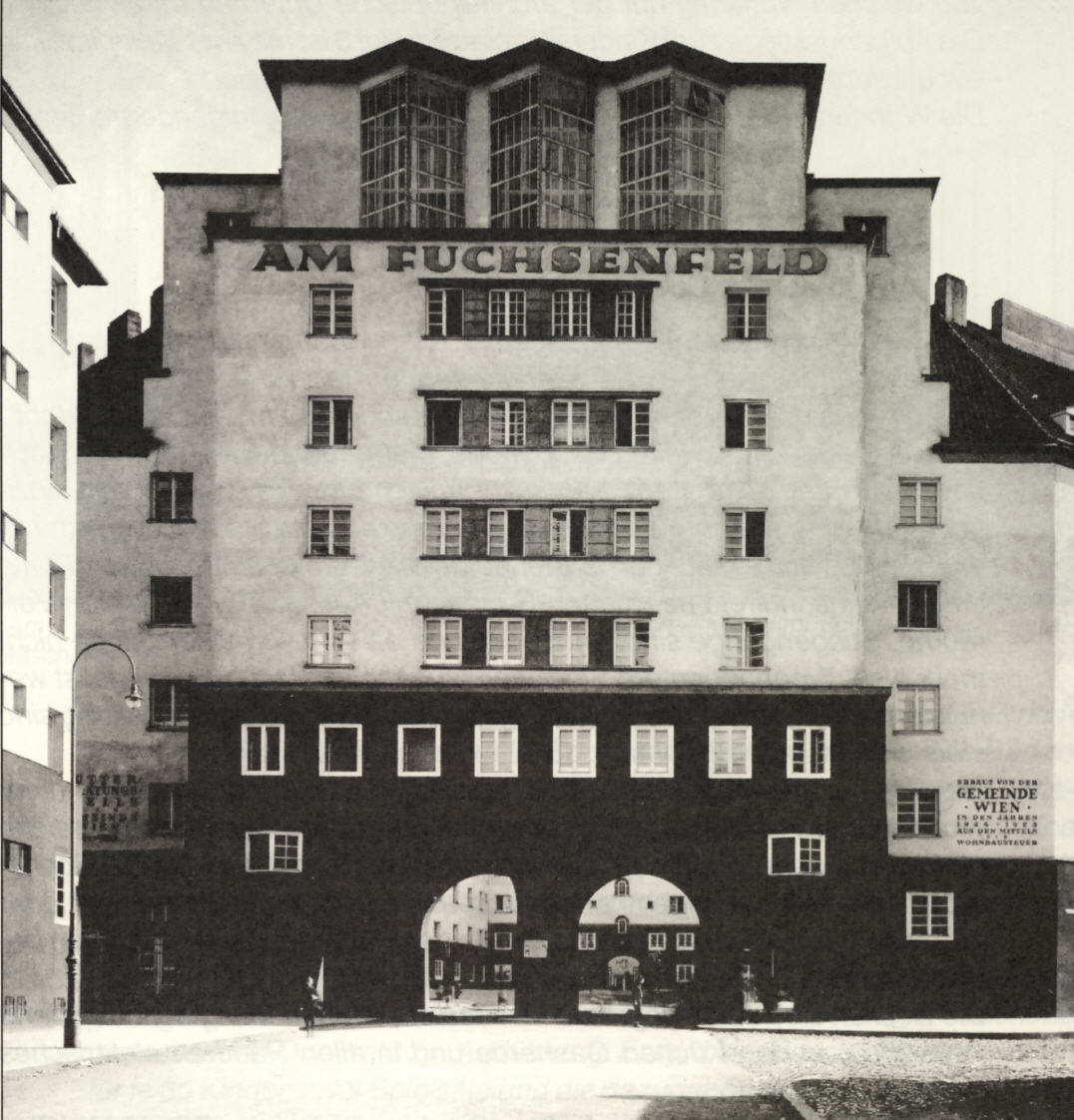
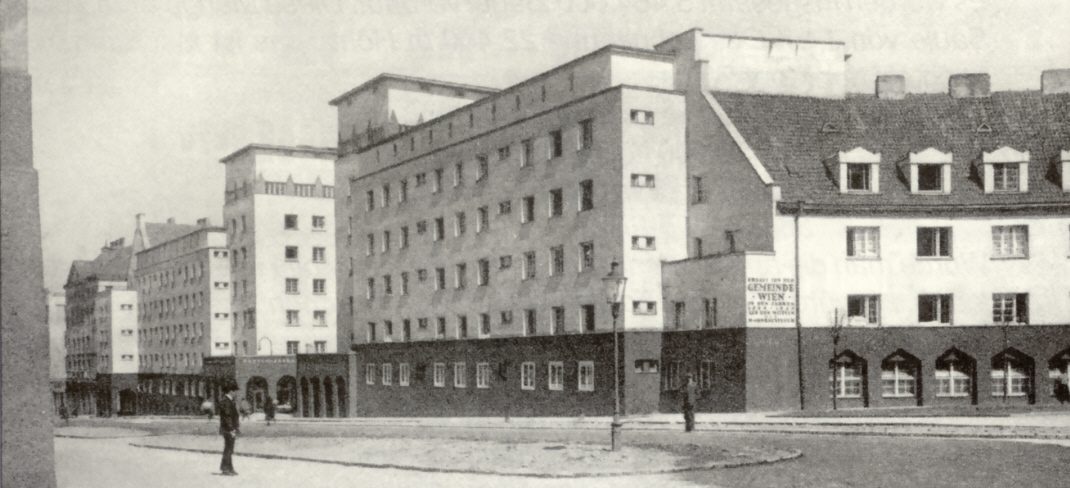
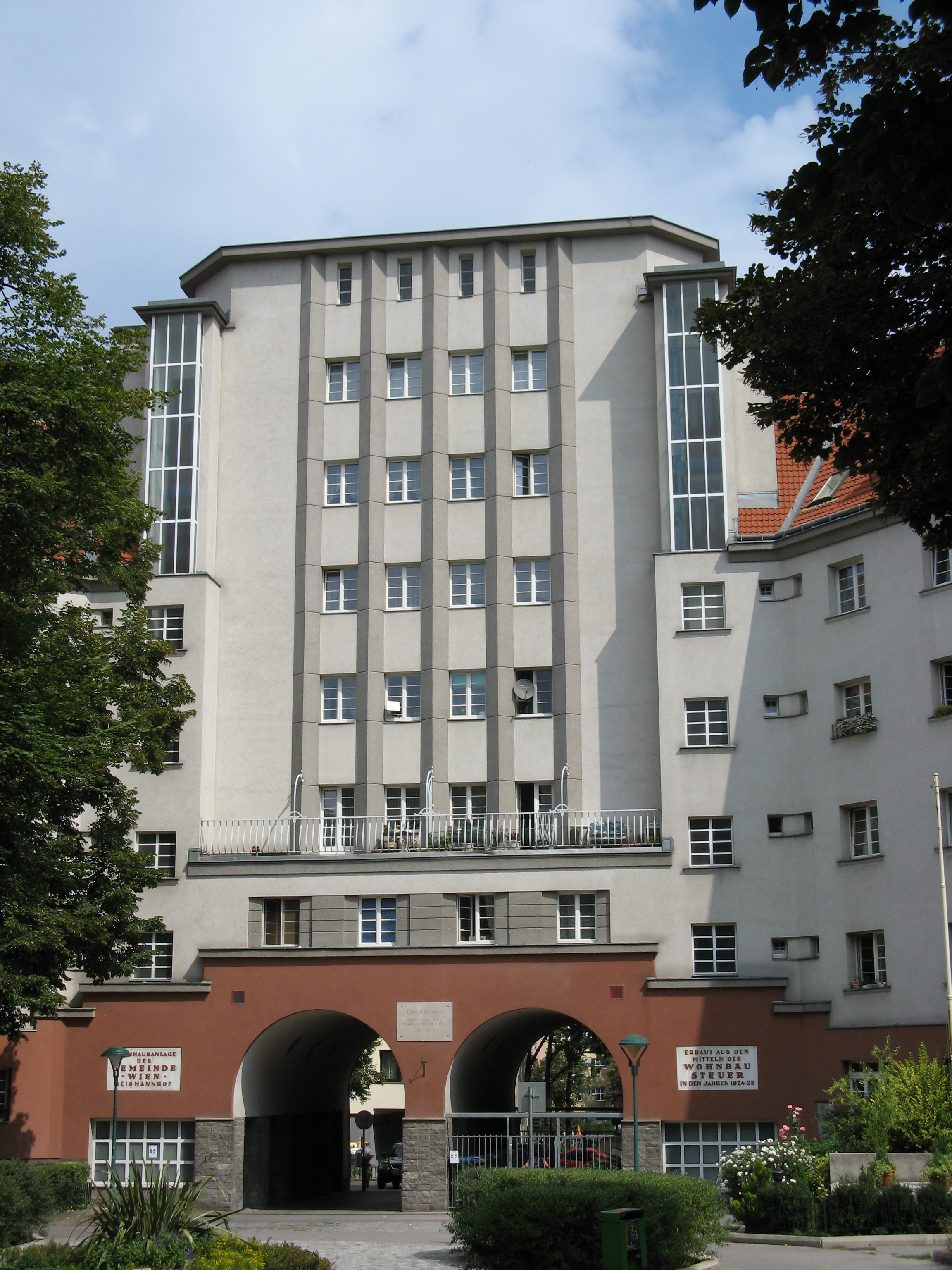
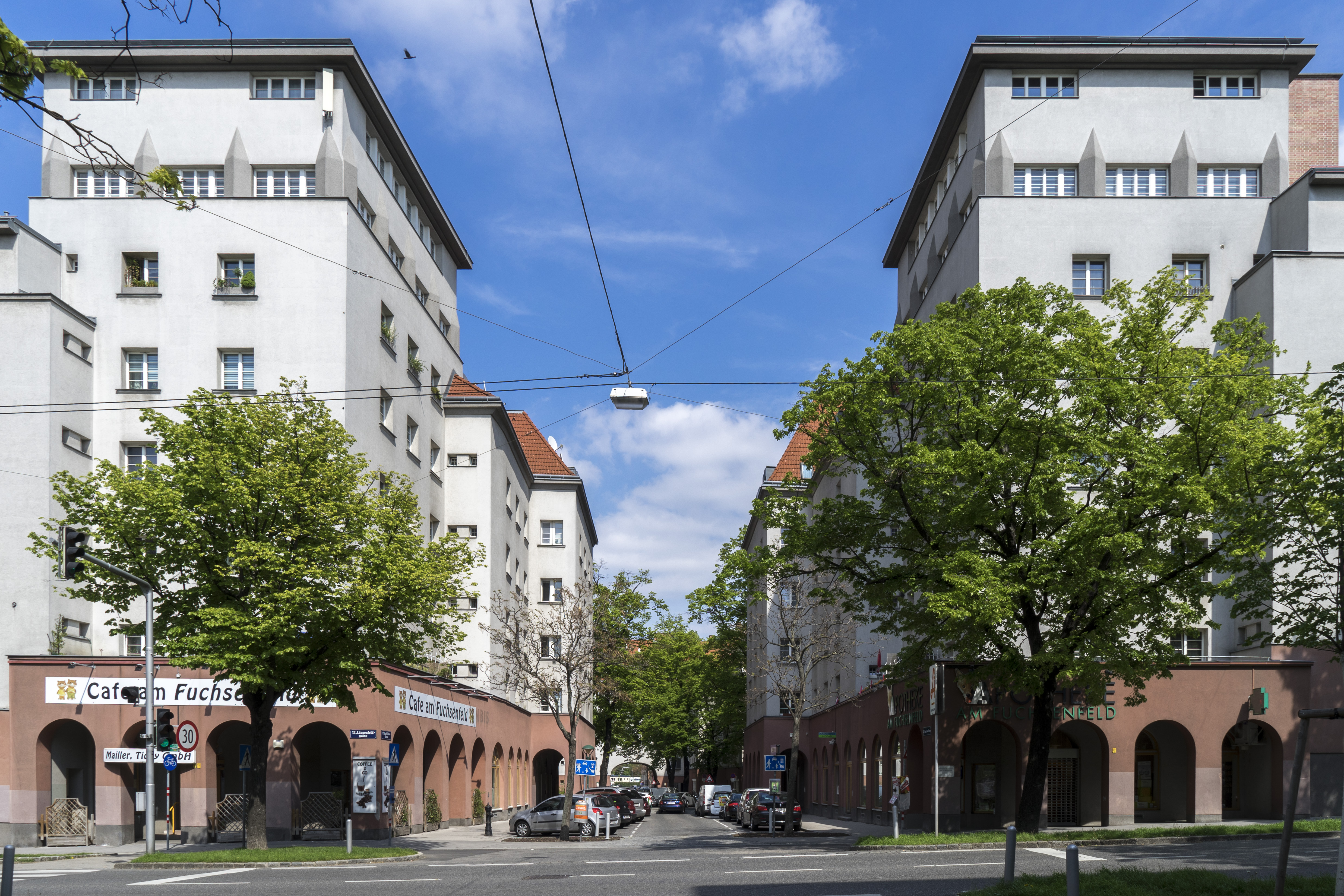
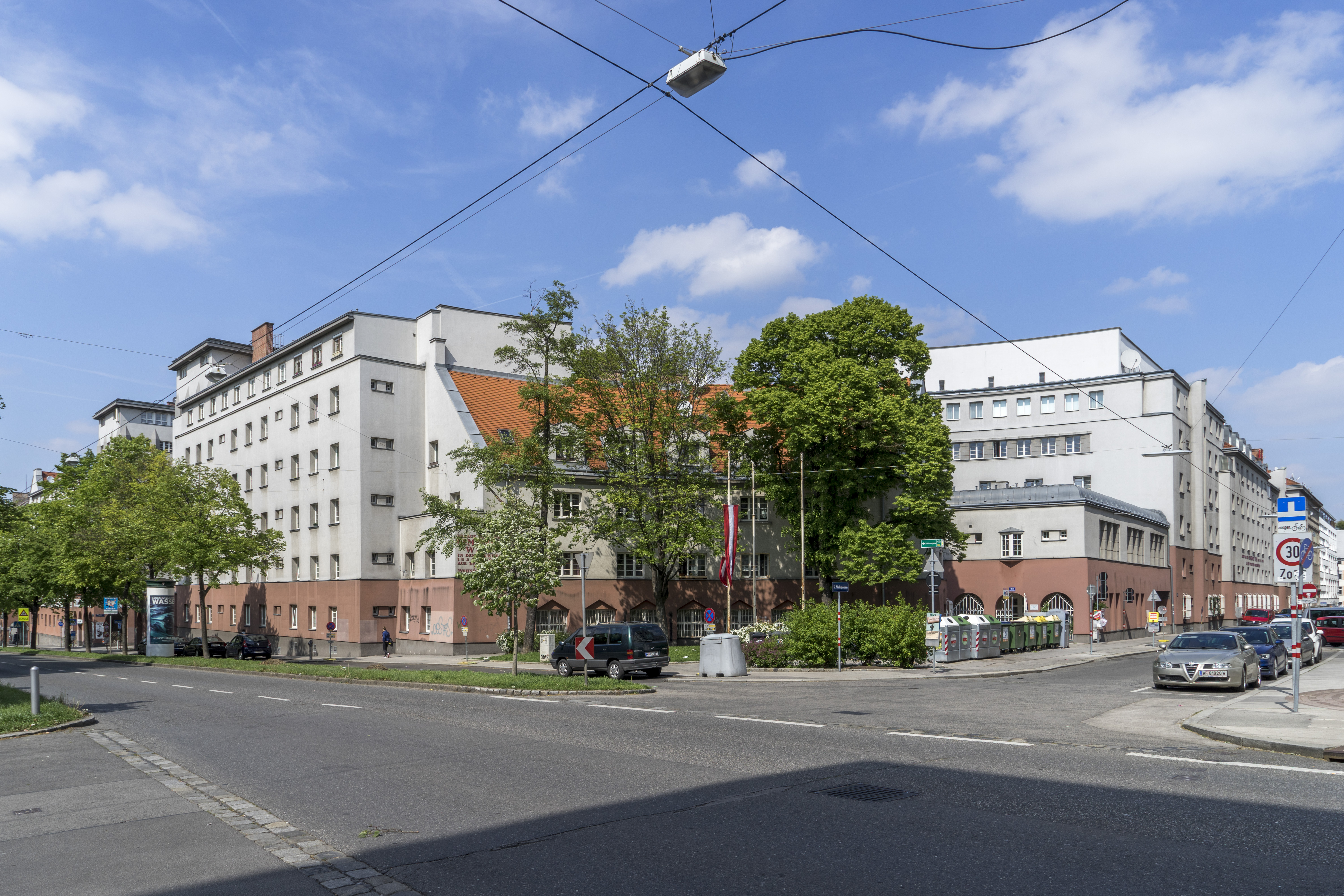
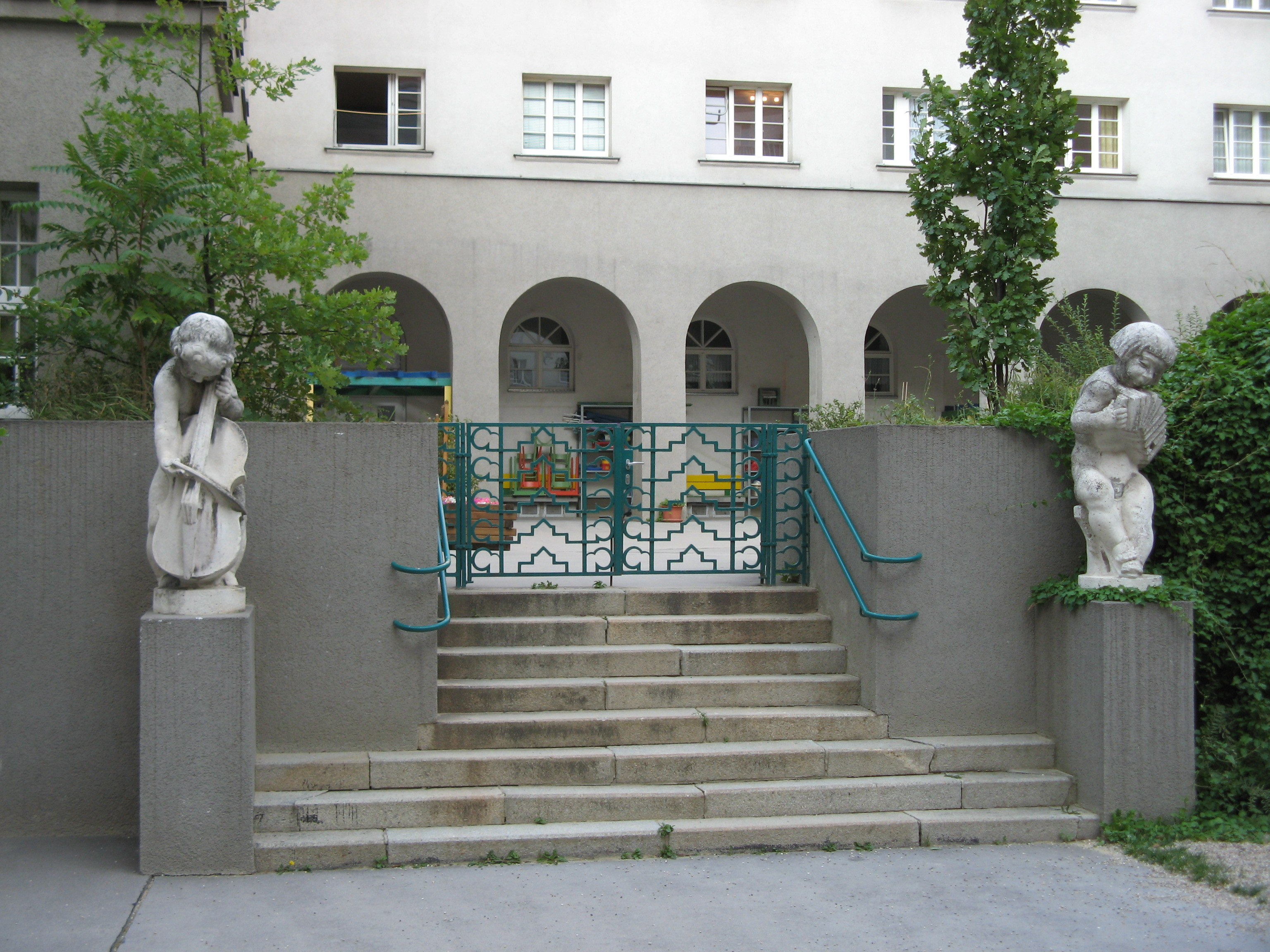
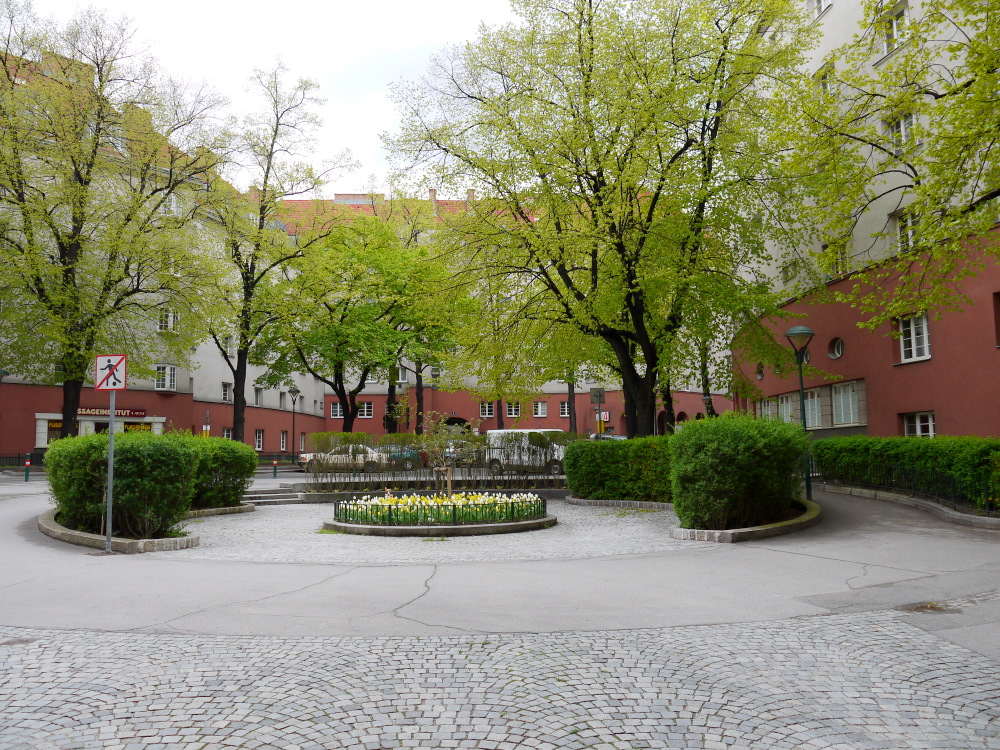

### Nr. 66: Volksschule
1908 wurde die Doppelbürgerschule für Knaben und Mädchen zwischen Karl-Löwe-Gasse (damals Neuwallgasse) und der Deckergasse von Carl Baxa zum 60-jährigen Regierungsjubiläum Kaiser Franz Josefs errichtet. Das Gebäude wies große Reliefs von Ludwig Bielohaubek auf, bei der Schule befand sich ein Muster-Lehrgarten. Nach den Zerstörungen im Zweiten Weltkrieg wurde die Schule vereinfacht wieder aufgebaut. Dahinter erstreckt sich das Gelände des Wilhelmsdorfer Parks.

### Nr. 68: Fuchsenfeldhof
Im 19. Jahrhundert befand sich auf dem Gelände ein Wirtschaftshof mit einem Gasthaus Zum Fuchsen, das 1852 eröffnet wurde. Als einer der ersten städtischen sozialen Wohnbauten wurde der Fuchsenfeldhof hier 1921/24 durch die Architekten Hermann Aichinger und Heinrich Schmid errichtet. Der Bebauungsplan dafür stammt schon von 1915. Die monumentale Anlage besteht aus mehreren Höfen und wies ursprünglich ein Kinderfreibad auf. Mit dem gegenüberliegenden Reismannhof bildete der Fuchsenfeldhof mit diesem eine Einheit.

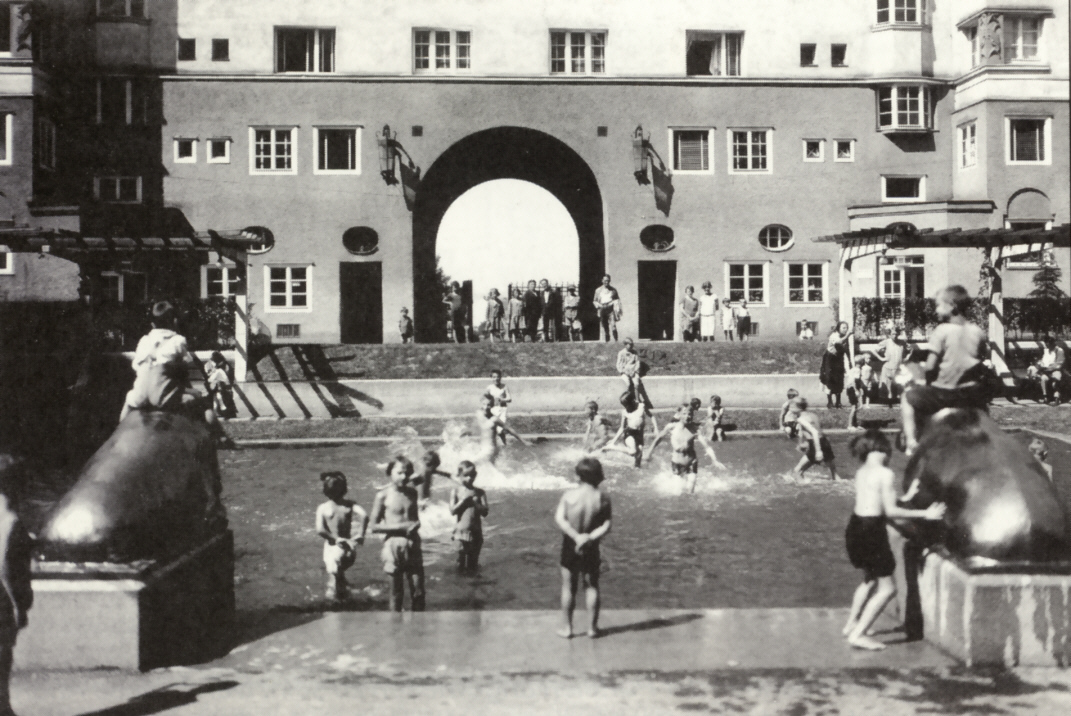
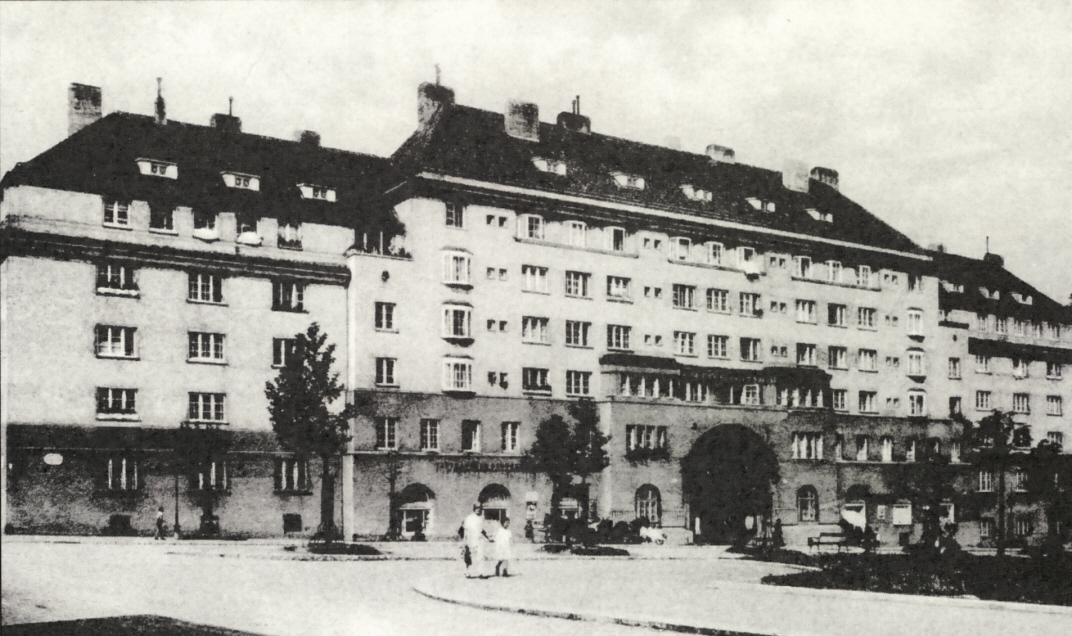
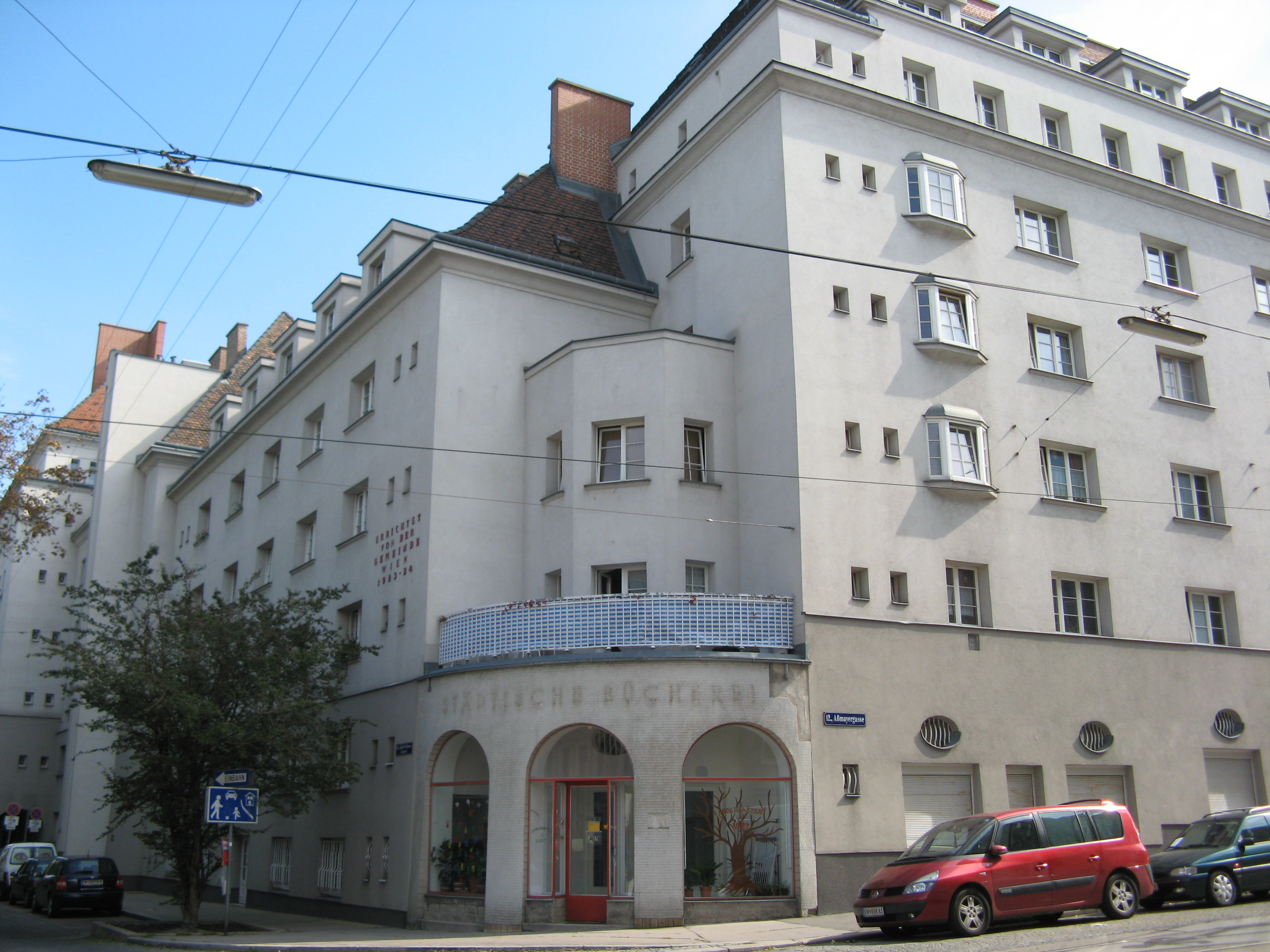
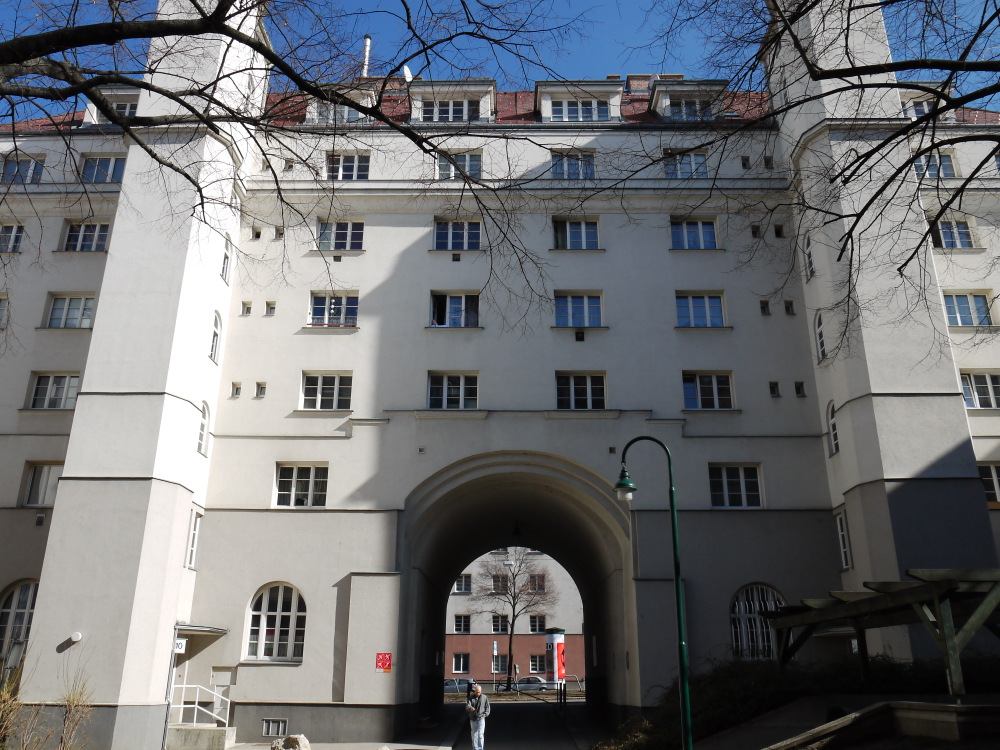
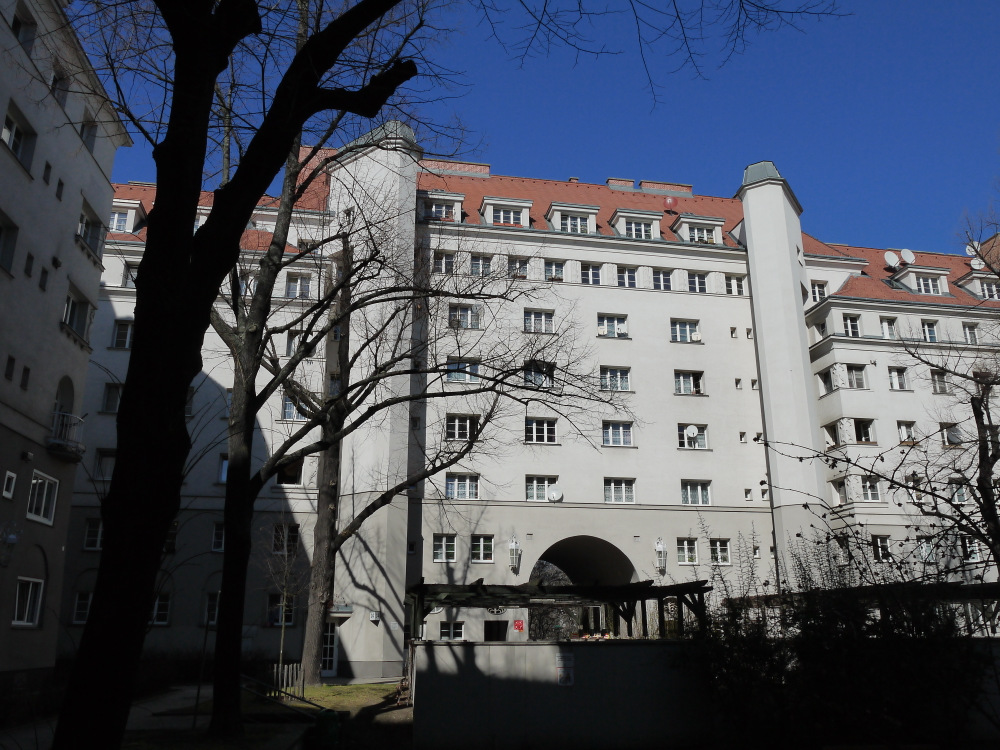
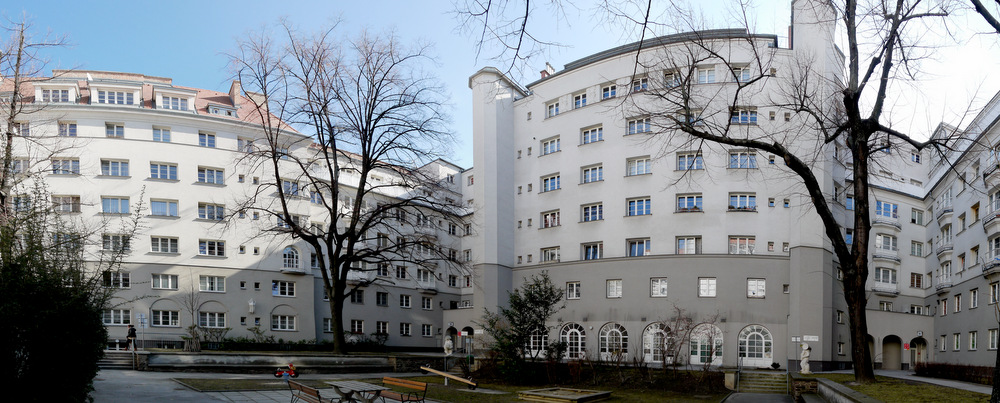
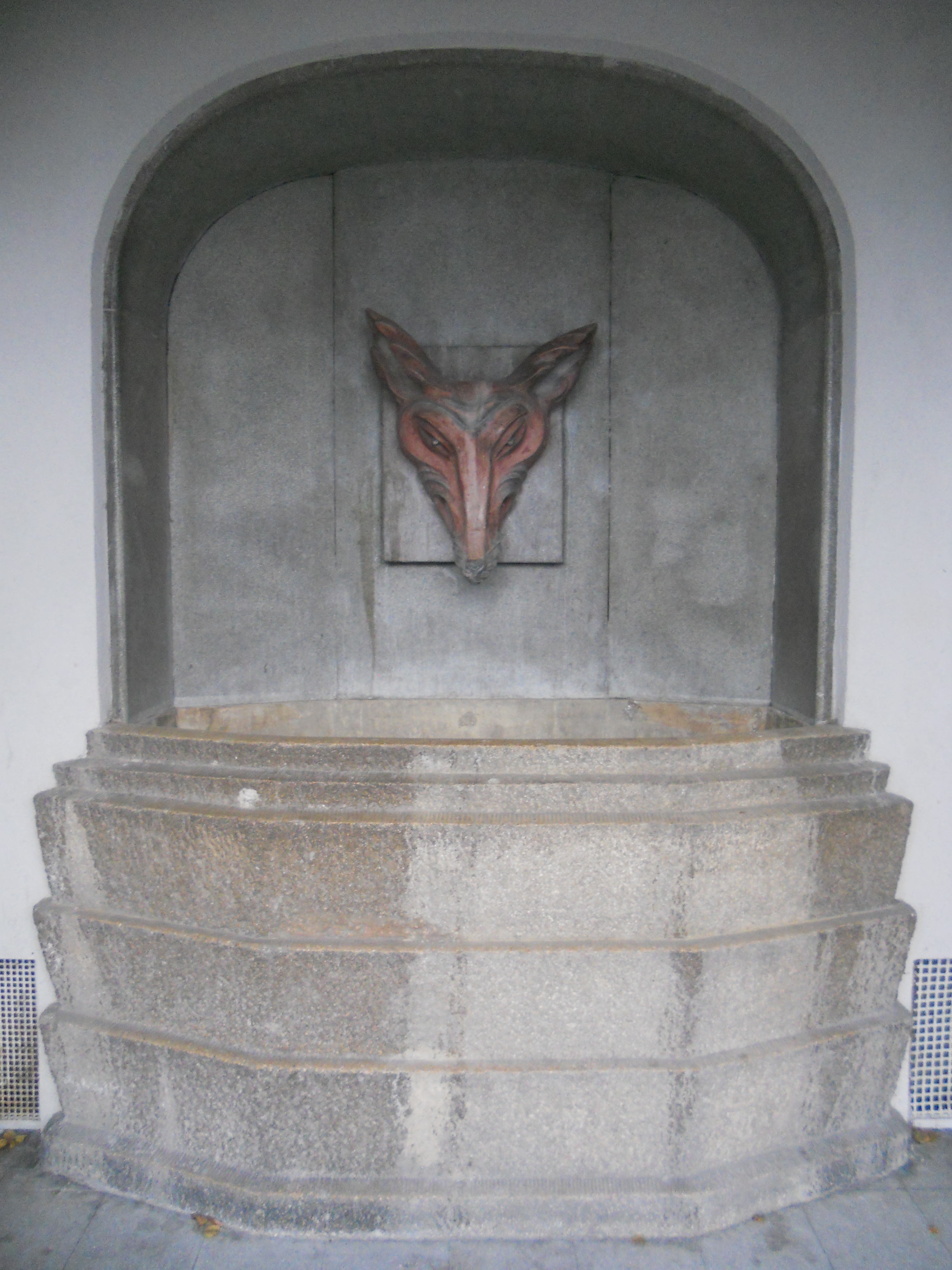

### Galerie

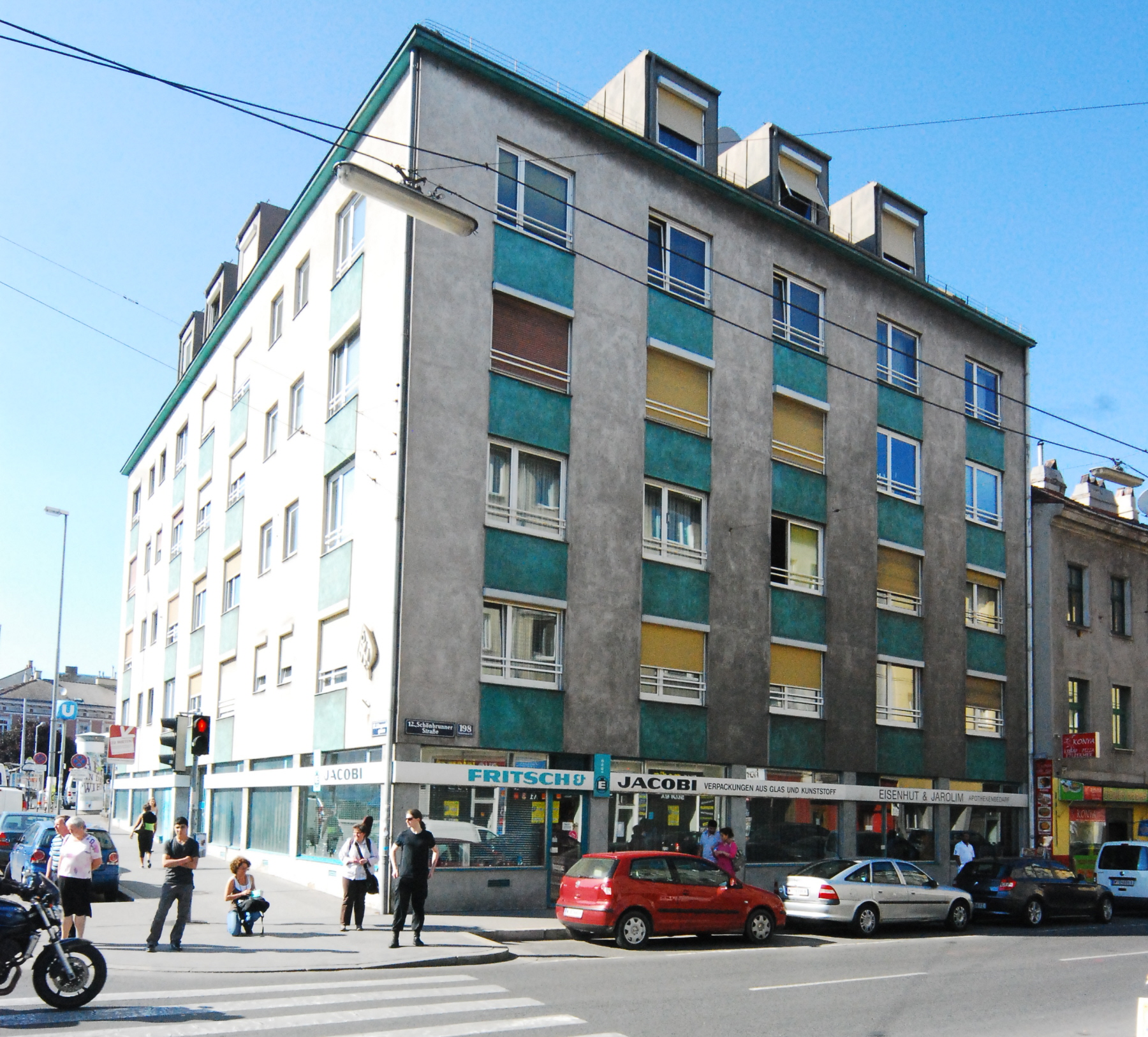
Längenfeldgasse 1
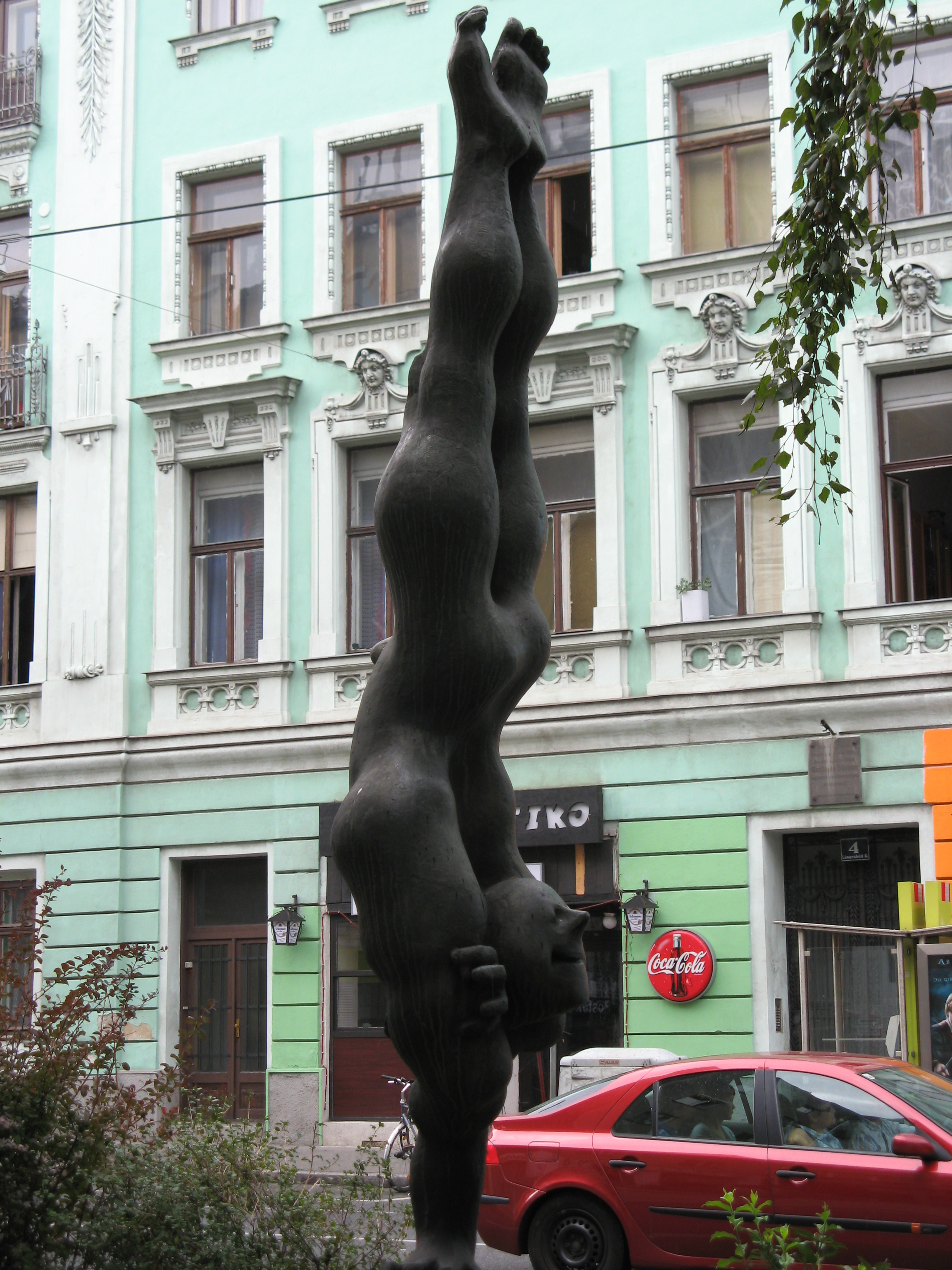
Längenfeldgasse 3, Plastik "Akrobat"
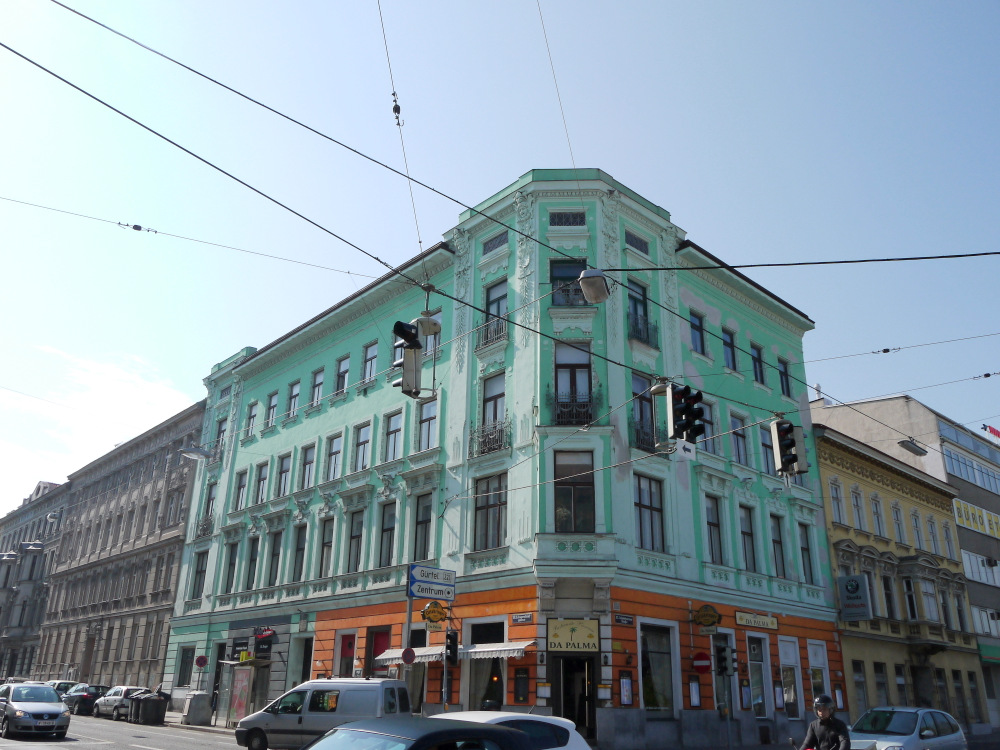
Längenfeldgasse 4 (1898/99)
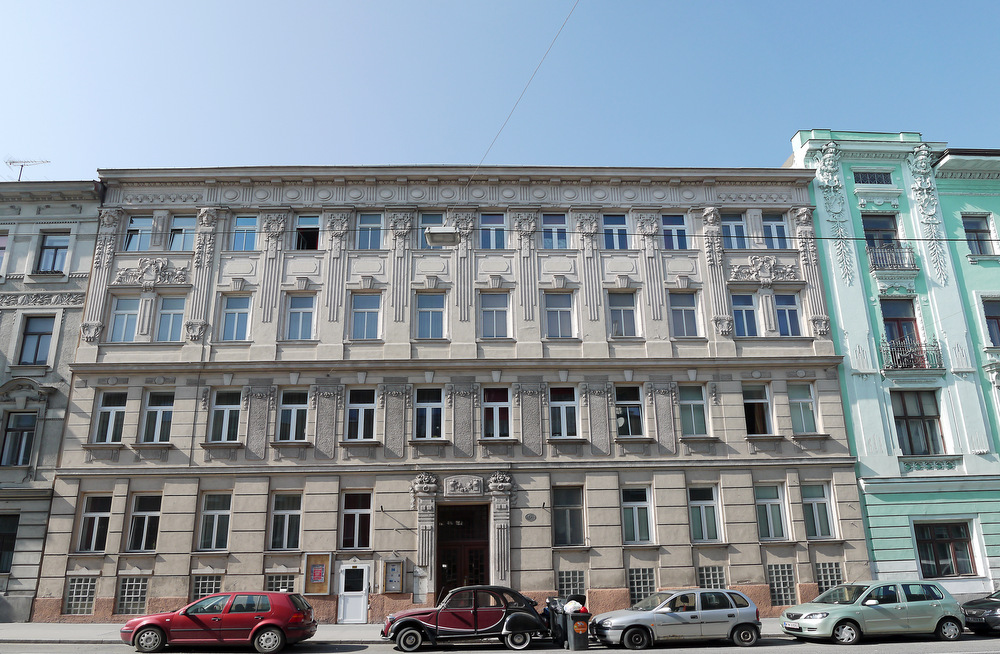
Längenfeldgasse 6 (1906)
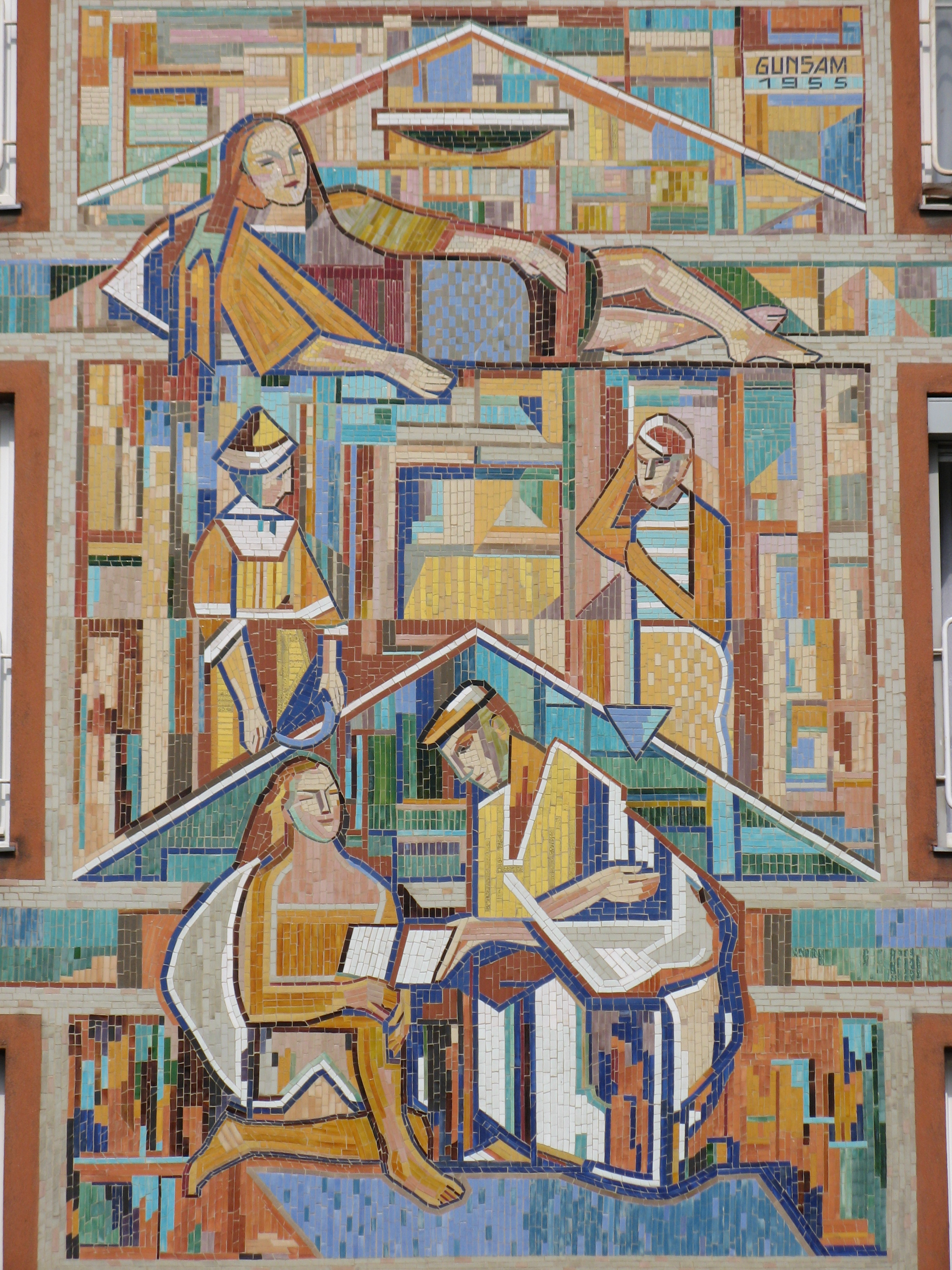
Längenfeldgasse 24, Mosaik "Bildung, Arbeit und Erholung" (1955) von Karl Gunsam
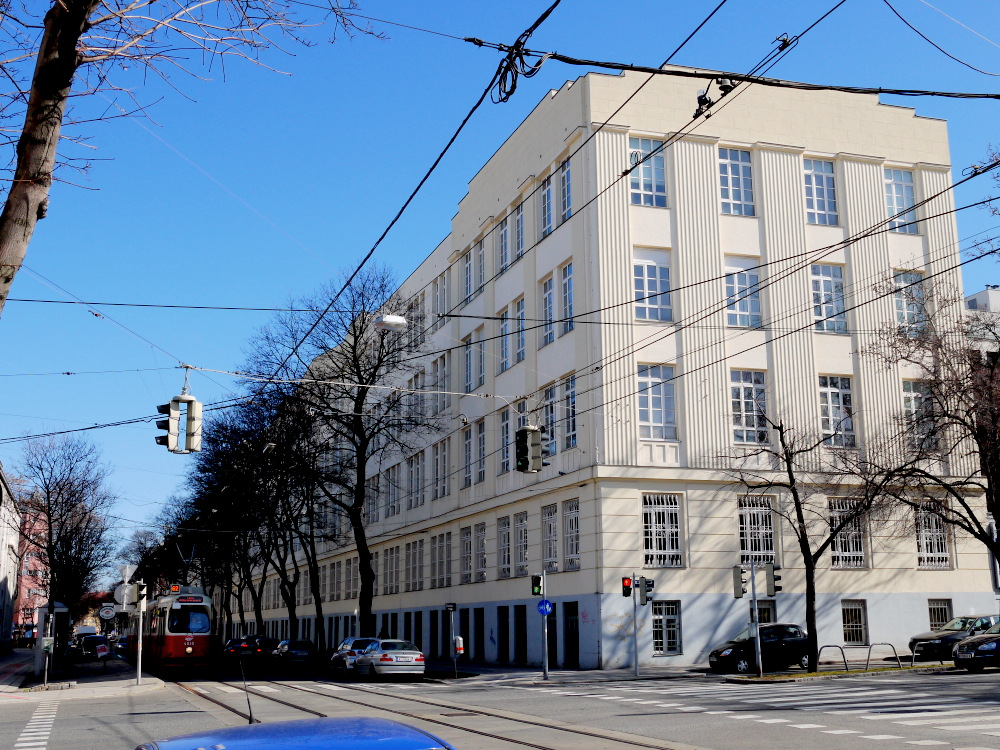
Längenfeldgasse 27, ehemalige Strickfabrik Glaser (1922/23) von Ernst Epstein
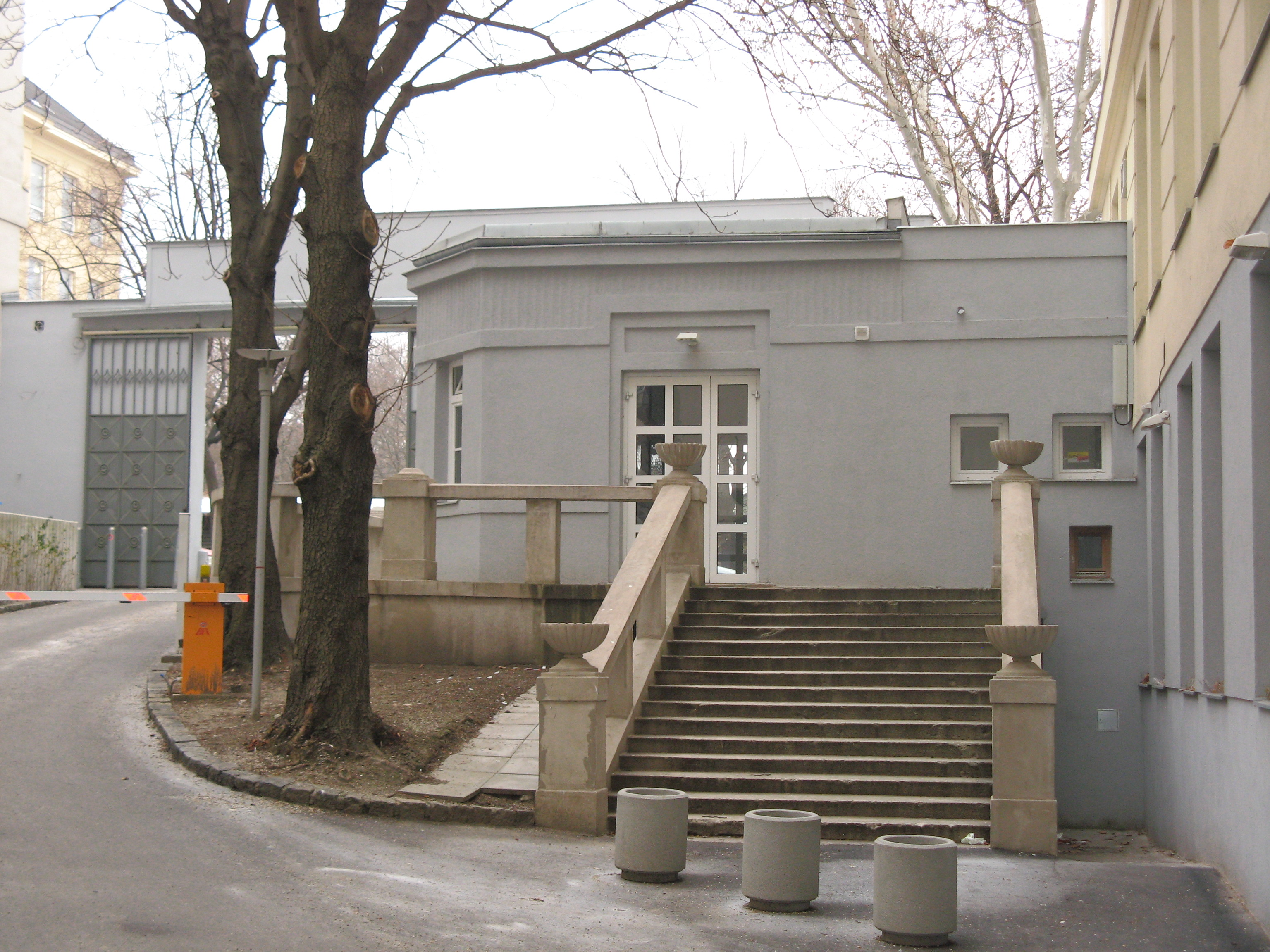
Längenfeldgasse 27, Tor
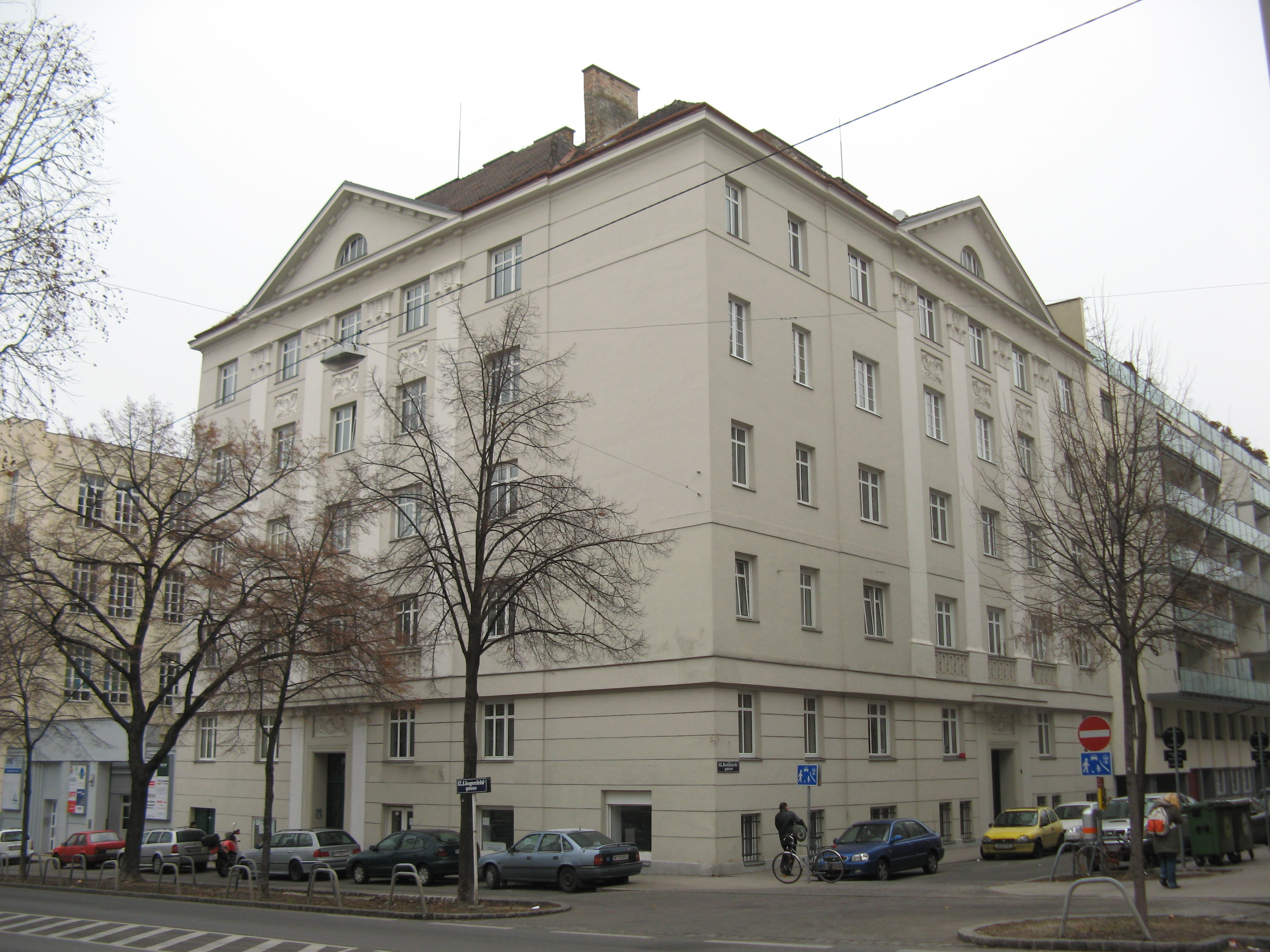
Längenfeldgasse 29
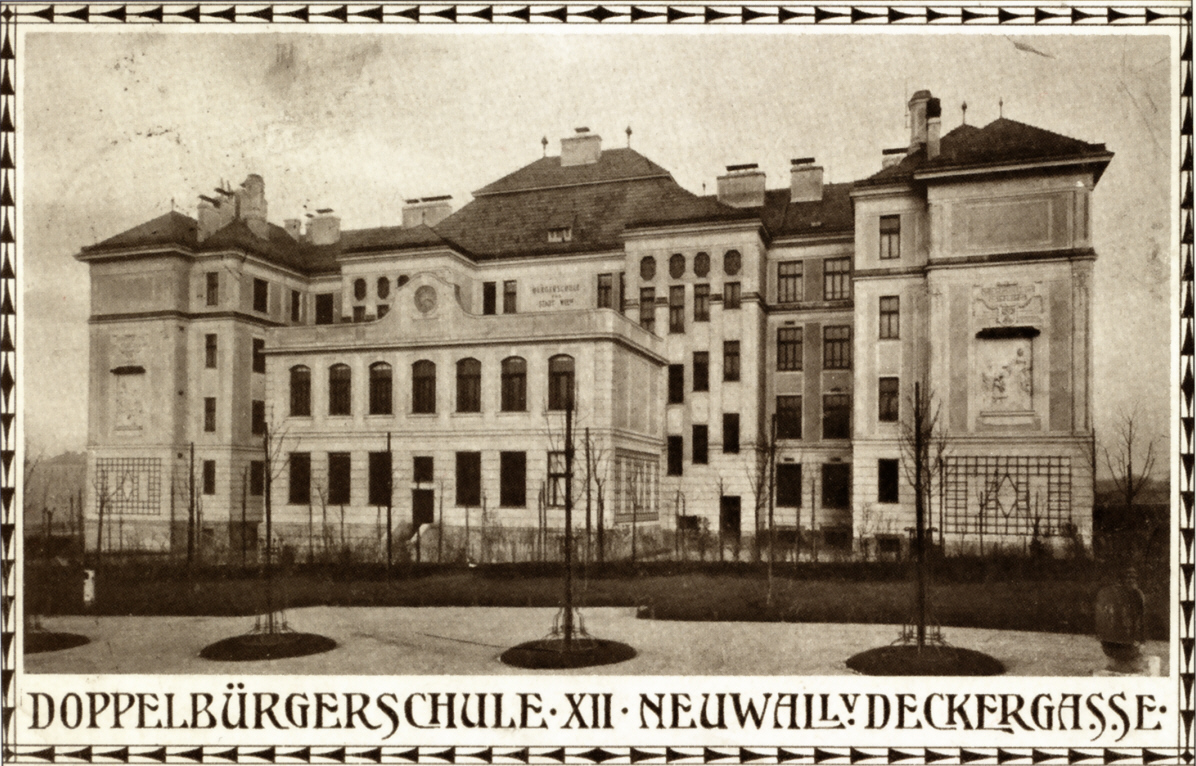
Längenfeldgasse 66, Volksschule (Foto 1910)
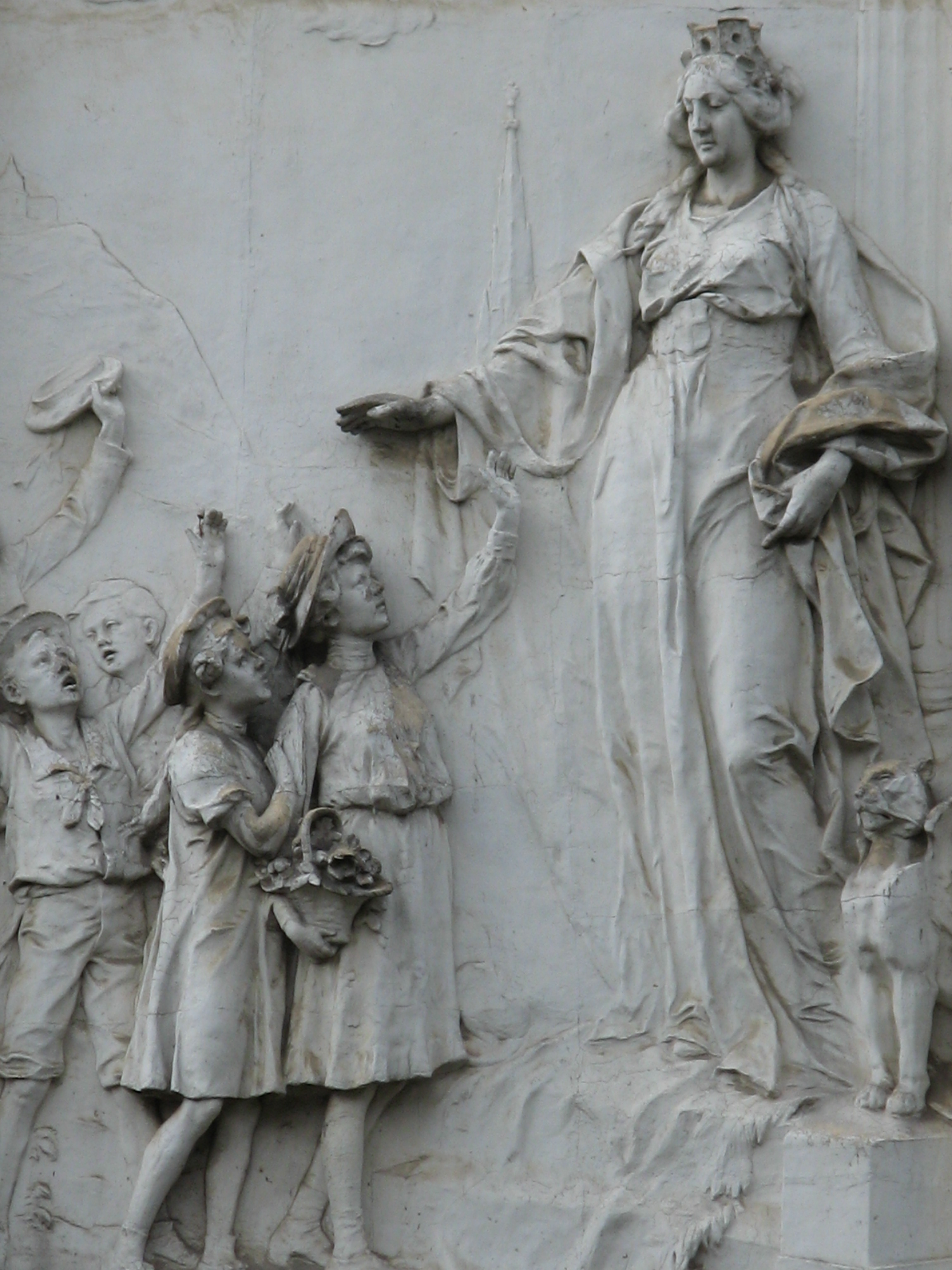
Längenfeldgasse 66, Relief von Ludwig Bielohaubek (1908)